# 女陰
女陰（英語：Vulva），又稱為陰戶、外陰、外陰部，女陰是人类女性生殖系統的重要组成部分，陰戶或外陰部則可泛指雌性哺乳动物的生殖器官的外部。其中正面关闭的縱向縫隙称为阴裂或維納斯裂縫（cleft of Venus）。
在解剖學上，女性外陰部在胯下恥骨部與臀部之間，結構包括阴阜、大陰唇、小陰唇、陰蒂、前庭球、阴道前庭、尿道、陰道口、处女膜以及前庭大腺。外陰的其他特徵包括陰裂、泌尿生殖三角（會陰的前半部，包括大陰唇、小陰唇、坐骨海綿體肌與球海綿體肌等區域，Urogenital triangle或）和陰毛及其皮脂腺。女陰主要功能與排尿、性行為、月經、分娩有關，並為通向女性內生殖系統的入口，藉由陰道口連接陰道及子宮，並由外陰唇和內陰唇的褶皺為陰道口提供雙層保護。女陰的結構由骨盆底肌肉與泌尿生殖三角的其他肌肉支持。
女陰的血液供應來自三條陰部動脈，並由內陰部靜脈排出。並由淋巴管將淋巴從外陰部帶到腹股溝淋巴結。外陰的神經由陰部神經，會陰神經，髂腹股溝神經（Ilioinguinal nerve）及其分支構成。外陰的血液和神經結構是性喚起的階段的參與者，並參與輔助繁殖的過程。

## 部位結構

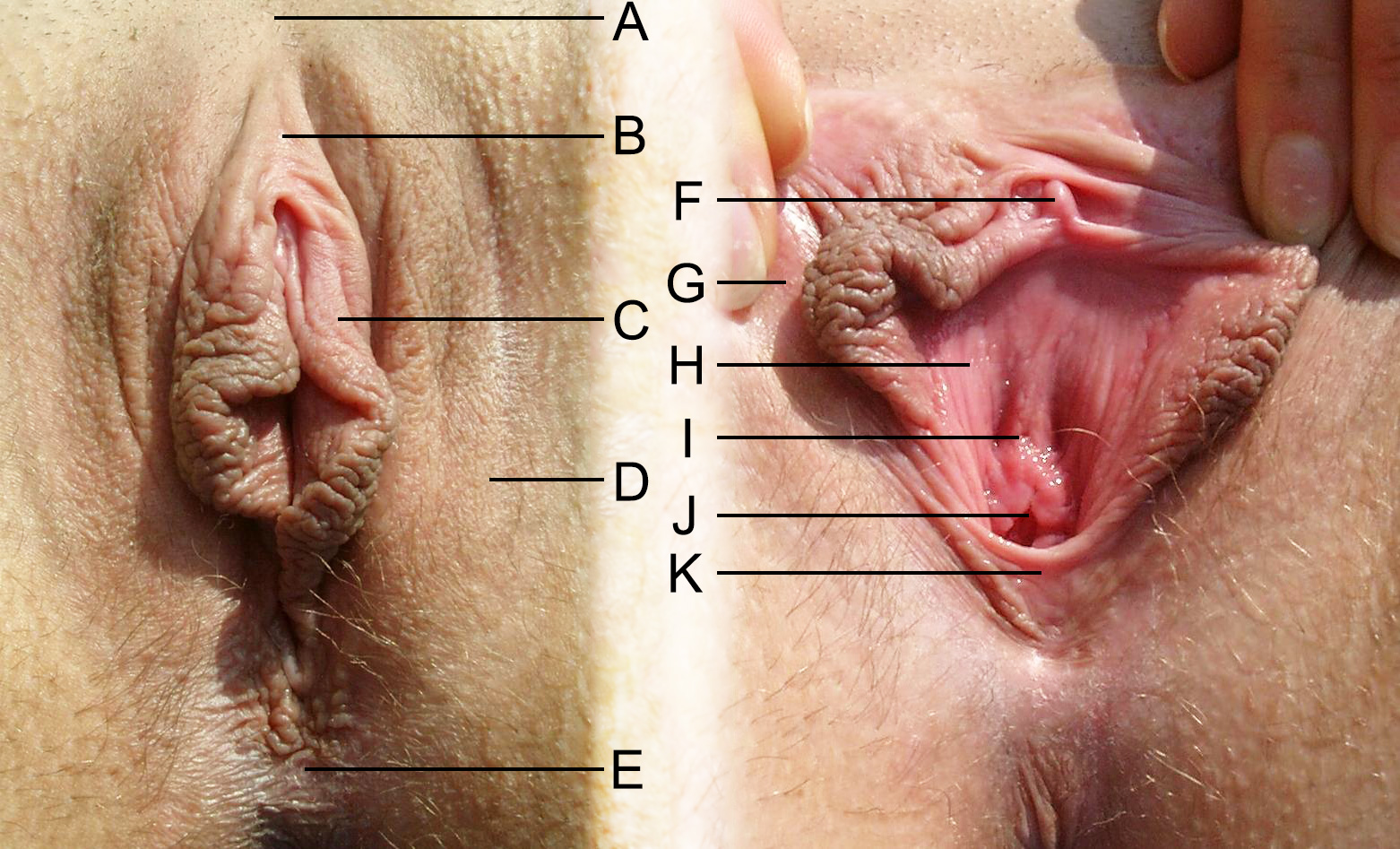
女陰的外觀構造示意圖，A.大陰唇前聯合；B.陰蒂包皮；C.小陰唇；D.大陰唇；E.會陰；F.陰蒂頭；G.大陰唇內側；H.陰道前庭；I.尿道；J.陰道口；K.小陰唇系帶。

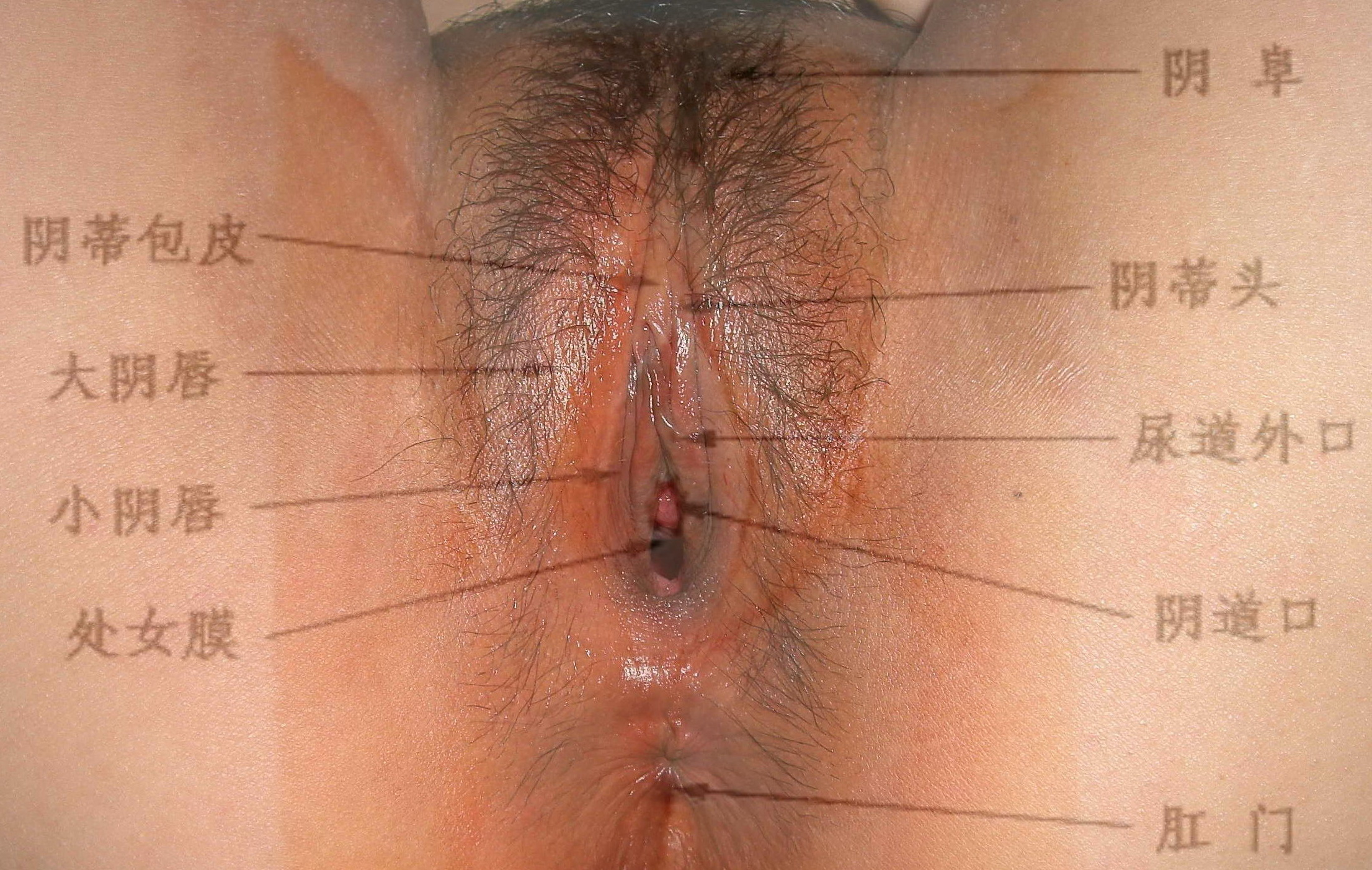
女性生殖系统外观

外陰的主要結構是：陰阜、大陰唇、小陰唇、陰蒂的外部（包含陰蒂頭、陰蒂包皮）、尿道、陰道口、處女膜以及前庭大腺與斯基恩氏腺。其他特徵包括陰裂、陰毛、皮脂腺、外陰前庭和泌尿生殖三角。女陰的形狀大小顏色等等的變化相當大，女陰左右不「對稱」也是常有的事。

### 陰阜
陰阜（英語：Mons pubis）是陰部前端隆起且柔軟的脂肪組織，並覆蓋着恥骨。對於兩性而言，陰阜皆能在性交当中起到緩衝作用，這個功能在女性中又較男性更為明顯。陰阜下方為陰裂，並將陰阜分隔成大陰唇。青春期过後，原本位於陰裂內的陰蒂包皮和小陰唇可能会变得較为顯露，且陰阜與陰脣通常會被陰毛覆蓋，陰毛在下腹部呈倒三角形，并沿大阴唇向后延伸。

### 陰唇
陰唇（Labia）可分為大陰唇和小陰唇，並覆蓋了外陰前庭。大陰唇和小陰唇之間的凹槽稱為陰唇間溝（interlabial sulci）或陰唇間皺褶（interlabial folds）。

#### 大陰唇
大陰唇（Labia majora）位於女陰兩側。由陰裂分開的外側皺褶是大陰唇，並由大陰唇保護女陰的其他結構。大陰唇可能覆蓋住部分或整個女陰。大陰唇外側的顏色可能較接近身體其他部位，內側則可能更深或更淺。但事實上這有著很多不同的變化。陰阜前方的大陰唇、陰裂和肛門之間（會陰前部）構成泌尿生殖三角區。

#### 小陰唇
小阴唇是位於阴道口的外侧、大陰唇內側的兩個柔軟的褶皺。它們比大陰唇的顏色更多、颜色较深，其顔色通常是粉紅色或棕黑色，並與人的膚色有關。小陰脣所擁有的皮脂腺相對較多。兩個小陰唇的下端會在小陰唇系帶處相遇，小陰脣系帶是一個折疊的限制性組織。小陰唇上端則在陰阜前面相遇，並構成形成陰蒂包皮。女性生殖器的外觀因人而異，這些差異大部分可歸因於小陰唇大小、形狀和顏色的變化。雖然稱為「小」陰唇，但它們也可能具有相當大的尺寸，甚至能於陰裂或大陰唇處突出。

### 陰蒂
陰蒂（clitoris）就在女陰前端兩片小陰唇會合之處。陰蒂的可見部分是陰蒂頭，其一般形狀大小類似於豌豆，長度大約從6-25毫米不等。勃起時尺寸也會有所不同。雌性的陰蒂頭與雄性的陰莖龜頭為同源器官，並同樣可以勃起。雖然雄性陰莖龜頭要比陰蒂頭大的多，但兩者的神經末稍數量相同，因此它們都是十分敏感的。陰蒂目前已知的唯一的功能是提供性快感。一般來說，女性較不容易在性交當中達至高潮的原因在於陰蒂不能在過程中受到直接刺激。由於陰蒂是相當敏感的，所以只要刺激陰蒂就可以使女性达到性高潮，這遠比在單純的性交中讓女性達到性高潮容易的多。陰蒂包皮是保護性的折疊皮膚，其形狀和大小因人而異，並且可能部分或完全的覆蓋陰蒂。陰蒂是陰莖的同源物（homologue），陰蒂包皮等同於男性包皮，並且可能完全或部分隱藏在陰裂內。

### 前庭
小陰唇之間、陰道口和尿道所在的區域稱為外陰前庭（vulval vestibule）或陰道前庭（vestibule of the vagina）。前庭與肛門之間是會陰。

#### 尿道口
尿道（urinary meatus）與尿道口介於恥骨聯合下緣、陰蒂的下方與陰道口的上方，為一不規則之橢圓小孔，小便由此流出。經大小陰唇排出體外的通道。其後壁有一對腺體，稱為尿道旁腺，開口於尿道後壁，常為細菌潛伏之處。

#### 陰道口
陰道口（vaginal opening）位於女陰與前庭的底部。「入口（introitus）」在技術上比「開口（opening）」更為正確，因為陰道通常處於塌陷的狀態，開口處也呈現閉合狀態。年輕女性的陰道口往往有稱為「陰道前膜（hymen，又稱處女膜）」的組織。處女膜通常會在首次劇烈性交時破裂，破裂時所流出的血液亦遭人們認定為貞潔的象徵。不過在運動或正常活動的過程中，處女膜也可能因拉伸而破裂。使用衛生棉條和月經杯也可能使前膜破裂。一些人的處女膜也可能小至不明顯，甚至沒有處女膜。在一些罕見的案例中，處女膜可能完全覆蓋陰道口（石女），並需要執行處女膜切開術（Hymenotomy）。陰道口兩側是兩個較大的前庭腺體，其稱為前庭大腺，這些腺體分泌用以潤滑陰道和外陰的粘液，它們跟男性的尿道球腺屬同源。在陰道前壁上較小的前庭腺體則稱為斯基恩氏腺，它們跟男性前列腺屬同源，也被稱為女性前列腺。

### 肌肉

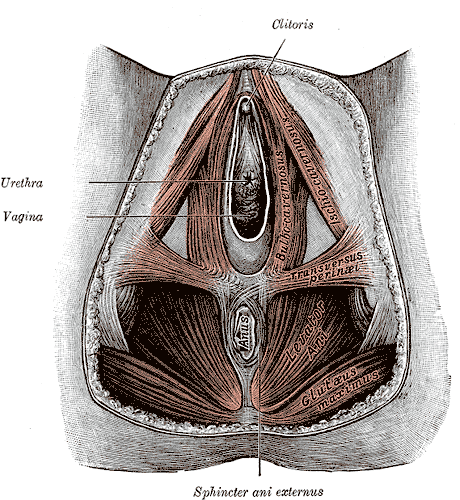
女性生殖器的肌肉配置圖

骨盆底肌（Pelvic floor muscles）支撐了外陰的結構。陰道口的收縮部分是由恥骨尾骨肌（pubococcygeus muscle）和一部分的肛提肌（levator ani muscle）所负责；並主要是由球海綿體肌（bulbospongiosus）负责進行。在性高潮當中，前庭球（vestibular bulbs）也會收縮，而球海綿體肌在其收縮過程中亦扮演着重要的角色。泌尿生殖三角的其他肌肉支撐外陰區域，包括：橫向會陰肌（transverse perineal muscles）、球海綿體肌和坐骨海綿體肌（ischiocavernosus muscles）。

### 血液、淋巴與神經系統
外陰的組織是高度血管化的，它們有三條陰部動脈提供血液供應，並通過外部和內部陰部靜脈回流。外陰的器官和組織的淋巴通過位於血管附近的淺表腹股溝淋巴結排出。
髂腹股溝神經起源於第一腰神經，並延伸出包括前唇神經在內的分支，連接陰阜和大陰唇的皮膚。會陰神經是陰部神經的末端分支之一，並且透過後唇神經分支連結陰唇。陰部神經分支包括陰蒂背神經，用以傳遞陰蒂所感應到的刺激。陰蒂頭有大量的微小神經，其數量隨著位置越接近尿道而減少。來自子宮陰道神經叢的海綿狀神經連接陰蒂的勃起組織。陰蒂透過背神經連接恥骨下方。陰部神經通過較小的坐骨神經孔進入骨盆並從內側延伸到陰部內動脈。陰部局部麻醉劑通常施打在坐骨神經環繞坐骨脊的位置，這可抑制外陰的感覺。許多較小的神經從陰部神經分離出來。會陰神經的深支連結會陰肌，其分支也會支配前庭球。

### 型態多樣性

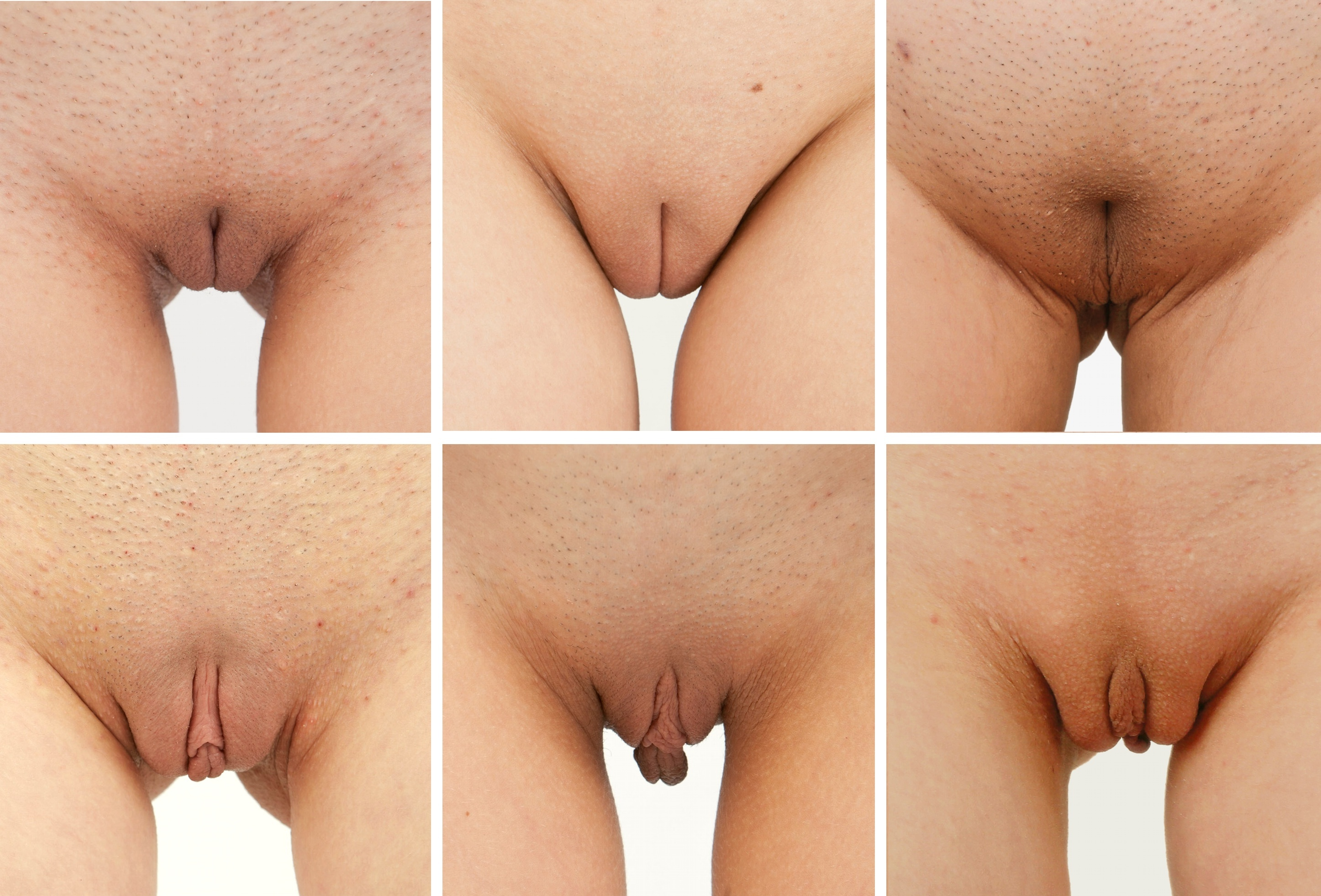
小阴唇的长度在女性之间的多樣性：在某些女性中，大阴唇完全包裹小阴唇（上排），而在其他女性中，小阴唇突出并在站立时清晰可见（下排）。俗称这些阴唇的型態为“内型”和“外型”。

外阴的外观存在很大的多樣型， 主要表现在小阴唇的大小、形状和颜色上的显著差异。尽管被称为小阴唇，它们的大小往往相当可观，可能会突出于大阴唇之外。 这一变异在由Jamie McCartney创作的名为「阴道长城（Great Wall of Vagina）」的400个外阴铸模的展示中得到了证实，这个作品旨在填补关于正常外阴外观信息的空缺。从大量不同女性中采集的铸模清楚地显示了这种多樣性的存在。 外阴具有多樣性的其他樣態还包括福代斯斑點和阴蒂包茎（当阴蒂包皮不能超过龟头时）。
伦敦伊丽莎白·加雷特·安德森医院的研究人员测量了50名年龄在18至50岁之间、平均年龄为35.6岁女性的多个生殖器尺寸，其測量值多樣性如下表：
|                                | 测量值         | 平均 [标准差] |
| ------------------------------ | -------------- | ------------- |
| 阴蒂长度（毫米）               | 5.0 – 35.0     | 19.1 [8.7]    |
| 阴蒂头宽度（毫米）             | 3.0 – 10.0     | 5.5 [1.7]     |
| 阴蒂至尿道距离（毫米）         | 16.0 – 45.0    | 28.5 [7.1]    |
| 大阴唇长度（厘米）             | 7.0 – 12.0     | 9.3 [1.3]     |
| 小阴唇长度（毫米）             | 20 – 100       | 60.6 [17.2]   |
| 小阴唇宽度（毫米）             | 7.0 – 50.0     | 21.8 [9.4]    |
| 会阴长度（毫米）               | 15.0 – 55.0    | 31.3 [8.5]    |
| 阴道长度（厘米）               | 6.5 – 12.5     | 9.6 [1.5]     |
| 坦纳分期（Tanner scale） (n)   | IV             | 4.0 (8%)      |
| 坦纳分期（Tanner scale） (n)   | V              | 46 (92%)      |
| 生殖区域颜色与周围皮肤相比 (n) | 同样颜色       | 9 (18%)       |
| 生殖区域颜色与周围皮肤相比 (n) | 较深颜色       | 41 (82%)      |
| 小阴唇的皱褶 (n)               | 光滑（无皱褶） | 14 (28%)      |
| 小阴唇的皱褶 (n)               | 中度皱褶       | 34 (68%)      |
| 小阴唇的皱褶 (n)               | 显著皱褶       | 2 (4%)        |

##### 阴蒂-尿道口距离
从阴蒂头的系带到位于阴道口上方的尿道口的距离称为阴蒂-尿道口距离（Clitoral-Urinary Meatus Distance，CUMD）。在1920年代，玛丽·波拿巴（Marie Bonaparte）对女性进行了调查，以了解她们在性交过程中是否能达到高潮。已知缺乏性唤起的原因是厌恶或心理抑制。在受试者中，有些女性在与她们所爱和渴望的男人在一起时“在某些温柔的触摸中感到最大的愉悦”，但在性交过程中仍然没有足够的唤起。波拿巴检查了200名女性的阴蒂和阴道之间的距离。在69%的女性中，CUMD为1.25至2.25厘米，这些女性大多数都对性行为感到满意。在10%的女性中，CUMD为2.5厘米，21%的女性测量为2.75至3.5厘米。所有有较大间隙的女性都表示，她们在阴茎插入时没有体验到令人满意的快感，尽管有些对“男人精确的抚摸”非常敏感。
波拿巴由此得出结论，CUMD较大的女性与“阴道性冷淡”之间存在解剖学上的因果关系，解释了为什么只有阴蒂头靠近阴道（因此可以被阴茎持续触摸）的女性才能在性交过程中体验到“最高的性快感”。1940年，卡尼·兰迪斯（Carney Landis）等人的研究也指出：在身体方面，高潮能力与阴蒂-尿道口距离有关。金·沃伦（Kim Wallen）和伊丽莎白·劳埃德（Elisabeth Lloyd）在2011年回顾了波拿巴的研究，并确认了CUMD与通过性交达到高潮之间的反比关系。
不過金·沃伦指出，CUMD并不能说明幸福的性生活。1970年代，贝蒂·多德森（Betty Dodson）即認為女性在阴道性交过程中通过手或其他性玩具刺激阴蒂，仍能确保女性的性唤起與性高潮。金·沃伦並認為较大的CUMD距離也可以让夫妻在如何进行性生活方面“更加具有创造性”。

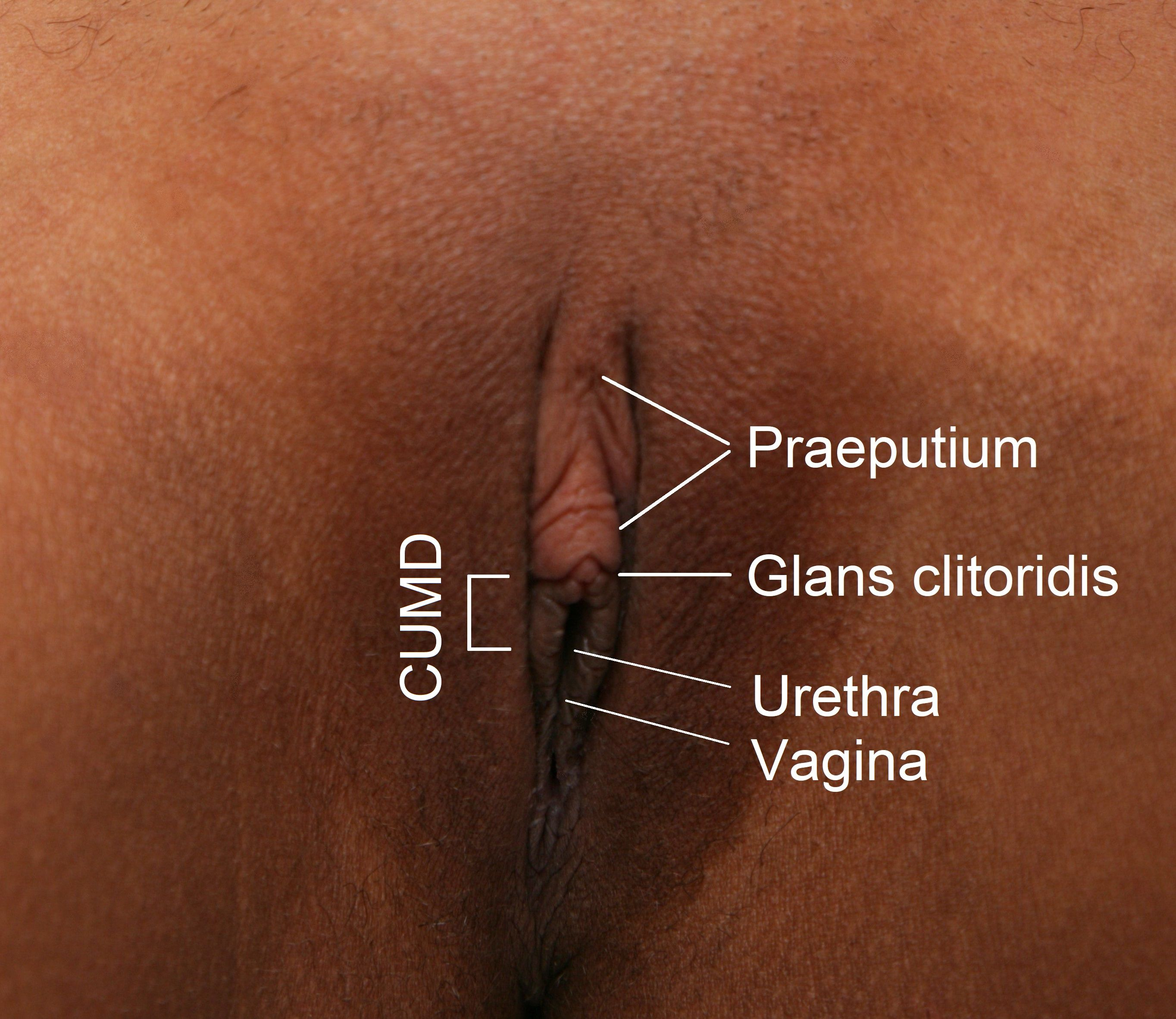
阴蒂头与阴道口距离较小
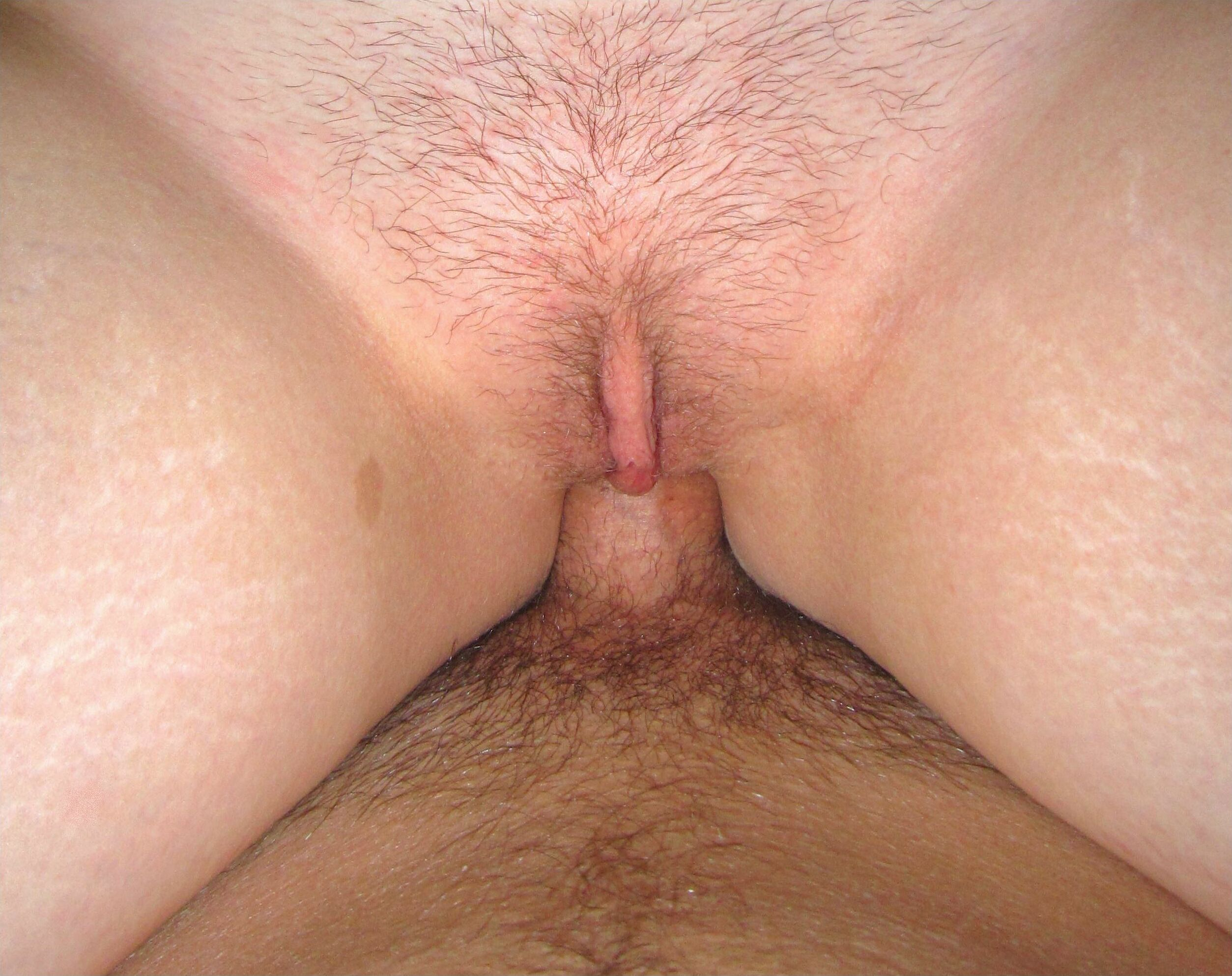
阴蒂头与阴茎接触时，CUMD较小
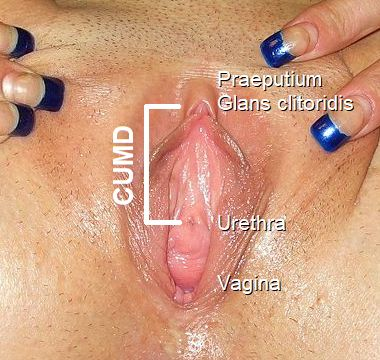
阴蒂头与阴道口距离中等
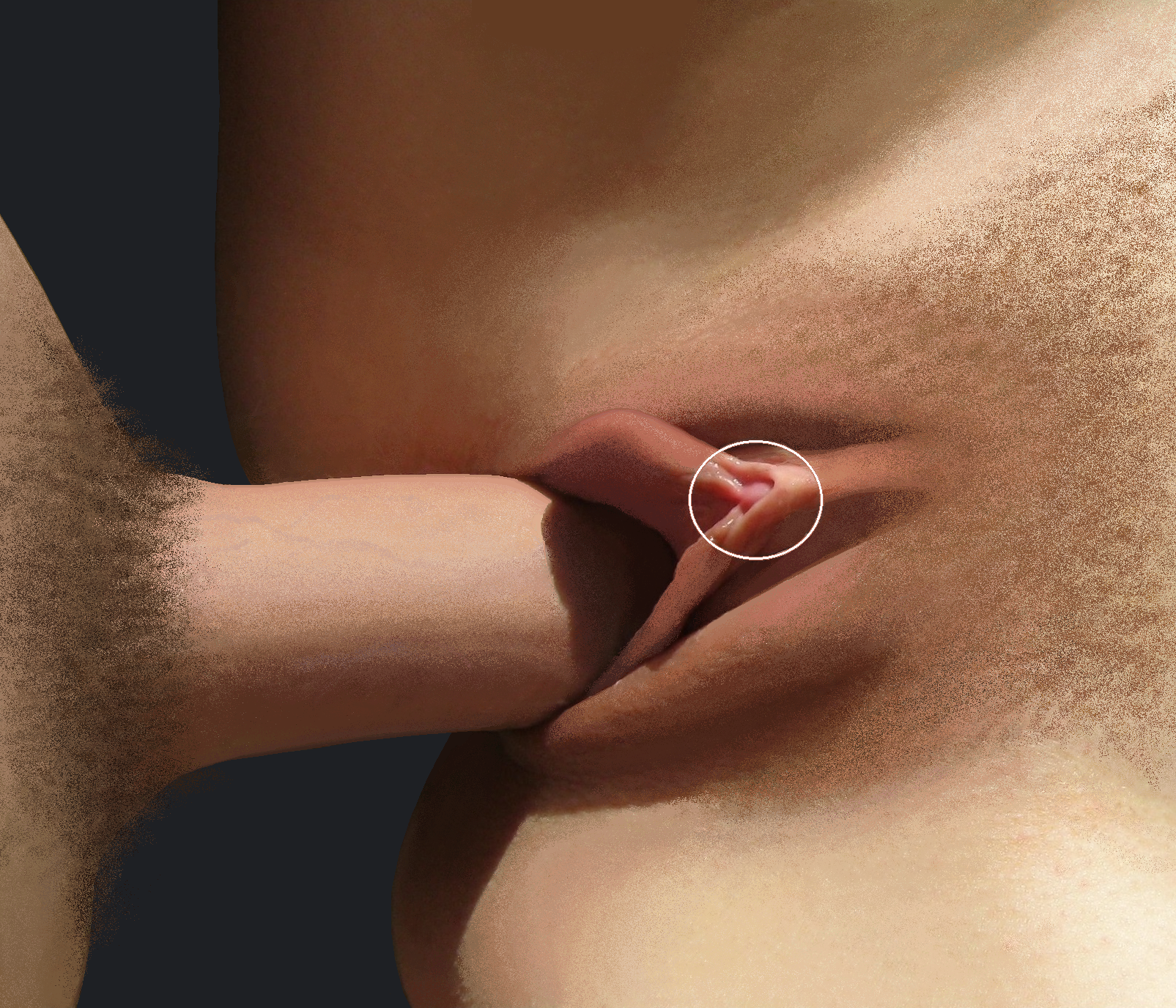
阴蒂头与阴茎缺乏接触
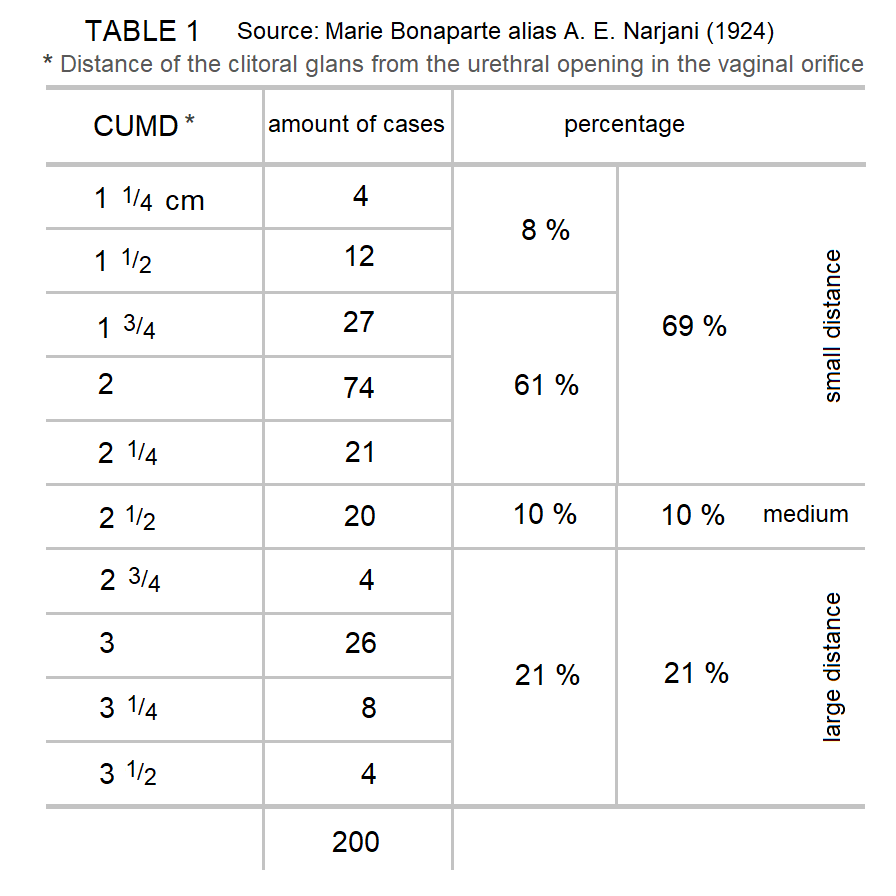
200名女性按CUMD分类
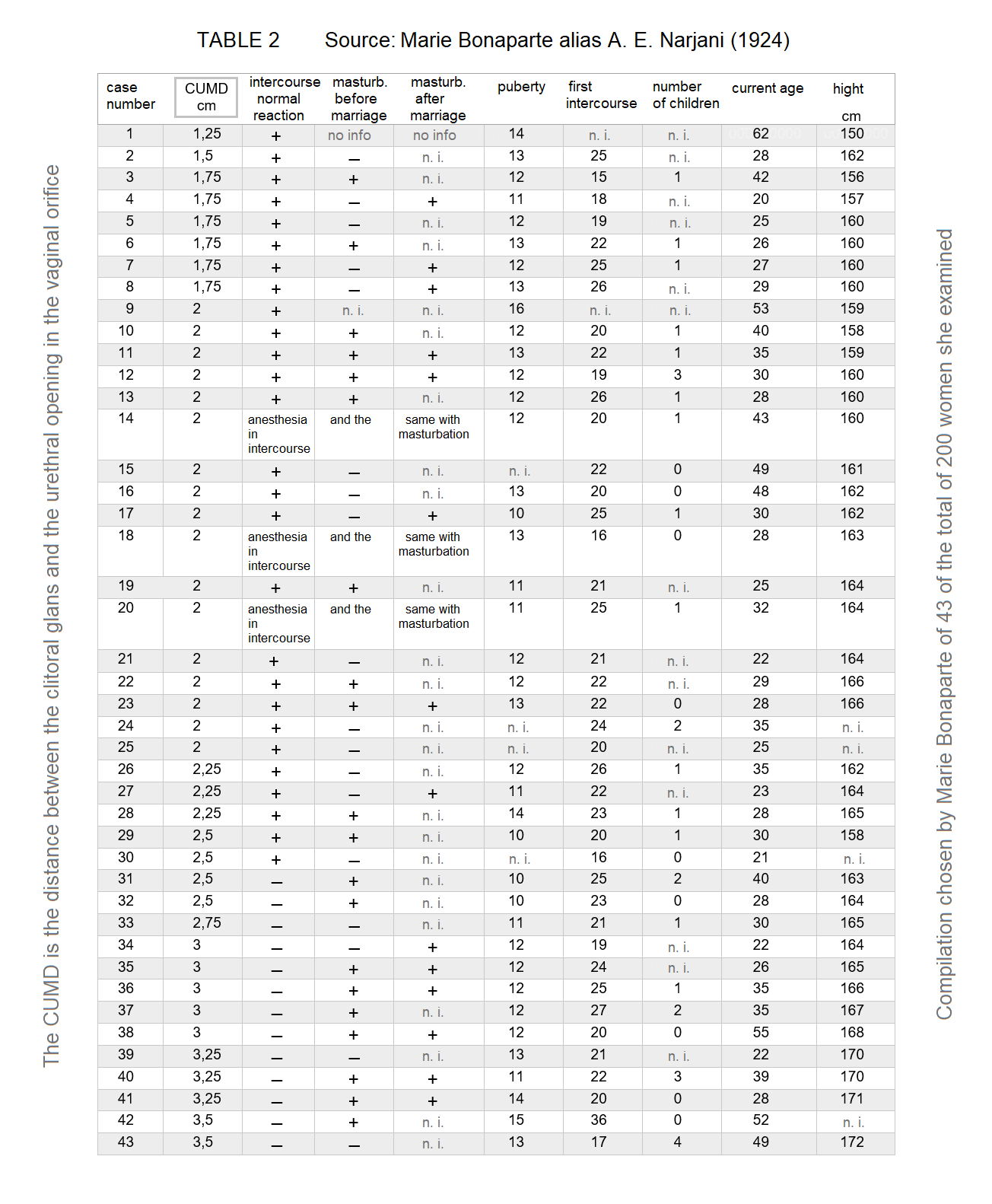
研究和采访的女性选集

## 發育

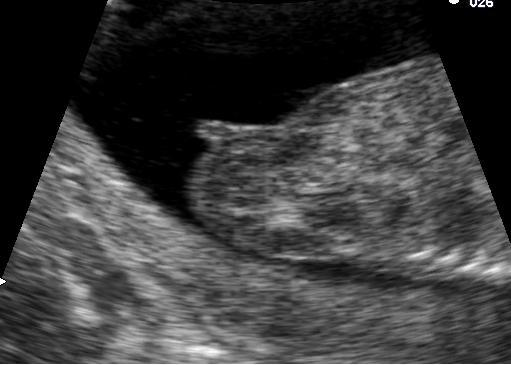
一張十四周女性胚胎生殖結節的超音波照片

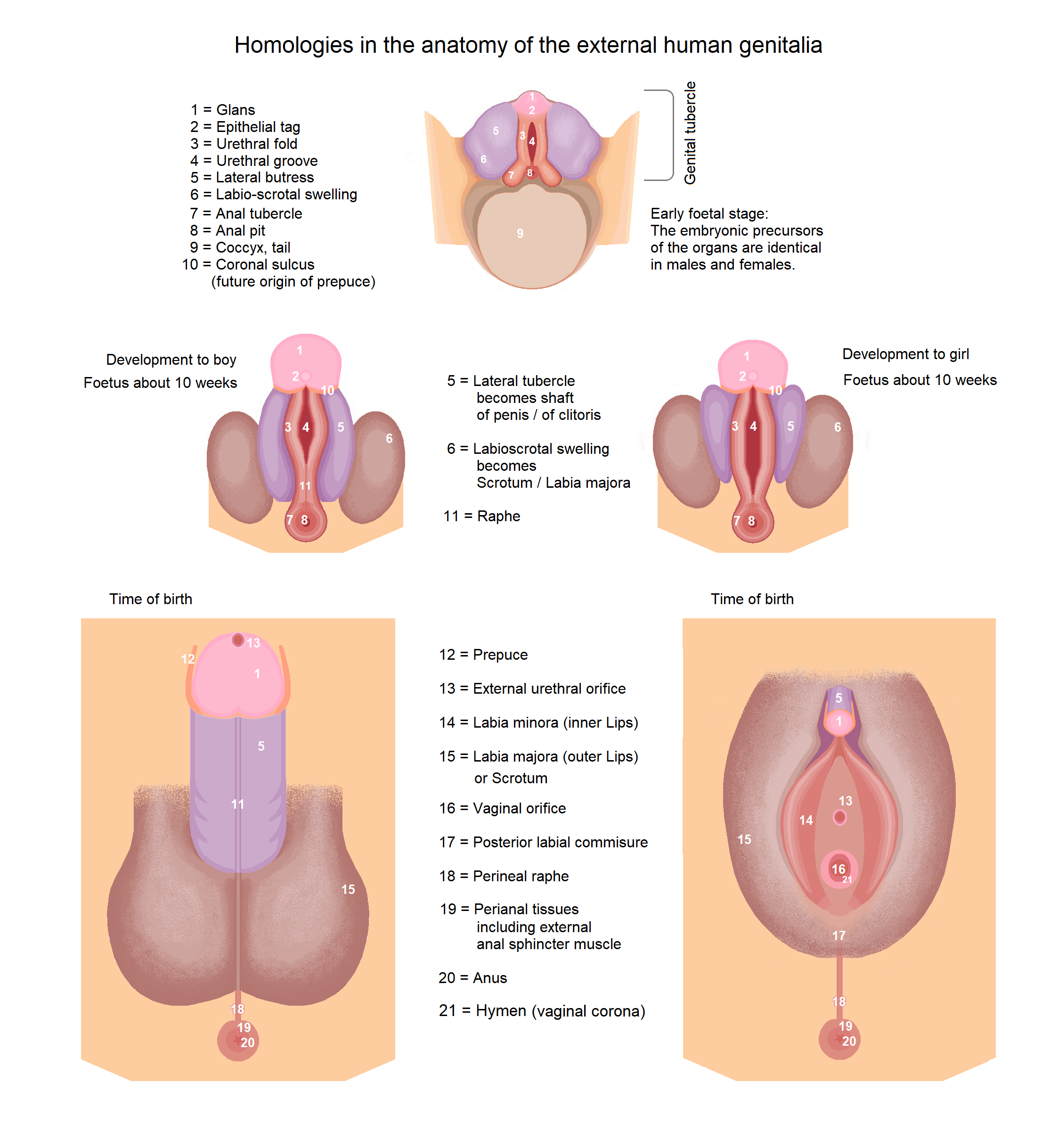
外生殖器的发育，显示了从未分化到两性分化的过程 - 右侧为女性

### 嬰兒產前發育
在胚胎發育的第3週，來自原線的間充質細胞移動到泄殖腔膜周圍。到第5週的早期，細胞形成兩個稱為泄殖腔褶皺的膨脹物。泄殖腔褶皺在泄殖腔膜前相遇並形成一個凸起區域，稱為生殖器結節。直腸隔膜與泄殖腔膜融合形成會陰，並分別分隔成兩個被尿道褶皺包圍跟被肛門褶皺包圍的區域。這些區域形成泌尿生殖三角區域和肛門三角區域。
同時，尿道褶皺兩側的一對隆起，稱為生殖器攏起，會發育成陰唇陰囊隆起。性別分化發生在第6週結束時，雌性激素會刺激胚胎進一步發育，令生殖結節彎曲，最後形成陰蒂。在12週以前，雄性和雌性胚胎的外生殖器外觀很相似，甚至很難區分。
在泌尿生殖系統發育的第3個月，子宮陰道管（uterovaginal canal）或生殖器管（genital canal）形成。管的下部被一塊稱作陰道板（vaginal plate）的組織阻擋，陰道板組織在第3個月到第5個月發育和延長，陰道管的下部是由細胞脫落或一種剝離程序形成的。陰道腔的末端被內胚層膜阻塞，並將開口與前庭分開。在第5個月，內胚層膜退化並留下稱為處女膜的殘餘物。
如果男性和女性的器官在發育前期的來源相同，就會被稱為是同源器官。陰蒂頭與男性陰莖龜頭為同源器官；陰蒂海綿體和陰蒂腳與陰莖海綿體同源；大陰唇與陰囊同源；陰蒂包皮與包皮同源；和小陰唇與海綿體尿道（Spongy urethra）同源；小陰唇皮下的前庭球與海綿體尿道周圍的陰莖組織及陰莖球同源。前庭大腺與男性的尿道球腺同源。

### 童年時期
由於母親的激素通過胎盤影響胎兒，新生兒的外陰可能會腫脹或擴大，不過這在最初的幾個月就會消失。幼兒的大陰唇通常是閉合的，在青春期之前，由於孩童缺乏雌激素，可能會使得陰唇變粘、最終結合在一起，這種狀況稱做為陰唇黏合，這種情況很少在青春期或雌激素增加後發現。

### 青春期
青春期時，人開始具有生育能力，並且在青春期開始的兩三年內，會產生許多變化。外陰的結構會在比例上變大並且可能變得更加明顯。
陰毛初現，首先會從大陰唇上長出，接著蔓延到陰阜，有時也會長到大腿內側和會陰處。陰毛比其他體毛粗得多，被認為是第二性徵。陰毛初現也可能獨立於青春期發生，過早的陰毛初現可能是代謝性的內分泌紊亂造成的，有時是由於多发性内分泌腺疾病造成的。其特徵包括雄激素、胰島素和脂質水平升高，並且可能始發於胚胎時期。部分學者指出，過早的陰毛初現可能不是正常狀況，應視為這些內分泌紊亂的徵兆。大汗腺分泌的汗液會進入陰毛毛囊，而皮膚上的細菌分解汗液中的有機成分並產生氣味。有一些人認為陰部的氣味是一種具有吸引力的性信息素。
在青春期期間，小陰唇可能會變得更加突出，且顏色會發生變化。在青春期的第一個月經期稱為月經初潮，並標誌著月經的開始。青春期前，女孩的外陰皮膚質地薄而細膩，兼具有較為中性的pH值，令其比較容易受到刺激。但在青春期後，因為雌二醇開始生產的緣故，外陰皮膚漸漸出現角質化的情況，且厚度增加，使得出現感染的可能性降低。雌激素還會誘使第二性徵發育中的脂肪產生，這些脂肪有助於外陰趨於成熟，同時使得陰阜、大陰唇和小陰唇增大。

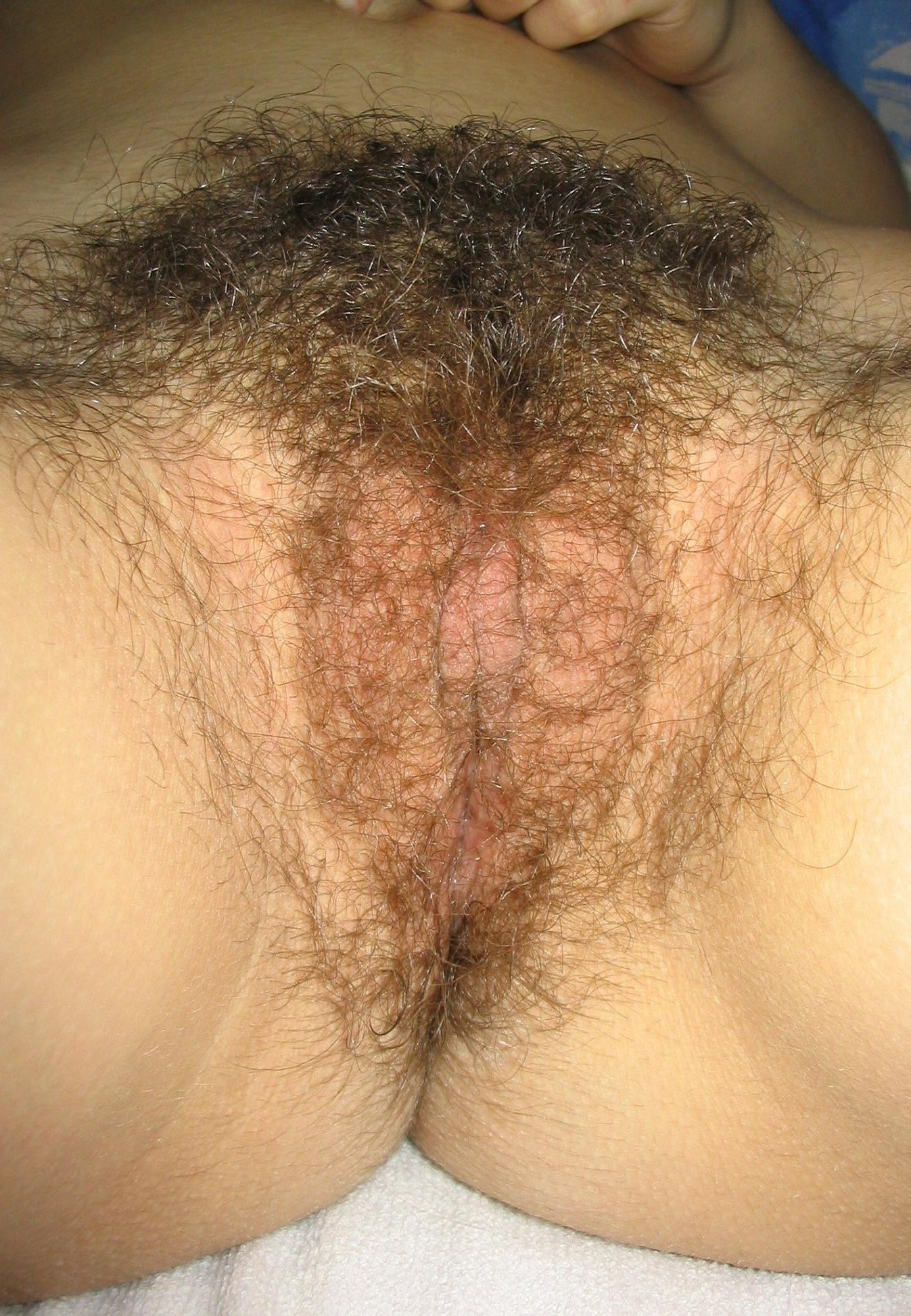
女性外陰的陰毛分布
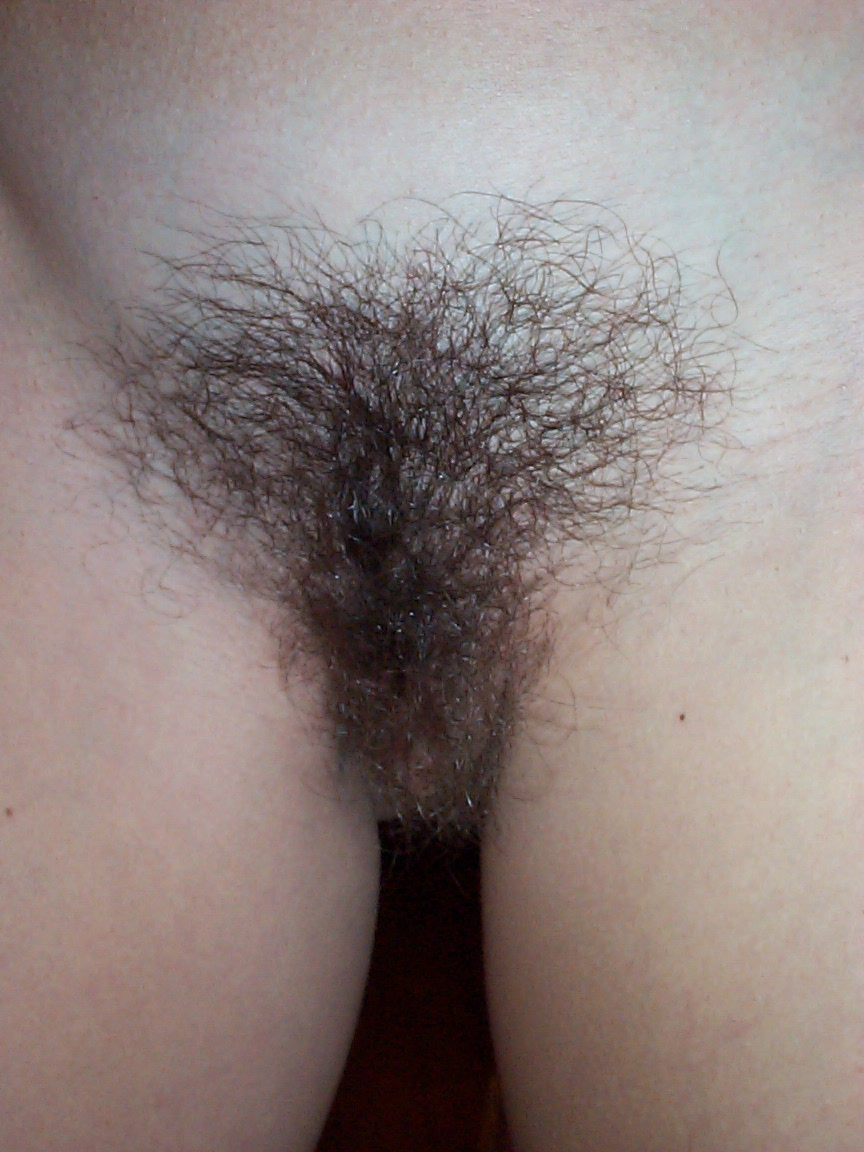
女性陰阜的陰毛分布
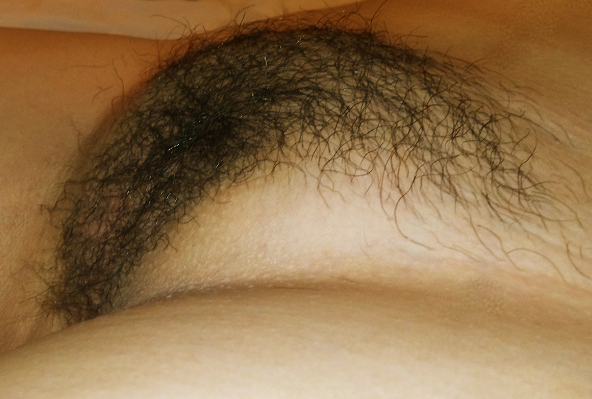
青春期後產生的脂肪可能使陰阜增厚
翻开阴唇后的女阴
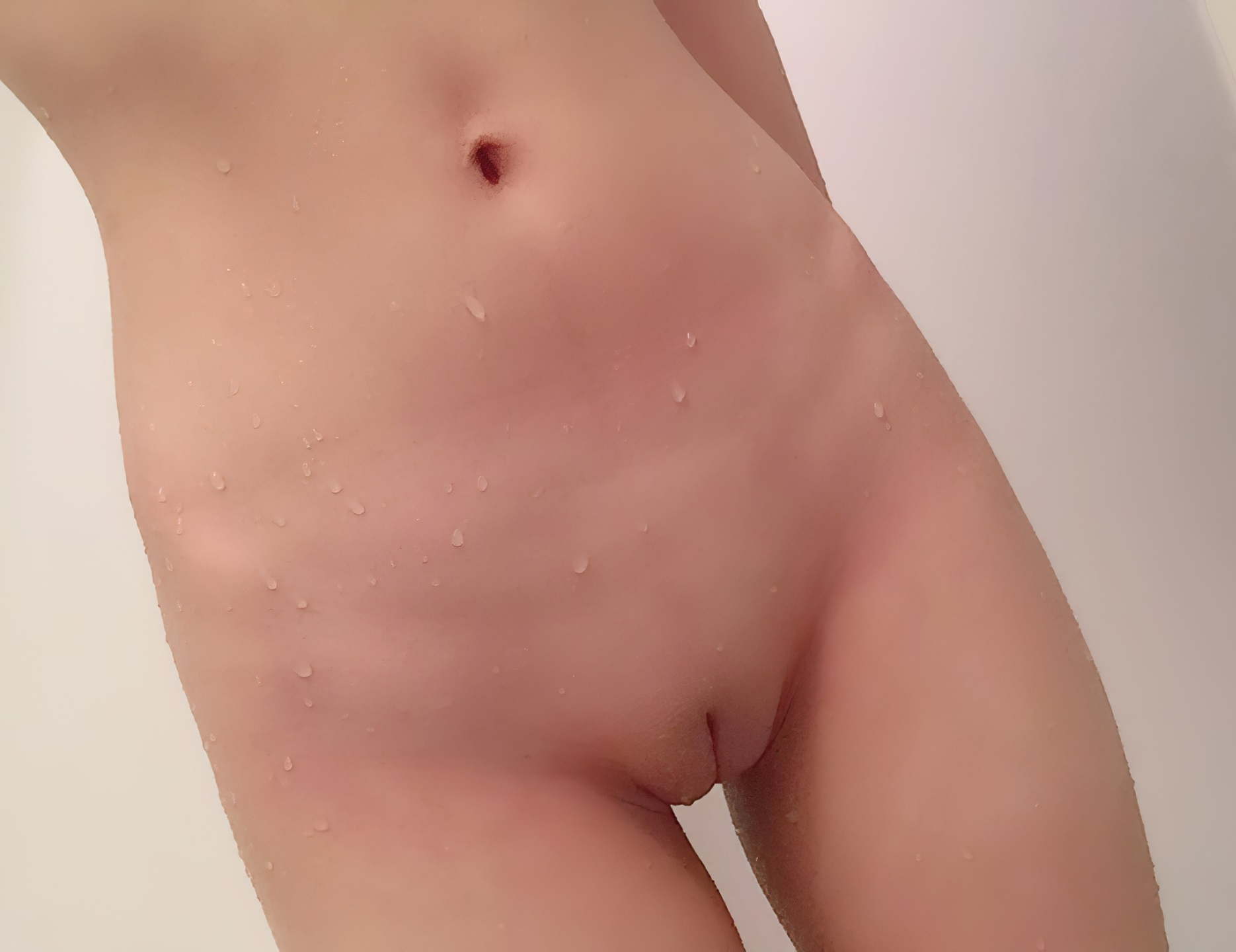
除去陰毛的女陰

### 更年期
女性在更年期時激素水平下降，並導致了諸如外陰陰道萎縮等外陰變化。雌激素的減少會導致陰阜、陰唇和陰道口的皮膚變白、發癢和疼痛。最普遍的幾種外觀變化包括：脂肪組織減少（皮膚厚度減少）、大陰唇脂肪減少、小陰唇變薄、陰毛變薄、陰道口變窄與外陰皮膚變乾。這種情況被一些醫療機構統稱為「停經期泌尿生殖綜合徵（genitourinary syndrome of menopause，GSM）」。

## 生理學與功能
外陰是女性生殖系統中重要的作用部分，它是子宮及陰道的進入門戶，並保護這個入口，並且在性交生殖功能中保持生殖系統的溫暖和濕潤。外陰等外部器官有密集充分的神經支配，並在適當的刺激下提供愉悅感與性快感。陰阜與恥骨並在性交過程中增加緩衝作用。
外陰與許多種不同的分泌物有關，包括：尿液（來自尿道口）、汗（來自大汗腺）、月經（自陰道流出）、皮脂（來自皮脂腺）、鹼性液體（來自前庭大腺）、粘液（來自斯基恩氏腺），陰道潤滑液（來自陰道壁）以及包皮垢。陰蒂垢是一種由已死的細胞、皮膚油脂、水分和細菌組合而成的白色物質，在生殖器周圍形成。在女性生殖器中，包皮垢會聚集在陰蒂和陰唇周圍，並可能會導致其在發生性行為時感到不適，這通常是包皮垢讓陰蒂頭與包皮沾黏所致的，包皮垢很容易在洗澡時除去。稱為促情素（copulins）的脂肪酸也在陰道中分泌，這種脂肪酸的組成與氣味會隨著月經週期的不同階段而變化。促情素被認為是一種信息素（人類費洛蒙），有一些促情素可以作為催情藥物的說法，不過這種說法大多是建立在1970年代對恆河猴的研究基礎上，目前並沒有明確的證據可以證明促情素能夠做為催情藥物。

### 各經歷時的變化

#### 性興奮
陰蒂和小陰唇都是外陰的性敏感區域，性刺激反應可能涉及到陰蒂、陰道和會陰等區域。當中又以陰蒂為最敏感的，人們可透過多種方式來刺激陰蒂，來使受刺激者充分進入性興奮狀態，並使其達至性高潮。按摩陰蒂是一種最有效使人達至性高潮的刺激方法。性興奮會使外陰產生一些生理變化，陰道在興奮期間會變得更加潤滑；小動脈會擴張、小靜脈會收縮，因此外陰組織會高度充血，並使得陰蒂和小陰唇變大、陰道內血管充血也會使得陰道腫脹、陰道口會縮小約30％。在性高潮之前，陰蒂會充血並變得特別挺立，陰蒂頭朝向恥骨移動，並使得陰蒂頭像是縮回到陰蒂包皮內。小陰唇的厚度會增加很多，有時會發生很大的顏色變化，沒有生孩子的女性中，小陰唇可能會變成粉紅色或紅色；產後的婦女中，小陰唇可能會變成紅色或深紅色。陰道外側的三分之一、子宮以及肛門的肌肉會收縮。

女性性高潮的持續時間可能比男性長很多，稱之為多重性高潮，估計平均約20秒，當中與陰道、子宮和肛門相關的骨盆區域亦會出現一系列的肌肉收縮。高潮中的收縮次數取決於高潮的強度。高潮可能會伴隨著女性射液（這並不是一個常見的現象），使來自斯基恩氏腺或膀胱的液體排出。性興奮或高潮結束後，收縮會變得不那麼強烈並且間隔越來越長，匯集的血液開始消散。如果性交期間沒有發生性高潮則血液消散的速度會比較慢。陰道和陰道口會恢復正常的放鬆狀態，外陰其餘部分的大小、顏色和位置會恢復正常。

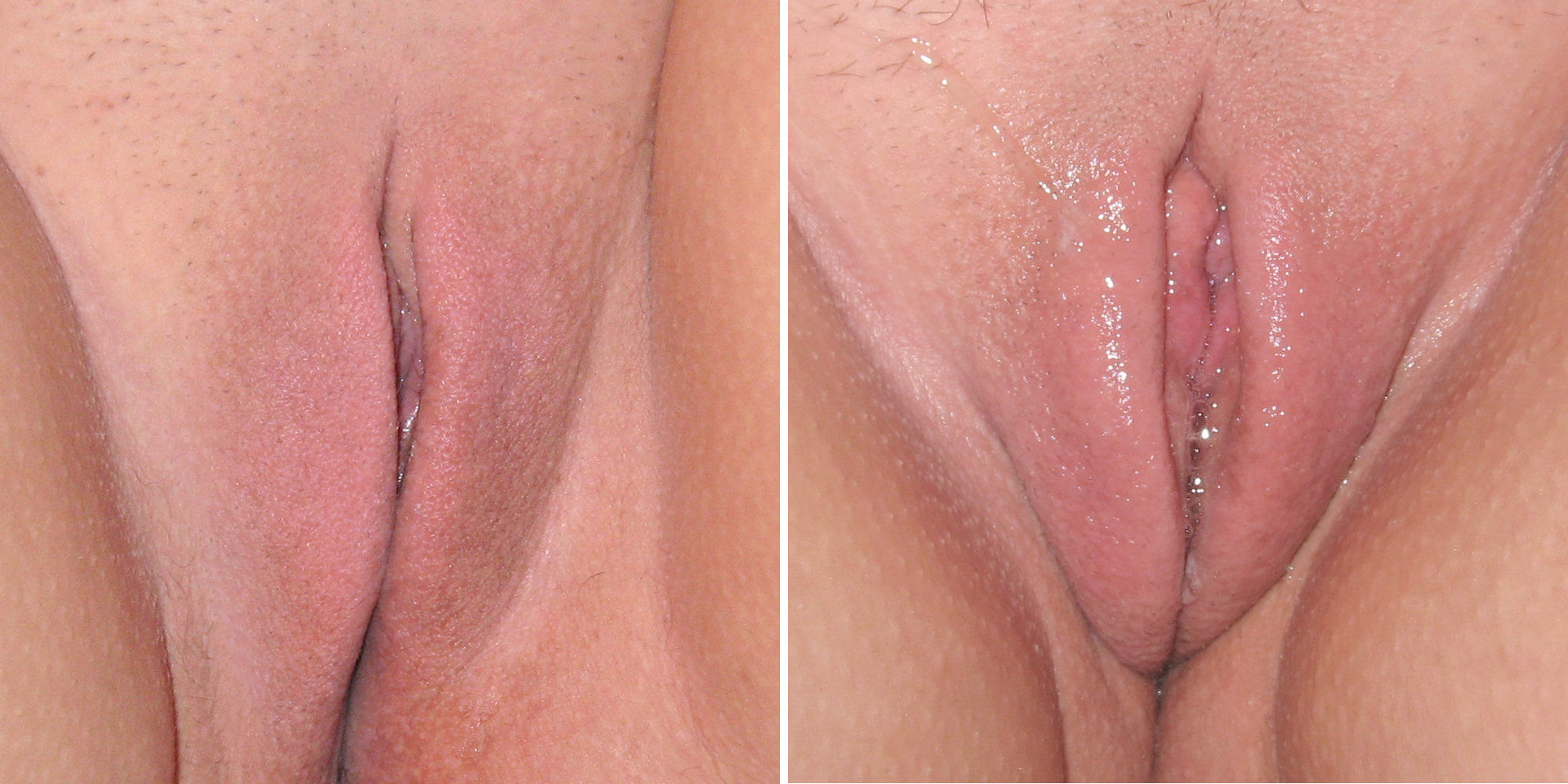
左圖為未興奮的外陰，右圖則為性興奮中的外陰，其潤滑、充血、陰唇增大並富有光澤。

#### 懷孕
女性在懷孕期間第8到12週之間，由於靜脈充血，外陰和陰道會呈現藍色，並隨著孕期持續變暗。雌激素在孕期也會大量生產並導致外陰擴大，陰道與陰道口也同樣會擴大。在懷孕的最後三個月，許多婦女伴會出現白帶增加以及的色素沉澱的狀況，色素沉澱可能會導致乳暈和外陰顏色變深，或是出現的妊娠線。這可能是由黑素細胞刺激素的分泌增加引起的。此外，骨盆周圍的靜脈淤滯可能會導致外陰區域的靜脈腫脹或曲張。

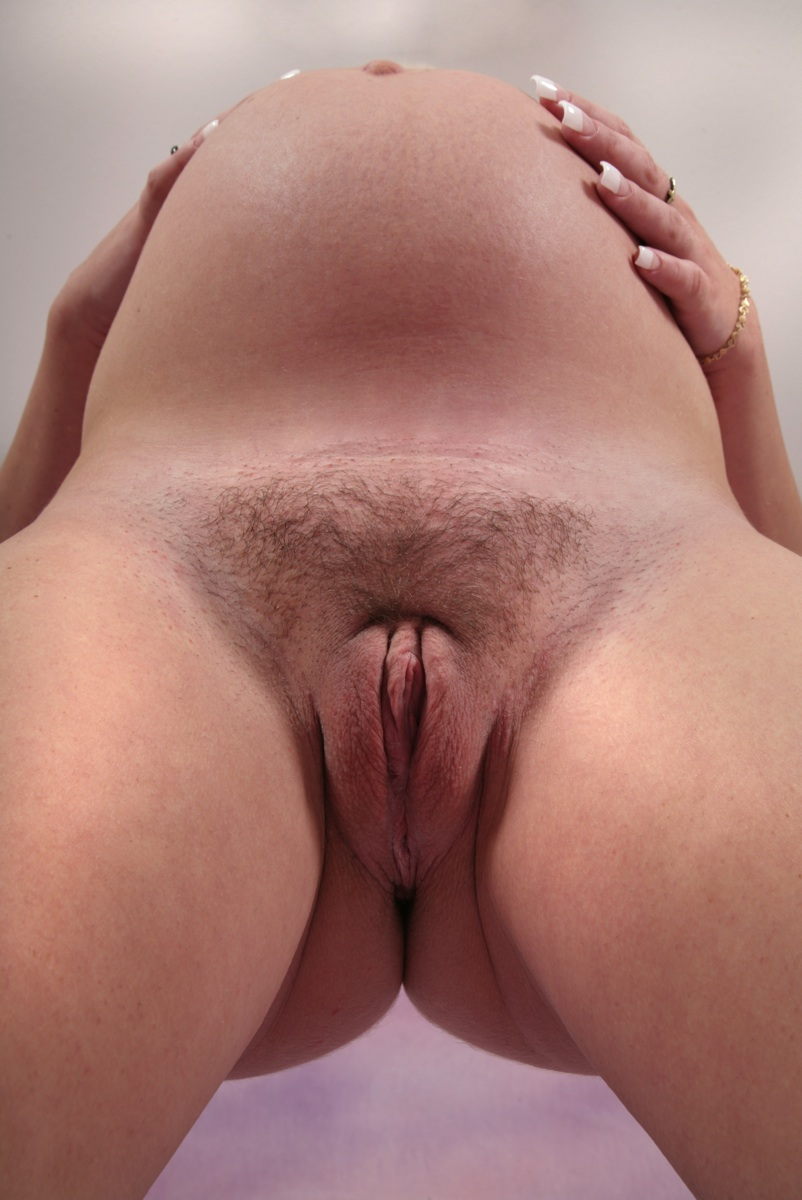
孕婦擴大的外陰
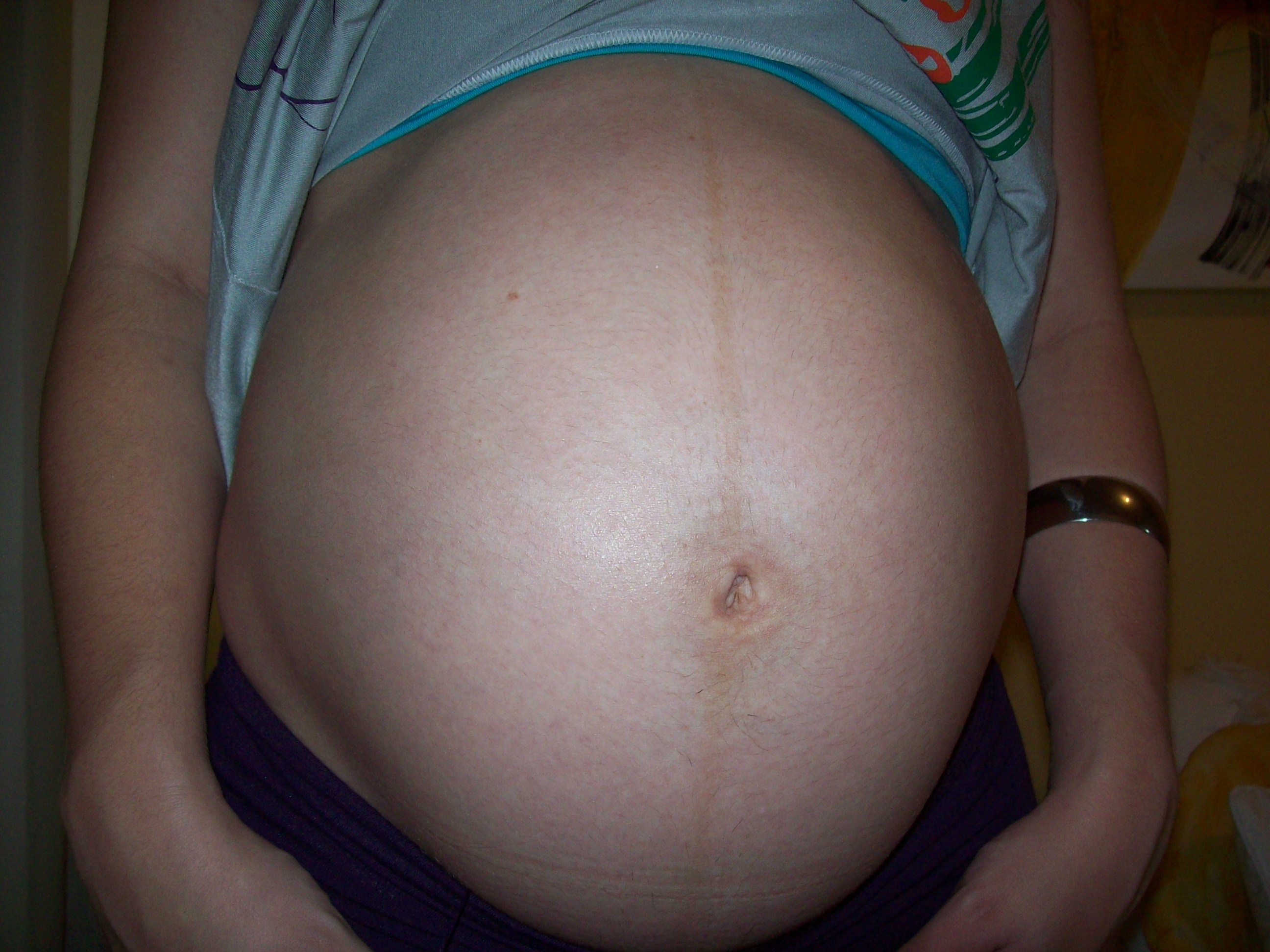
妊娠線

#### 生產
在分娩的過程中，外陰在產道擴大中扮演一定角色，並為嬰兒的出口。透過陰道肌肉的軟化及陰道口的伸張，使嬰兒得以順利產出。外陰區域在分娩時有創傷的風險。在分娩期間，陰道和外陰必須擴張以容納嬰兒的頭部（大約9.5公分）。這可能導致陰道口以及會陰內的其他結構發生撕裂傷。為了避免嚴重的撕裂傷，或是避免嬰兒因其他原因無法產出，有時候會施以會陰切開術。會陰切開術能夠幫助因嬰兒產出及限制撕裂的範圍，且撕裂傷口的癒合時間會比切開述之切口更長。通常會使用分層縫合線修復會陰切口。

過去也會在手術前評估進行陰部除毛，但在後續的研究中被證明增加感染的風險，並且沒有任何證據證明在分娩前預先進行剃毛有任何優勢。分娩後，被稱為惡露的陰道分泌物會流出，並持續約10天。

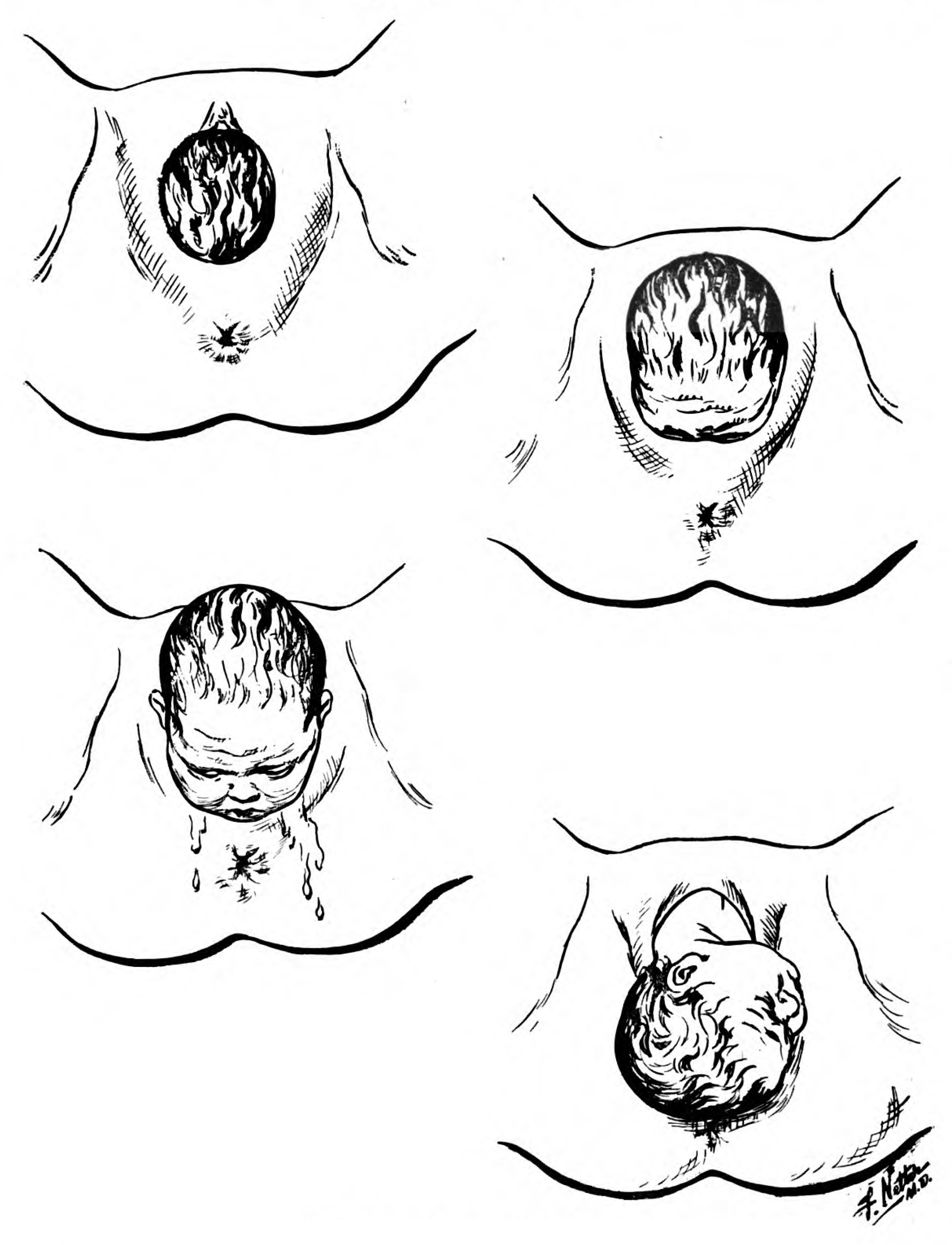
嬰兒頭部由女陰產出的過程階段圖
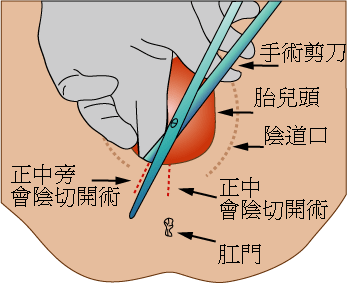
會陰切開術示意圖

### 微生物
與身體的其他部分一樣，外陰具有固定的細菌與微生物種類，不同個體間僅有略微變化。當微生物以「正常」的比例組成，通常也代表著「健康」的狀態，反之，不正常的微生物組合則可能會誘使當事人患上外陰疾病。

## 醫學健康與臨床徵兆

### 外陰搔癢
外陰感覺到不舒服刺激與瘙癢稱為外陰瘙癢，許多的外陰疾病皆有這種症狀，有些可以透過貼布試驗進行檢測。最常見的疾病是「念珠菌性外陰陰道炎」，它是一種真菌感染，大約75%的女性曾經發生過念珠菌感染，而有近半數的女性在一生中感染為兩次以上。陰道感染也可能造成陰道和子宮產生分泌物，有些分泌物與外陰組織接觸時會引起刺激與搔癢，分泌物引起的刺激、搔癢與疼痛，也可能進一步引發陰道炎或外陰陰道炎等炎症。剃毛可能會導致毛髮內生，並引起毛囊感染、毛囊炎或假性毛囊炎（pseudofolliculitis barbae,，PFB）等病症。生殖器扁平苔蘚是另一種較為少見的炎症性疾病，其的一種嚴重變體為「外阴-阴道-牙龈综合征（Ulvovaginal-gingival syndrome）」，該综合征可導致陰道狹窄或外陰破壞。一些癌症可能也會引起外陰發炎。外陰陰道的健康措施可以幫助預防包括念珠菌感染在內的一些疾病。

### 性傳染病
外陰的器官和組織可能受到細菌、病毒、寄生蟲（蝨子和蟎蟲）等傳染性病原體感染，至少有超過30種病原體可以通過性行為傳播，並有多種病原體會對生殖器造成影響。大多數的性傳播感染不會產生任何症狀，或其產生的症狀可能相當輕微，這樣的狀況就不稱為「性傳染病（Sexually transmitted infections，STI）」。安全性行為可以降低受到性傳播病原體感染的風險。使用避孕套是避免性傳染病最有效的保護方法，但並不能完全避免性傳染病的感染，沾染在皮膚上的分泌物依然可能直接或間接致病。一些不同類型的感染如下：

#### 細菌性感染
- 軟性下疳：杜克來氏嗜血桿菌引起的疾病，症狀為生殖器水泡及潰傷。
- 腹股溝肉芽腫：克雷伯氏菌屬的細菌引起的疾病，症狀為生殖器潰傷。
- 梅毒：一種螺旋菌引起的疾病，會造成潰傷與瘡[93]。
- 淋病：由淋球雙球菌所引起的疾病，一般來說不會有明顯的症狀，但會造成陰道異常分泌物增加與排尿灼熱[94]。

#### 病毒性感染
- 人類乳突病毒（HPV）：是最常見的性傳染病，有多種類型[95]。生殖器感染HPV可能導致生殖器疣，並可能產生外陰癌，不過HPV最常造成的癌症為子宮頸癌[96]。
- 人類免疫缺乏病毒（HIV）：又稱為愛滋病，並不會在外陰出現什麼症狀，但其併發症可能引起瘡[97]。
- 生殖器皰疹：通常由單純皰疹病毒引起，患者會出現小水皰，並引起潰瘍[98]。
- 傳染性軟疣：由傳染性軟疣病毒引起，是一種高度傳染性的病毒感染，可能透過性接觸時感染，並在外陰長出疣[99]。

#### 寄生蟲感染
- 滴蟲性陰道炎：由寄生的原生動物造成的，是最常見的非病毒性性傳染病[100]。大多數感染並無症狀，但可能出現陰部搔癢與分泌物異味[101]。
- 陰蝨：外寄生蟲陰蝨的寄生會引起恥骨病[102]，當陰毛被寄生時，可能會產生強烈的搔癢或刺激[102]。
- 疥瘡：也被稱為「七年之癢（seven year itch）」，是由外寄生蟲疥蟎（Sarcoptes scabiei）所引起的，會引起強烈的陰部刺激[102]。

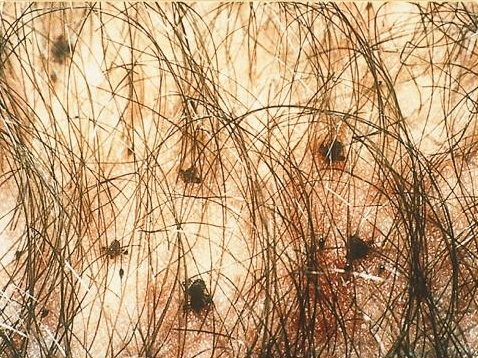
陰蝨

### 癌症
外陰的結構體可能會長出惡性腫瘤，這些腫瘤有多種類型。外陰癌的體徵和症狀可能包括：瘙癢、出血、皮疹、潰瘍、腫塊以及外陰皮膚顏色改變等變化，並可能在特別排尿和性行為時發生骨盆疼痛。最常見的外陰癌是鱗狀細胞癌，通常發生於陰唇部位，特別是大陰唇；第二常見的外陰癌是黑色素瘤，但其實不太常見。外陰黑色素瘤通常影響五十歲以上的女性，黑人女性被影響的機率大於白人女性。在一系列的療程過後如無法治癒或改善外陰癌，最後手段將是施以外陰切除術除去部分或全部的外陰部位。除了外陰惡性腫瘤外，良性的外陰上皮內瘤變或是外陰發育不良皆可能需要進行外陰切除術。

### 皮膚病
許多皮膚病都會影響外陰，如：硬化性苔蘚（Lichen sclerosus，LS）、單純性扁平苔蘚（Lichen simplex chronicus，LSC）等。其他如：
- 外陰克隆氏症：一種罕見的轉移性克隆氏症，這種皮膚病的病徵為外陰肥厚性病變或外陰膿腫[107]。
- 乳突狀汗腺瘤：是一種可能引發潰瘍的結節，主要存在於陰唇或陰唇間褶皺的皮膚上[108][109]。
- 化膿性汗腺炎（Hidradenitis suppurativa，HS）：也是一種潰瘍病症，其特徵是可能引發潰瘍和復發性疼痛囊腫，並且可以長期持續多年，還可能在慢性病例中發展為鱗狀細胞癌[108][109]。
- 前庭乳頭狀瘤病：是一種無明顯症狀的皮膚病，其特徵是外陰上皮或小陰唇皮膚上的細小粉紅色突起，皮膚鏡檢查（Dermatoscopy）可以將這種症狀與生殖器疣區分開來[110]。
- 銀屑病：即牛皮癬，一種自體免疫性疾病，症狀為陰唇的皮膚褶皺中可能出現紅色斑塊[111]。

此外，幼年時期使用尿布或月經期間使用衛生棉也有可能引發尿布疹或濕疹，不過引發的具體原因還不太明瞭。

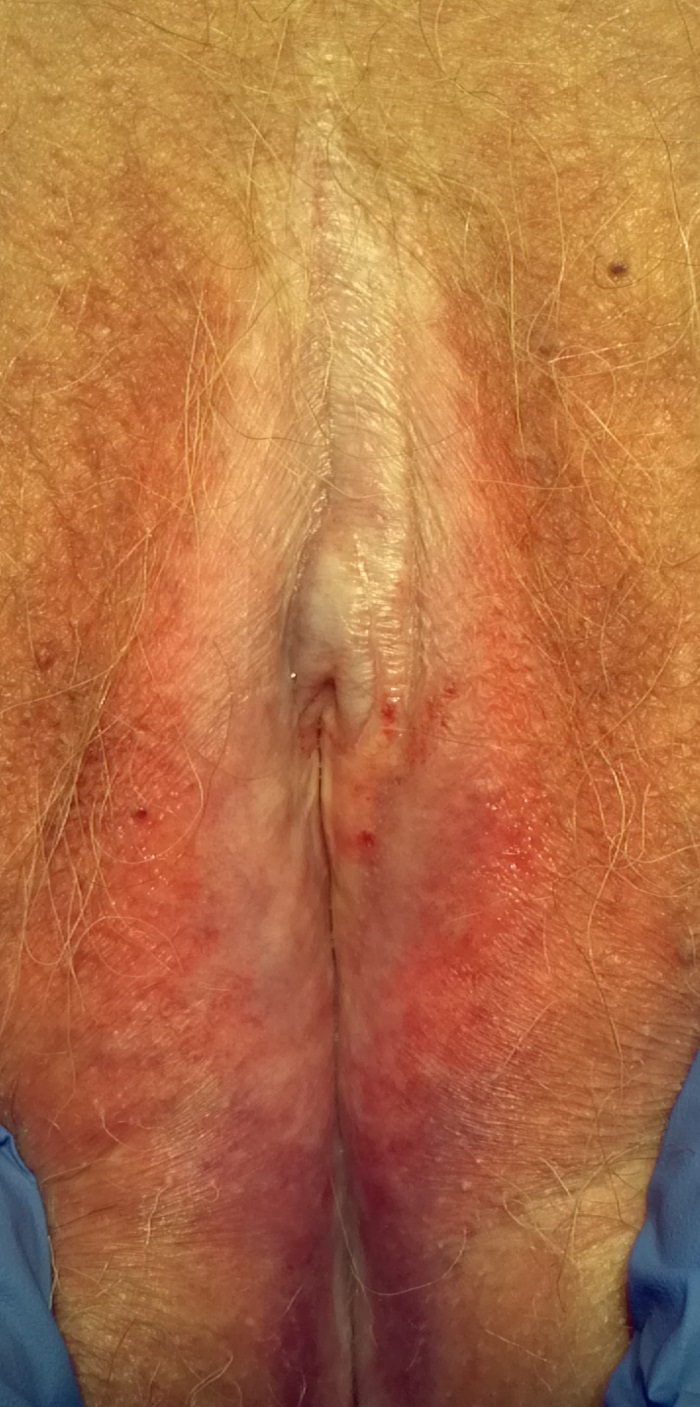
外陰硬化性苔蘚

### 其他臨床徵狀
- 陰唇黏合：兩瓣小陰唇黏合的狀態，通常發生在一些女童或年輕女孩的身上，小陰唇常在青春期後或雌激素增加後自然分開，在不影響生理功能的情況下不會被認為是嚴重的問題[52][112]。
- 外陰疼痛：又稱外陰痛，是外陰區域的慢性疼痛。外陰疼痛這個術語本身沒有一個被確認的原因[113]。其中一種常被稱為外陰痛的臨床徵兆是外陰前庭炎，但這通常不被認為是一種炎症性疾病，所以更常被稱為外陰痛[114]。外陰前庭炎好發於絕經前婦女[114]。
- 物理傷害：在女性外阴部有密集的力學感受器（神经末梢），由于這些数量庞大的感受器，女陰对於性快感或疼痛都极为敏感。而外阴層疊的结构對敏感部位提供了天然的保护，能減少各种形式的伤害，不過在性交過程、使用性玩具、排泄後的清理過程以及生產都有可能造成女陰受到物理性的傷害。

### 整形手術
生殖器整形手術（Genitoplasties）是一種可以修復、恢復或改變外陰組織的整形手術，特別是修復由於物理傷害、癌症治療所造成的外陰部傷害。陰道成形術也可能作為一種整形手術的方法，其他常見針對女陰外觀結構體的整形手術包括陰唇整形術。陰道成形術、陰唇整形術等其他的整型手術也常作為性別重置手術的一部份。
使用整容手術受到一些臨床醫師的批評。美國婦產科學院（American College of Obstetricians and Gynecologists）建議女性了解這類手術的風險，並認為生殖器整型手術缺乏安全性和有效性的相關數據證明，以及許多潛在的相關風險，包括：感染、感覺改變、性交困難、組織沾黏與疤痕。並且有一部分尋求生殖器整形手術的人可能患有身體畸形恐懼症，這類的患者接受整型手術可能會加重其症狀。

## 美學

### 女陰的審美觀
對女陰的審美觀態度與認知在文化中存在很大的差異，這類美觀差異可能關於解剖學特徵的形狀或是在女陰上所使用的化妝品，並受到文化的強烈影響。舉例來說，不同文化對陰毛的態度可能有相當大的差異：有些文化認為陰毛是美麗的，但在其他文化中，陰毛可能被認為是不衛生和令人厭惡的。在西方文化中，1990年代以後除去陰毛已經成為一種既定的個人護理行為。
女陰的各種解剖結構，像是：小陰唇、大陰唇、陰蒂包皮和恥丘都常受到審美觀的關注。像是世界各地幾乎都存在對小陰唇的形狀不同理想觀點，歐洲的大多數女性認為當大陰唇完全包覆小陰唇是一種美麗的狀況；在日本，小陰唇的像是蝴蝶翅膀一般外露的外觀被認為是美麗的；在一些非洲國家的文化習俗中，則認為美麗的女陰會有特別長而突出的小陰唇。特別是在科伊科伊和盧旺達文化中，他們會透過附掛重物的方式有目的的反复拉伸、擴展小陰唇。陰唇拉伸（Labia stretching）也被非洲東部和南部的部分地區認為是一種家庭文化傳統。婦女從青春期開始就被鼓勵實施這種做法，並認為較大的陰唇可以促進更好的性滿足。陰唇拉伸可以將陰唇擴大達7英寸。

拉伸陰唇或是通過手術移除陰唇組織在不同文化中成為而達成美學理想的手法，近幾十年來，歐洲對生殖器整形手術的需求不斷增長。20世紀末，西歐文化中的外陰的審美標準越來越受到關注，儘管女陰被認為是私密和隱藏的身體部位，但女陰的審美標準已經逐步成為公眾關注的主題，並被認為「應該要看起來很漂亮」。

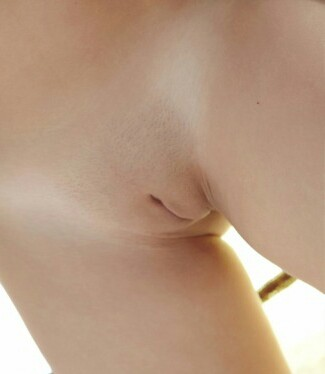
歐美偏好能完全包覆小陰唇的大陰唇，外觀僅能看到陰裂。
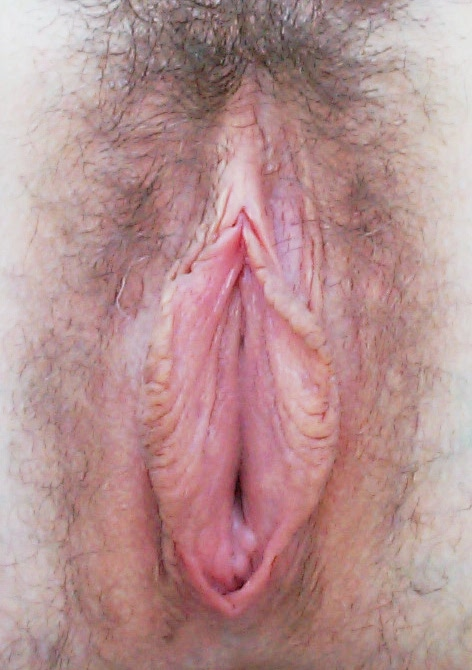
日本人認為像蝴蝶翅膀般外露的小陰唇是美的。
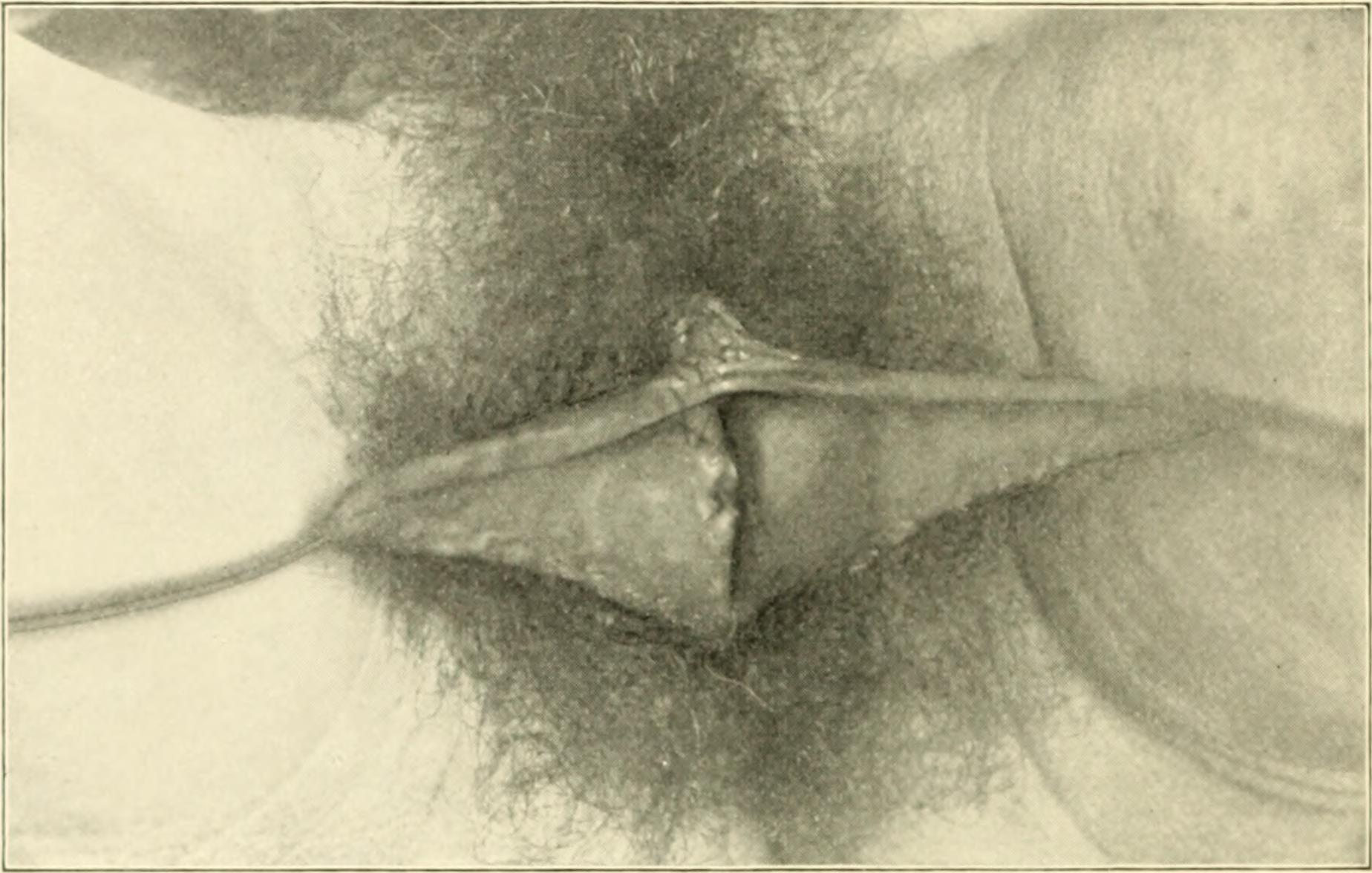
在非洲某些地方會借由陰唇拉伸（Labia stretching）使陰唇變大，並視為美

#### 公眾態度
德國漢堡醫學院的心理與神經科學教授Erich Kasten以科學方式探究外陰的審美偏好以及在男女之間的差異。參與者必須說明他們對外陰的主觀評估和評級，另外以各種形式記錄參與者對女性生殖器照片的反應。
該研究發現，女性對外陰外觀的態度呈現了普遍的不滿和不安全感，這解釋了生殖器整容手術的需求迅速增加的原因，特別是在縮減小陰唇的方面。小陰唇的大小存在明顯的性別差異，女性強烈的偏好隱藏在大陰唇內的小陰唇；相比之下，男性的喜好沒有那麼明確，除了美學，男性對大小陰唇的評價也依據「情色」與否而定。在去除陰毛的觀點上則沒有性別差異，男性和女性都認為完全剃除陰毛的外陰是最美觀的；修剪或除去部分的陰毛被認為是可接受的；完整、未經任何剃除的天然陰毛則被認為是蓬頭垢面且沒有吸引力。
該研究中的其他相關項目包含：男女對於陰蒂和陰蒂包皮的態度差異類似於陰唇，但沒有那麼明確。將這些態度及觀點與男女的五大人格特質進行分析也沒有顯著的關聯性。

### 修飾
外陰修飾可能由於文化和美學等不同原因，並它通常是個人或文化為了使身體與其理想的美學規範形狀達成一致。修飾範圍從去除陰毛到通過侵入性手術切除部分外陰。

#### 除毛
在西方文化中陰部除毛非常常見，包括完全除毛與部分除毛。陰部除毛在很早期的時候就有文獻紀錄，伊斯蘭教也有除去陰毛的文化。許多東歐和中東文化在幾個世紀以來就普遍存在這種習慣，通常可能基於衛生理由，或是賣淫及色情上的原因。伊斯蘭教中的穆斯林衛生法學，就以衛生理由規定必須去除陰毛。
在1999年到2000年代的轉換期，陰部除毛的習慣在西方變得更為廣泛。根據2009年的一項調查指出，18至25歲的德國女性中有69.7%進行了陰部除毛，顯示陰部除毛在德國相當普遍。當高叉泳衣成為時尚，女性會為了穿上這樣的泳衣而去除恥丘三角兩側的陰毛，以避免他們露出泳衣外。有些女性則認為外陰完全無毛是一種美麗，或發現無毛的狀態更為舒適。在美國、加拿大和西歐，女性通使用美式或巴西式的方法脫毛。陰部除毛可以包括全部、大部分或僅除去一些毛髮。常見的部分除毛包括長方形（法式脫毛）、倒三角形（美式脫毛）與比基尼線脫毛，在華語的範疇中，比基尼線除毛是指女性為了避免陰毛外露於比基尼外的不美觀狀況，所針對外露於比基尼線範圍的陰毛進行剃除。但在西方文化中的比基尼區是指因女性陰毛形狀大小類似比基尼泳褲而稱之，並且習慣去除全部或是大部分的陰毛，因此比基尼脫毛（Bikini waxing）直接作為女性陰部除毛的代稱。

剃除陰毛並非完全沒有問題，使用與自然生長方向相反的逆向剃除可能會導致毛囊炎。

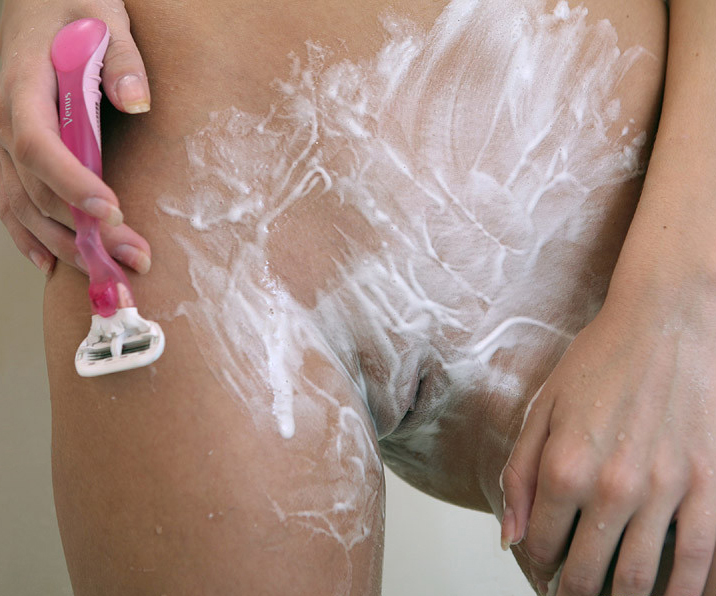
使用剃毛刀進行剃毛的女性
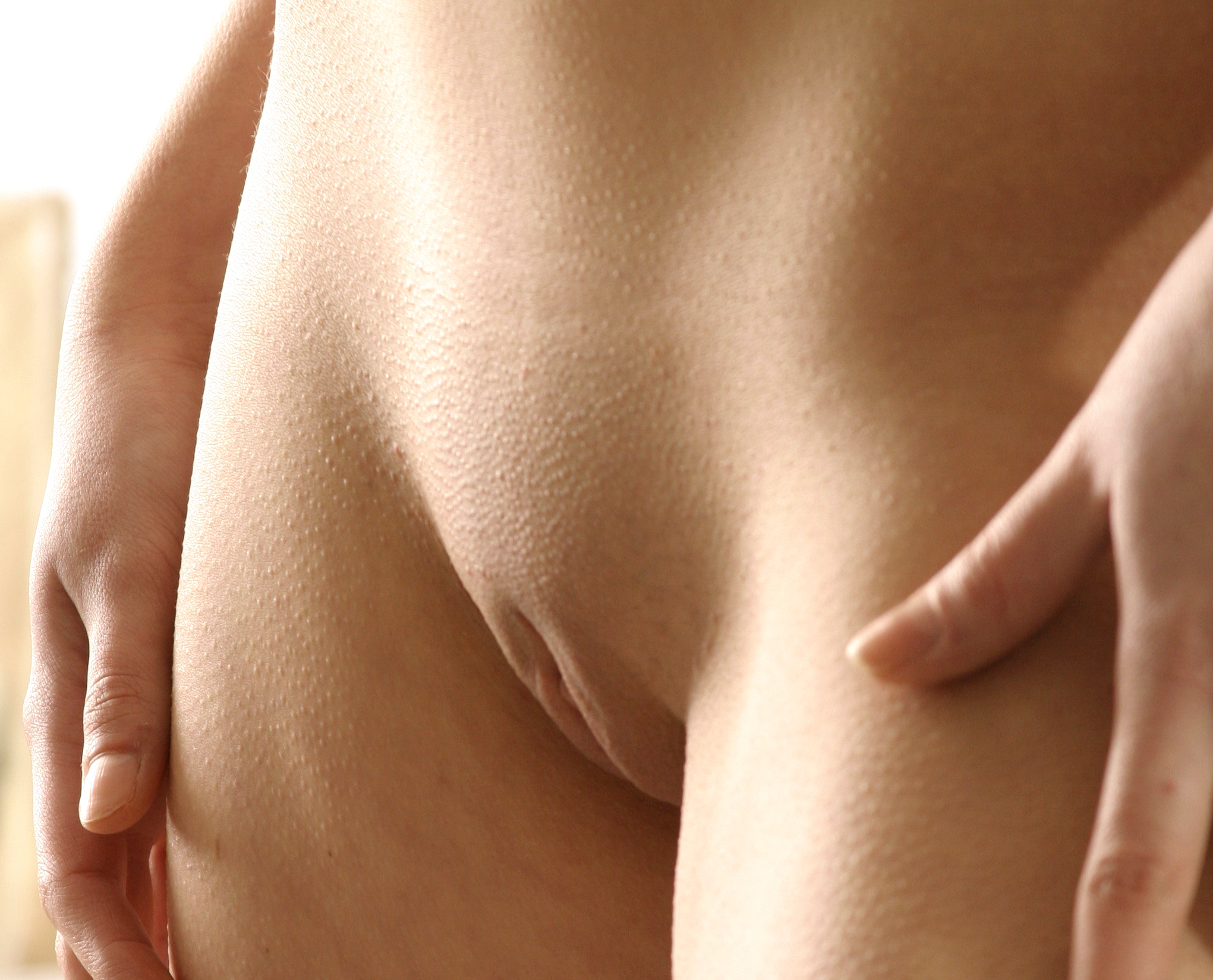
完全剃除陰毛的陰阜
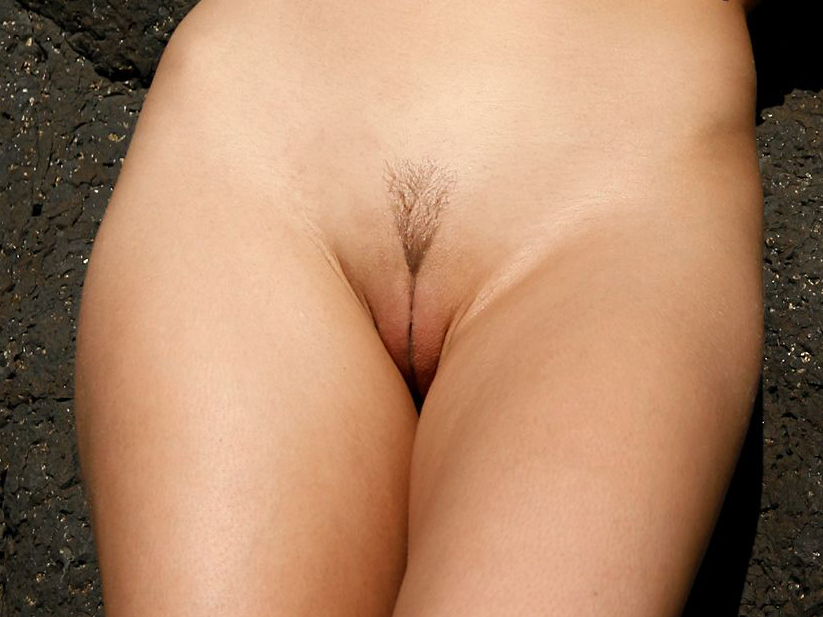
剃除部分陰毛，留下倒三角形區塊的女陰
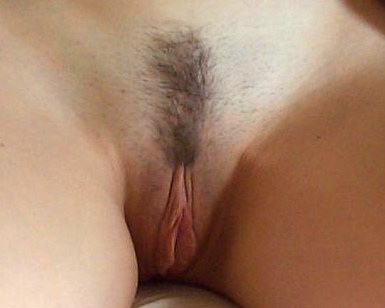
剃除部分陰毛，留下長方形區塊的女陰
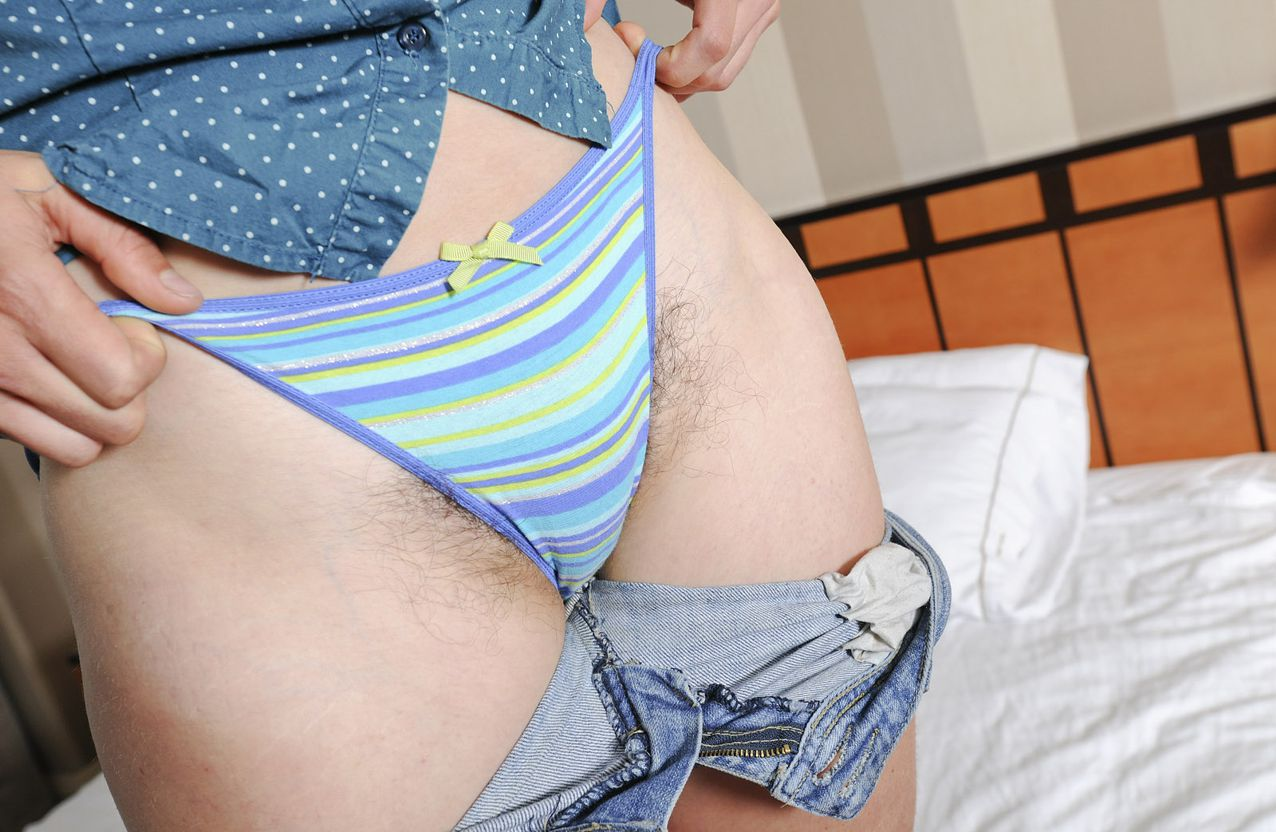
露出在比基尼外的陰毛，為了避免這種狀況，華人女性會進行比基尼線除毛
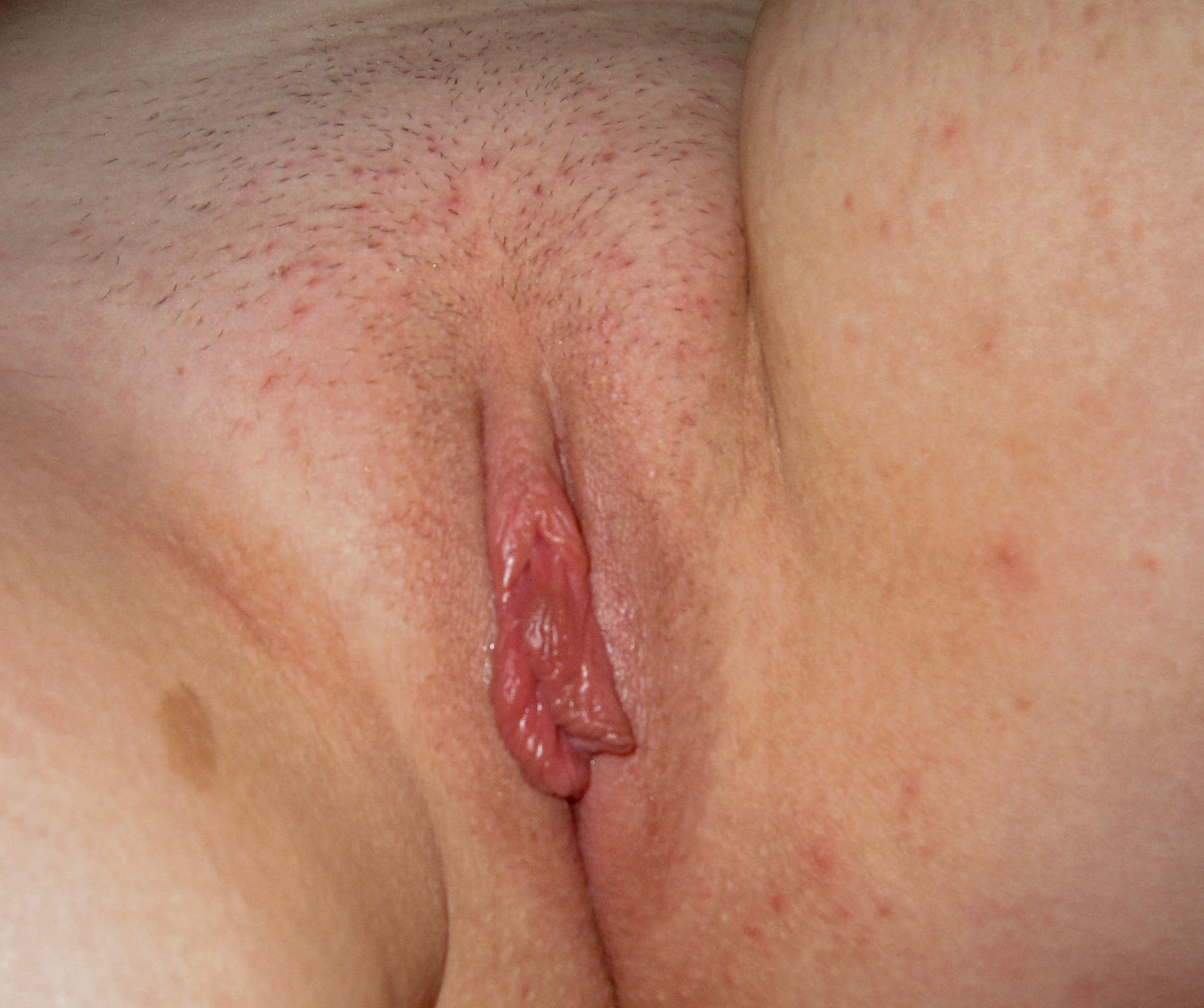
逆向剃除陰毛可能會導致毛囊炎

#### 穿洞
身體穿洞是一種在身體上打洞的修飾行為，類似的行為像是打耳洞。這些孔洞並可使用各式的珠寶飾品來裝飾。女陰穿洞常被使用在陰阜、陰蒂、陰蒂包皮及大小陰唇上。這些女性生殖器不同區域的穿洞在西方中又分別有：克里斯蒂娜穿洞（Christina piercing），納芙蒂蒂穿洞（Nefertiti piercing），四頰穿洞（Fourchette piercing）和陰唇穿洞（Labia piercing）等名稱。

雖然某些外陰部位的穿孔可能對性交期間產生性刺激有正面的幫助，但多數的女陰穿洞只是為了純粹的美觀而已，只有某些形式的陰蒂包皮穿洞有可能增強性愛時的愉悅感。雖然穿洞主要是在傳統文化中出現，但生殖器穿洞最近也開始成為西方社會中的流行趨勢。女陰穿洞與身體其他部位的穿洞一樣都可能引起併發症，最常見的問題是發炎、撕裂傷和出血。也有可能會有過敏、疤痕和異物肉芽腫發生。

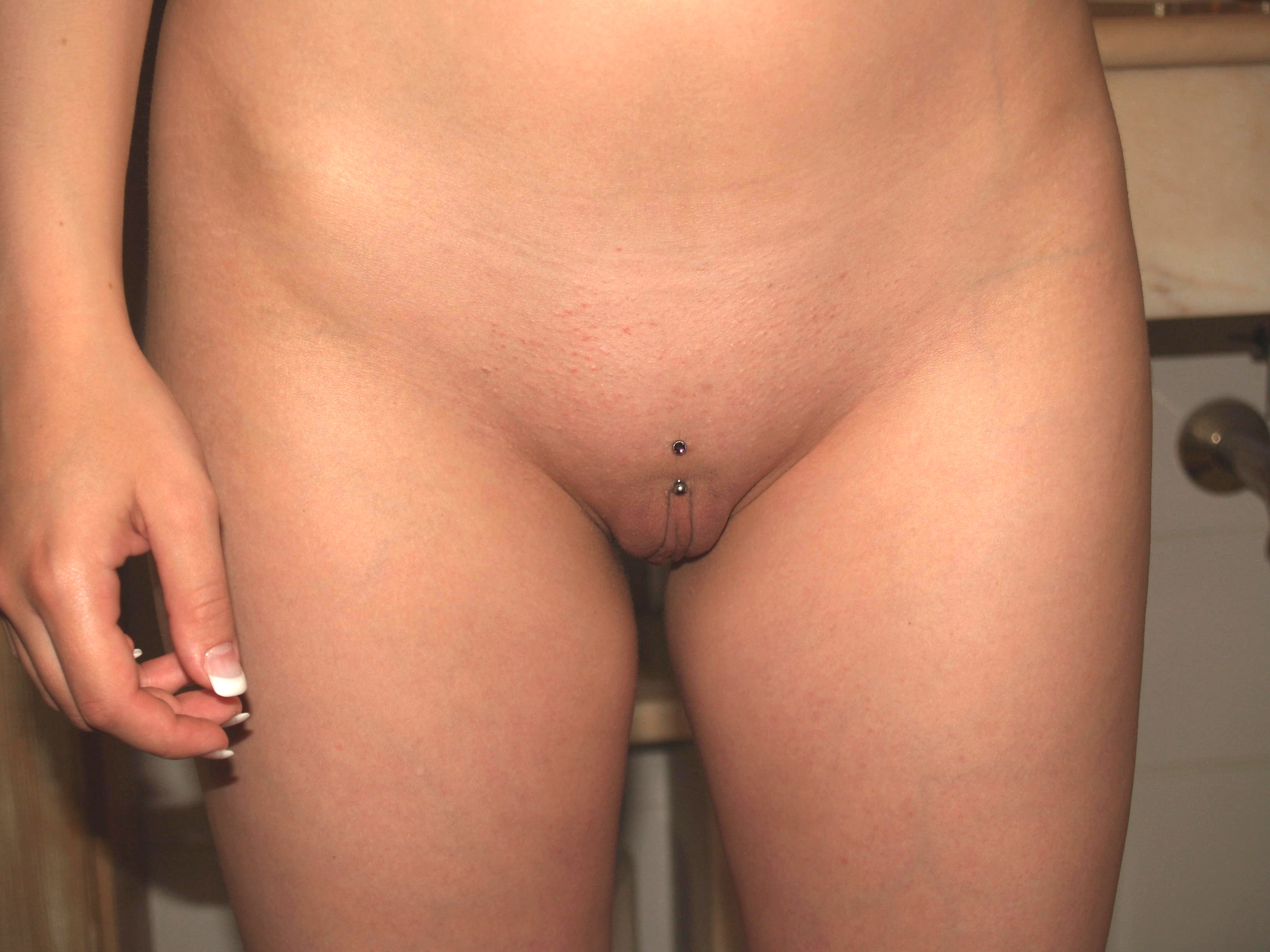
位於陰阜上的女陰穿孔
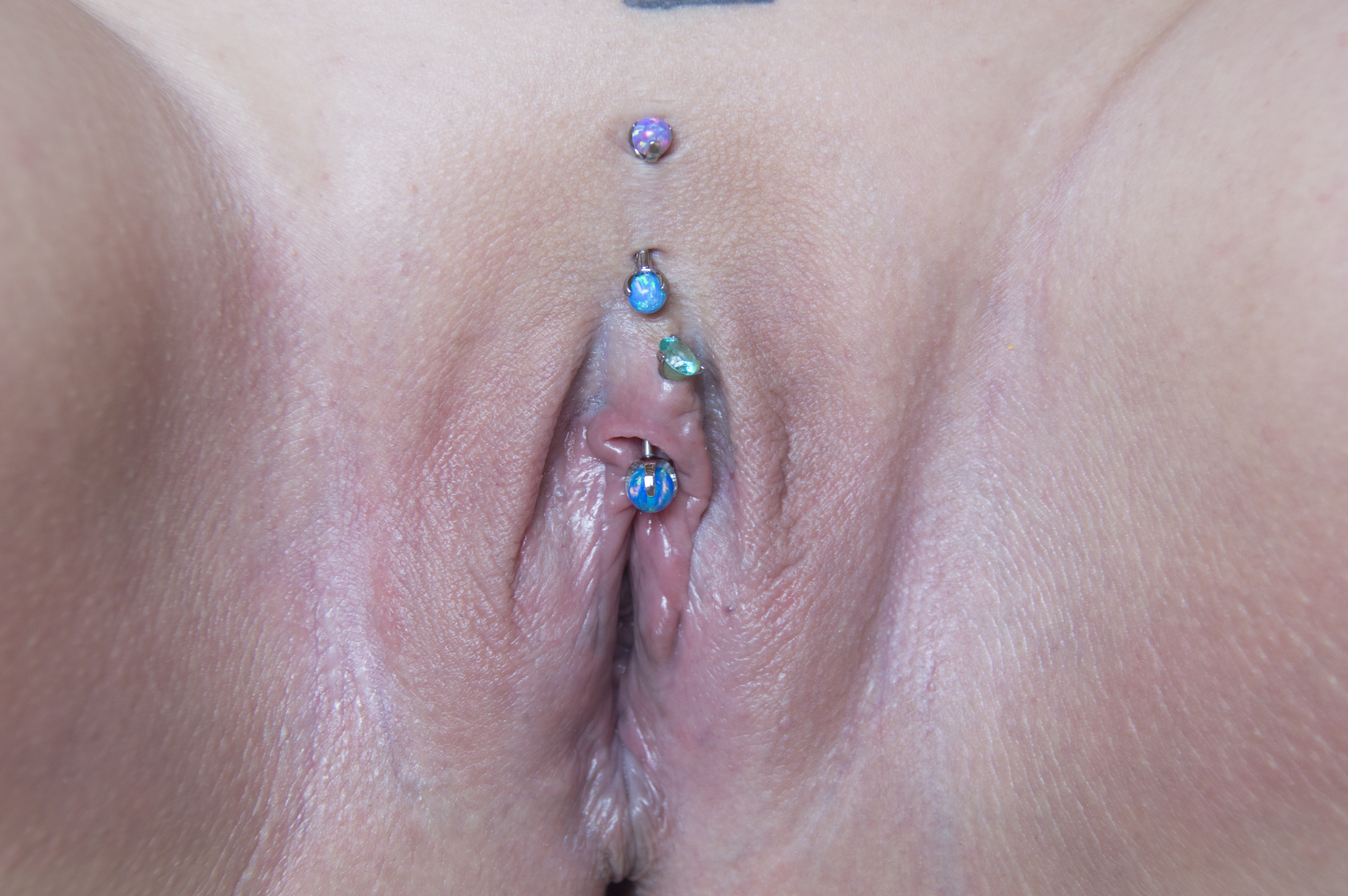
位於陰蒂包皮上的女陰穿孔
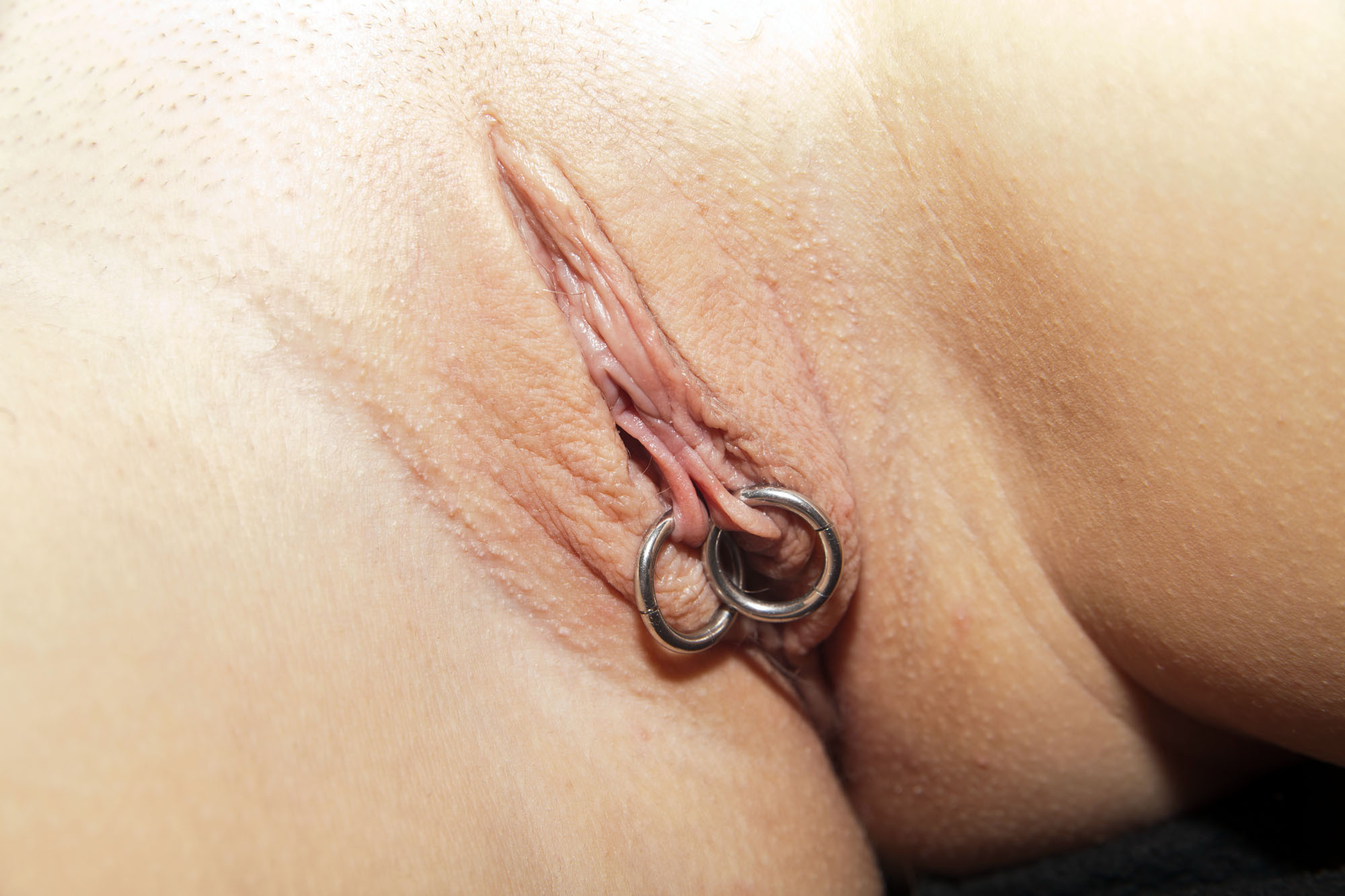
位於陰唇上的女陰穿孔

#### 女性割禮
如同男性割禮，在一些傳統文化中也有對女性施行的割禮，陰蒂切除術是主要的女性割禮方式。女性割禮主要出現在非洲地區的文化習俗中，割禮的程度從割除陰蒂包皮到完全切除陰蒂不等，也可能包含女陰其他部位的切除與縫合。

對比於男性割禮通常僅為包皮環切手術，女性割禮對女孩和婦女的生命與肢體都會產生嚴重而深遠的影響。因此這種做法長期以來一直受到全世界的人權組織的批評。包括：聯合國、聯合國兒童基金會、聯合國婦女發展基金、世界衛生組織和國際特赦組織並且呼籲將女性割禮歸類為侵犯人身安全及人權的行為。且為了強調負面的影響，國際上已確定將這個行為定名為「殘割女性生殖器（Female genital mutilation，FGM）」。

女陰殘割的類形圖，A.未經殘割的女陰；B.TYPE I：僅割除陰蒂；C.TYPE II：割除陰蒂及部分小陰唇；D.TYPE III：割除陰蒂、小陰唇並縫合，僅留下陰道口
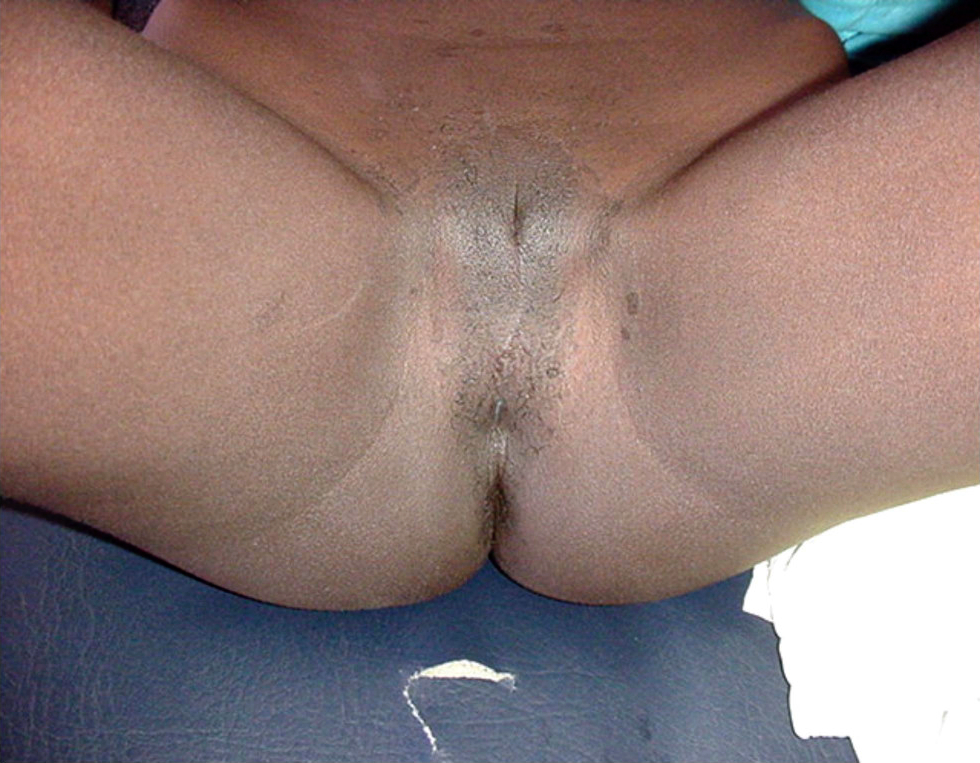
受過割禮的女陰
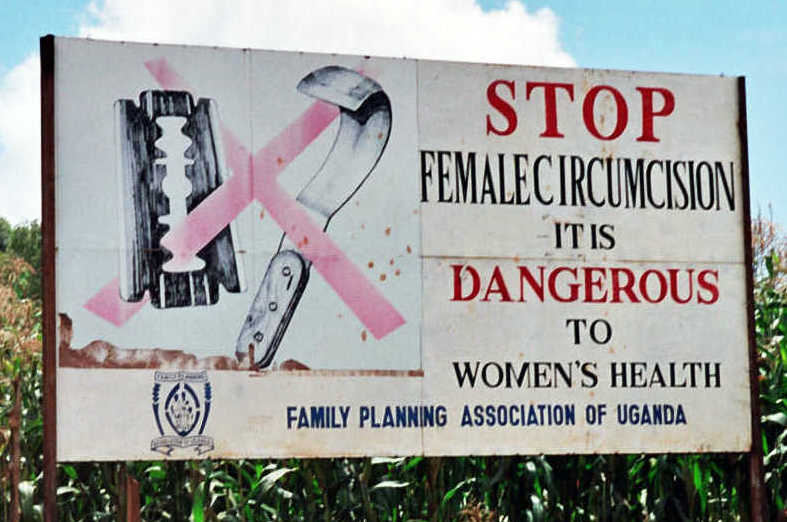
烏干達的反女陰殘割廣告

#### 美容手術
正式名稱為女性生殖器美容手術（Female Genital Cosmetic Surgery，FGCS），施行這種手術的主要原因多為主觀審美，偶爾來自社會文化，很少出於醫學原因，因此與臨床上的女陰整型手術有一些區別，但基本上美容手術仍然算是一種女陰整型手術。女陰美容手術主要包括以雷射手術去除皺紋、陰唇成形術（減少陰唇的大小）和陰道成形術。一些女性會選擇縮減陰唇的大小，使小陰唇隱藏在大陰唇內（陰唇整型術）；一些女性則會將陰蒂包皮縮減或除去；此外也可能進行大陰唇的豐唇、陰道口窄化、陰蒂位置改變或是處女膜重建手術。這些改變女陰外觀的手術都屬於女性生殖器美容手術的範疇，但變性手術、雙性人性別重置手術或女陰殘割等手術則不屬於美容手術的範圍。
女陰美容手術與女陰整型手術具有同樣的風險，包括缺乏安全性和有效性的相關數據證明。2007年9月美國婦產科學院（ACOG）針對女性生殖器整容手術發表了意見，包括「陰道重建」、「陰道成形術」和「G點放大」的安全性都尚未有明確的證據可以證明。 ACOG和國際外陰陰道疾病研究學會（ISSVD）建議，尋求這些手術的女性必須了解這些手術缺乏相關的支持數據，並具有包括感染、感覺改變、性交困難、陰唇沾黏和傷疤留存的風險存在，且可能加重身體畸形恐懼症的症狀。

而隨著女性化妝品和這類外科手術的日益普及，美容手術這種作法受到女性主義團體及活動家在網路等平台發起的反對運動批評，這種運動並被稱為「陰唇驕傲運動（labia pride movement）」。該運動參與者認為，陰唇大小本來就存在正常且明顯的個體差異，但這些手術透過大量廣告在缺乏公共教育的條件下，增加那些擁有較大陰唇的女性在身體上的不安全感。這種對較小陰唇的偏愛是一種時尚潮流，並沒有臨床或功能上的意義。

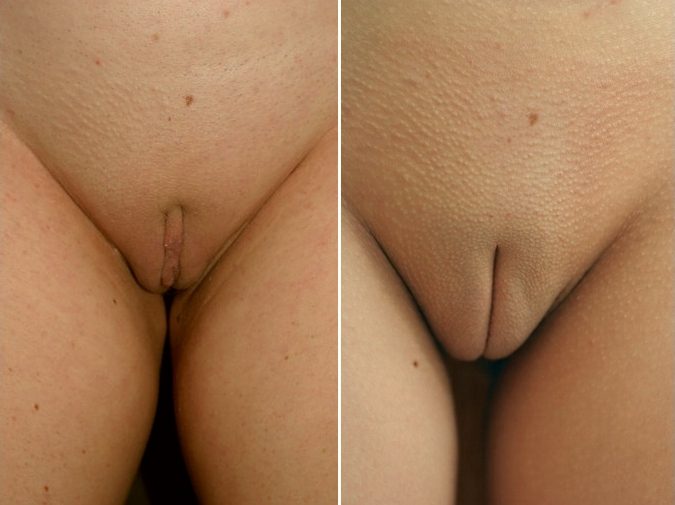
陰蒂包皮縮減手術的前後對照圖
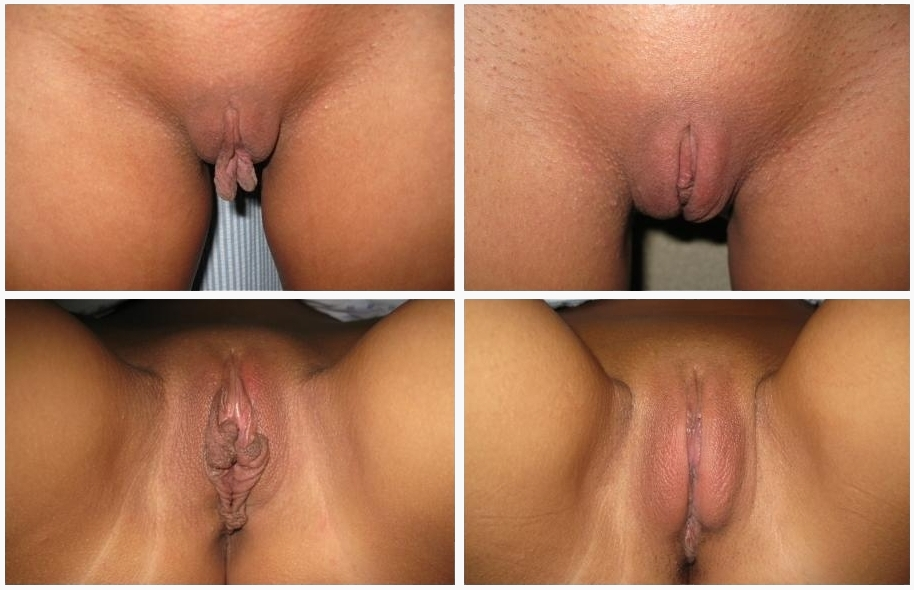
陰唇整型術的前後對照圖
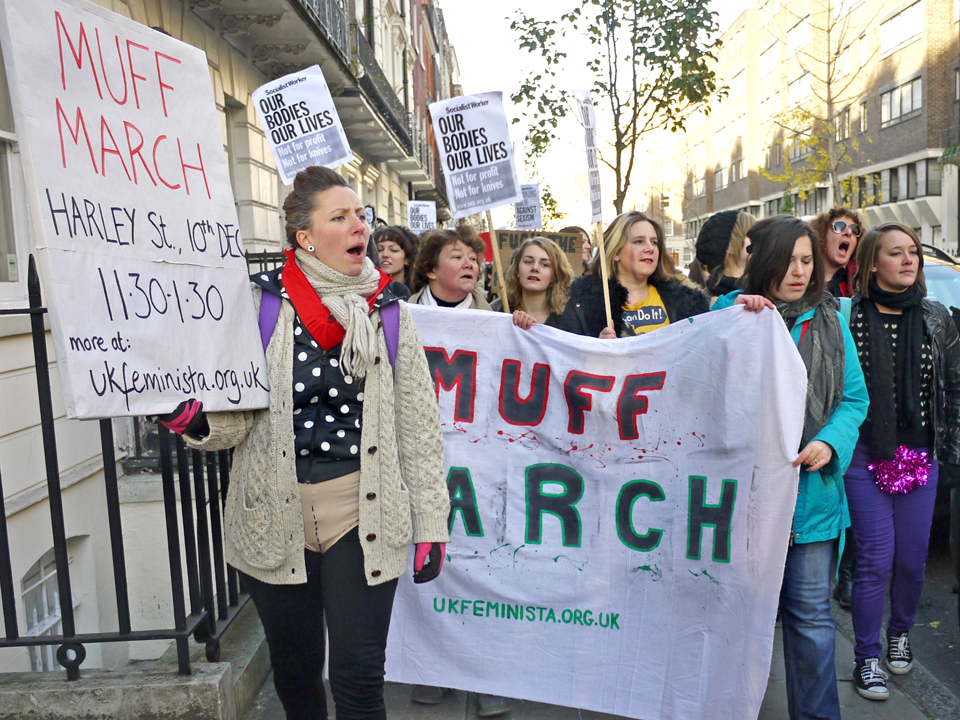
陰唇驕傲運動的遊行活動照片

### 服飾美學
女性內褲一開始的功用可能是為了遮蓋女陰，據說是由於法國女舞者在舞台上走光導致政府規定舞者上台前必須著內褲。隨著女性開始著褲裝，內褲也從單純的遮蓋女陰衍伸出保護女陰的功能。而在不進行女陰修飾的情況下，內褲或是泳衣就是女陰最主要的裝飾。後來又演變出了丁字褲、C字褲等型態。情趣內衣提供了性行為中裝飾女陰並引起性慾的功能。

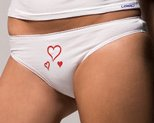
女性內褲提供遮蓋女陰與裝飾女陰的功能
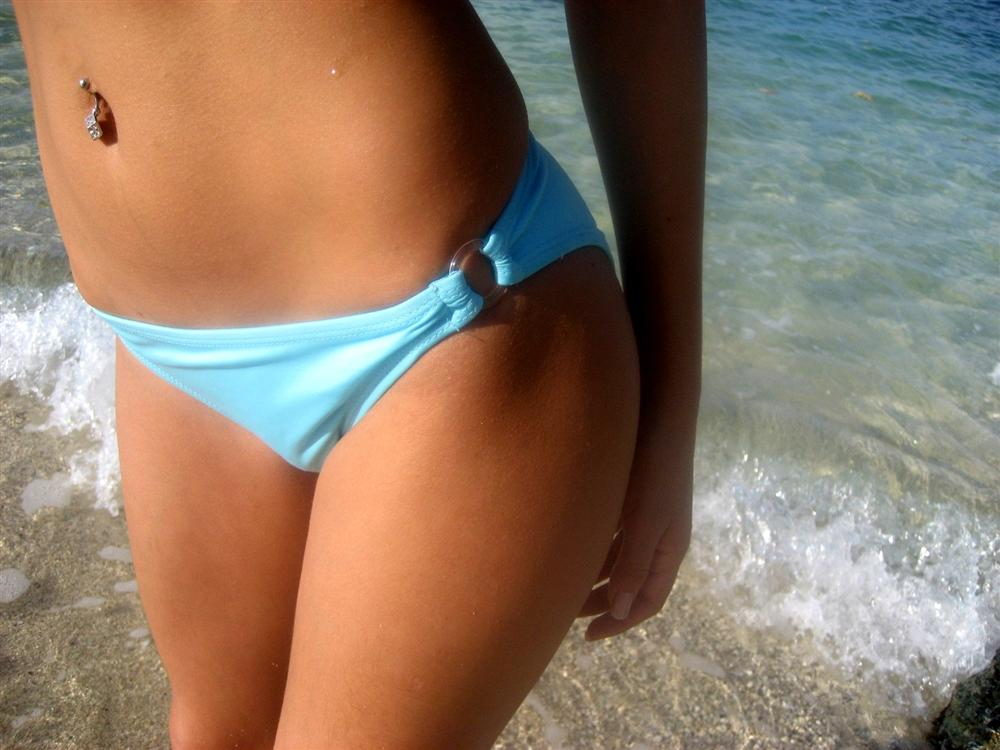
比基尼下衣的功能與內褲類似，通常是在游泳或水上活動時穿著
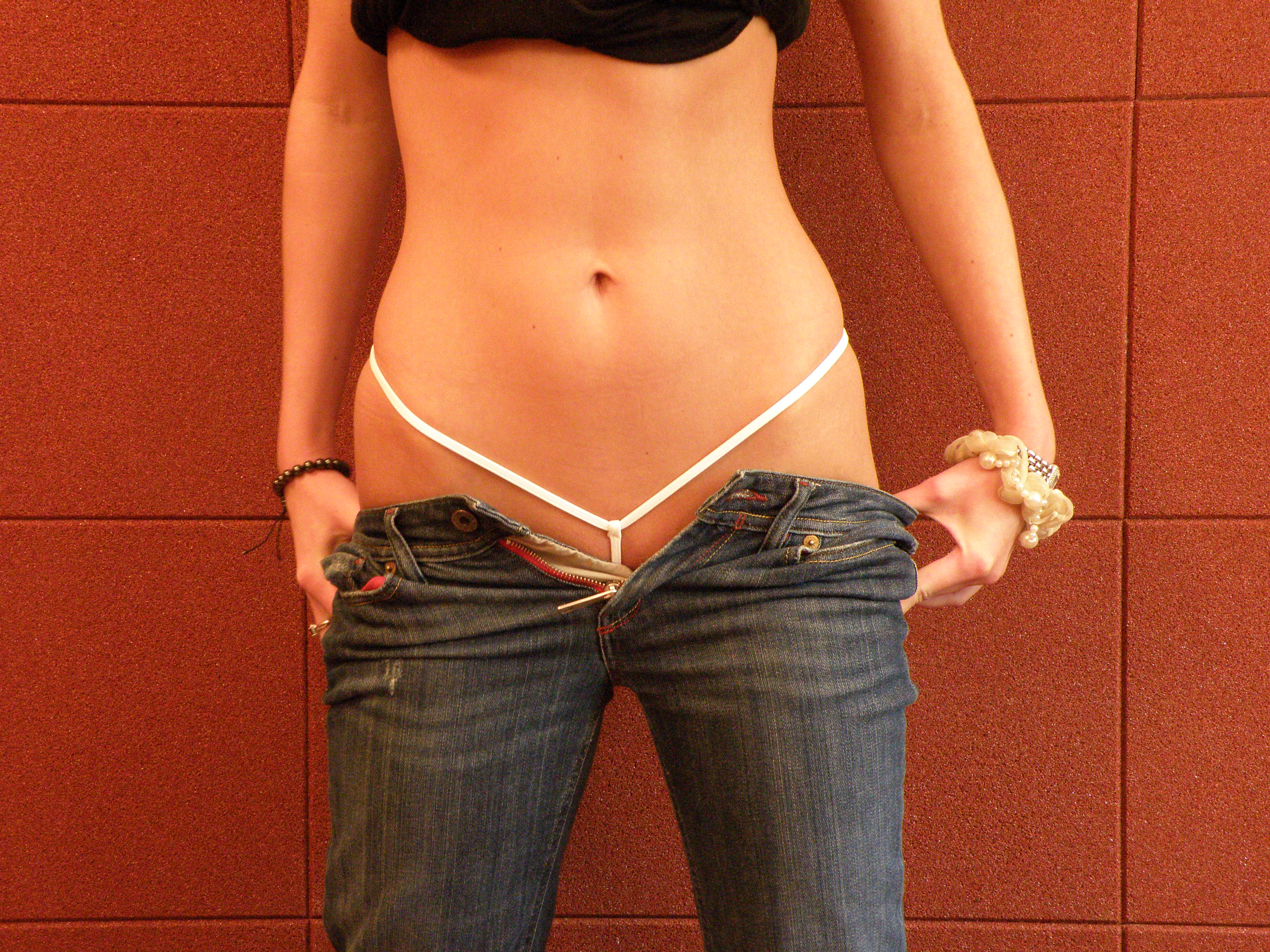
一個前後皆為T字型的丁字褲
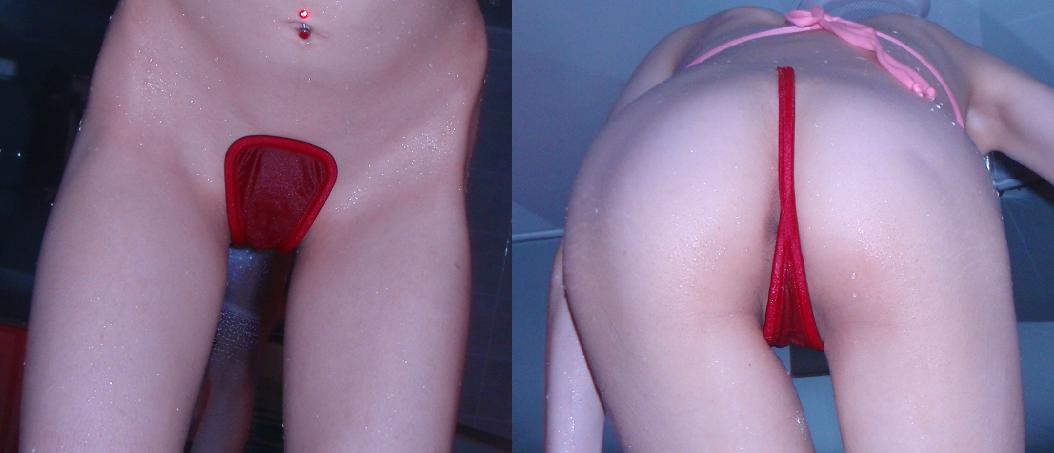
C字褲使用夾住股縫的方式穿著，僅能遮住女陰
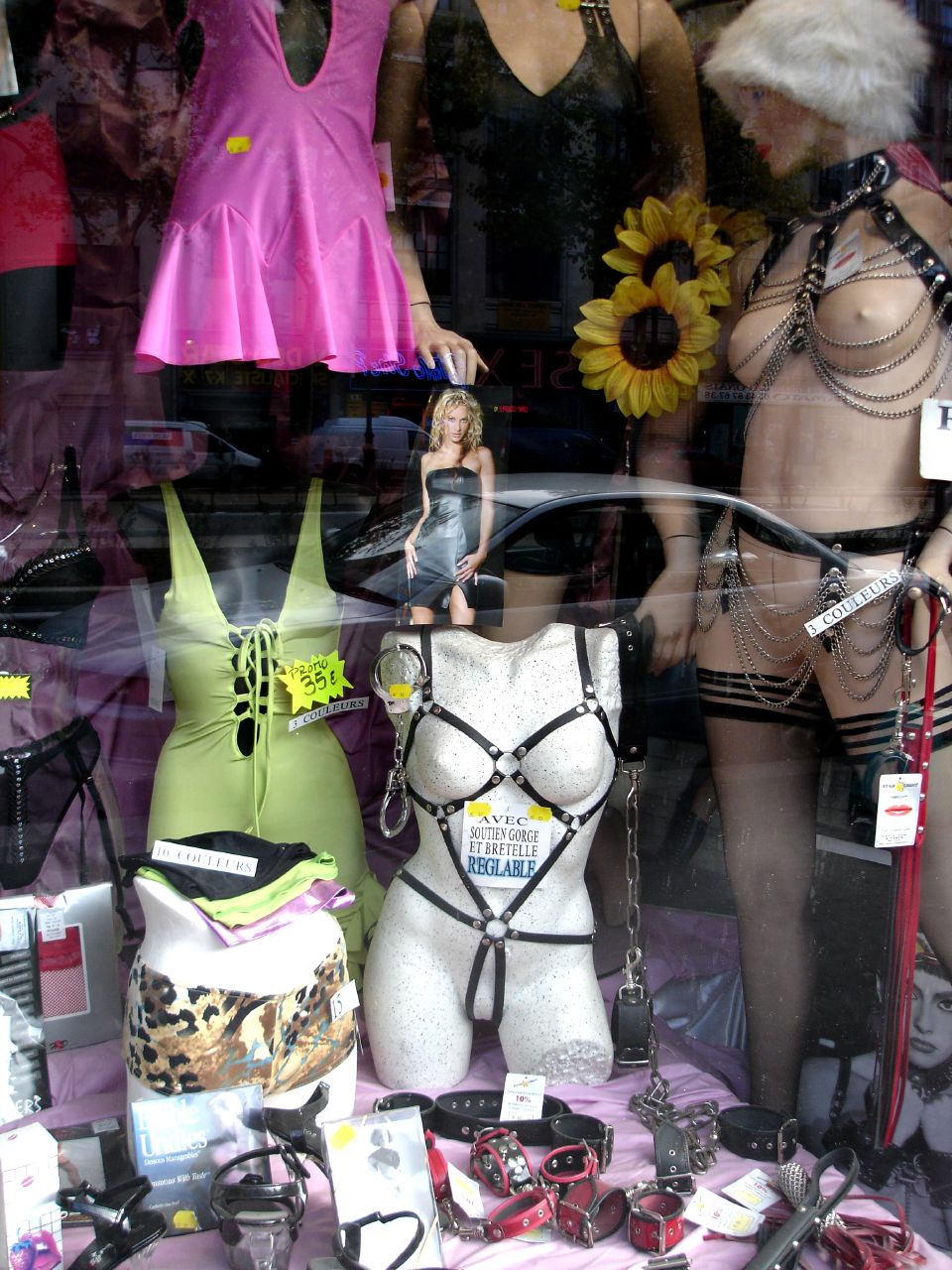
情趣內衣，有些款式是開檔褲

## 女陰與文化
社會對外陰的態度在不同文化、不同歷史時期及不同情況下都可能存在有很大的差異。

### 語言文化

#### 符號學
來自不同時代和文化的背景下，會有一些不同的符號用以作為女陰的象徵。下圖為一些代表女陰的象徵符號：

- 左上：蘇美文化把女陰的倒三角形當作女人的楔形文字。
- 右上：印度教的約尼符號，代表濕婆的妻子雪山神女，約尼的形狀象徵女子的陰部。
- 左下：在許多情況下，女陰的象徵為一個尖頂的橢圓形。
- 中間：雙尖橢圓形也為女陰的代表或像徵，是來自於左下圖的變體。
- 中下：用於表示「女人」和「女陰」的埃及象形文字。
- 右下：捷克和斯洛伐克的「Píča」符號（piːtʃa）。

#### 語言學

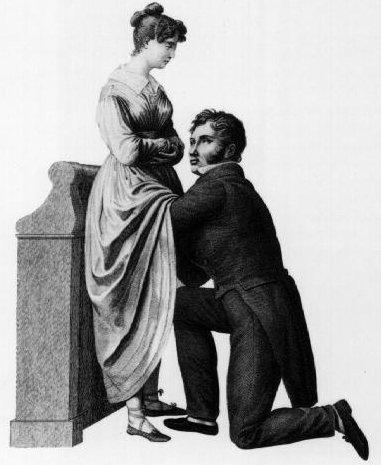
一幅1822年的圖畫中檢查員替婦女進行婦科檢查，並採用了折衷程序以避免看到其生殖器。

英語中的女陰（vulva）來自拉丁文的「子宮（womb）」，大約從1540年代開始使用，代指的子宮和女性性器官。這個字彙最先用於指意志轉向、滾動或旋轉，像是volvox（團藻）與volvulus（腸扭轉）。17世紀中期，開始將女性與男性的生殖器稱為「pudenda membra」，指令人羞愧的部分。類似於中文的「恥部」，這個命名影響了一般大眾對外陰部的認知，甚至導致了婦科手術中醫師或檢查員必須使用折衷程序以避免在醫療或檢查過程中看到女性的生殖器。

##### 替代術語或俚語

###### 中文
漢語中通常忌諱在言語溝通或文學中直接稱呼性器官，因此有許多代稱女陰的詞語。一般來說會使用私密處、私處、陰部、下體、胯下等保守的詞語，甚至在某些情況下會直接隱晦地稱為「那邊」、「那裡」或「下面」。女性之間或是與伴侶之間可能會使用「妹妹」來稱呼，這可能是一種較為親暱的用法。
色情文學或是情色文學中則對女陰有較多元的稱呼，「屄」、「逼」或「B」是常見用以代指女陰的性俚語，後來衍伸出傻屄、牛屄等俗語。類似的用法還有「穴」、「小穴」、「蜜穴」、「洞穴」或「肉穴」，由於陰道口是一個洞穴般的入口而得名。此外由於小陰唇形狀相似的關係，粿、鮑魚、海鮮也被用來形容女陰。情色文學中也可能用「花蕾」或是「花苞」來形容女陰，花是一種植物的生殖器官，且與女陰一樣常具有瓣瓣層疊的特性。此外也有「縫」、「美縫」、「肉縫」、「My縫」（買縫）或「裂縫」的用法，類似於維納斯裂縫般的描述。李昂在其著作《鴛鴦春膳》的春膳篇中曾以花瓣、貝殼、蝴蝶、蝸牛、鮑魚來形容女陰。
台語中稱呼女陰為「膣屄」，發音為「tsi-bai」，因為發音相似，也時常被寫作「雞掰」或「雞排」。
古典文學《金瓶梅》中曾經以「虎口」作為對女陰的口語說法；《紅樓夢》則直接使用了陰戶一詞；《素女經》中陰戶有「玉門」、「玉戶」兩種用法，並將陰道稱為「朱室」。

###### 英文
英語中也有許多描寫女陰的性俚語，「Cunt」是中世紀時使用的女陰詞彙，在當時是標準術語，但今日成為一種庸俗化的性俚語，而且在英語文化中成為一種具有強烈攻擊性和侮辱性的髒話。這個詞在日常使用中被一些較為委婉的詞語所取代，像是：Pussy（美國性俚語）和Fanny（英國用法，是一個常見的寵物名）。在英國，這些術語具有其他非性意義，有時會作為双關語，例如Pussy也作為寵物貓咪。在北美的一些非正式使用中，Pussy這個詞也可以指柔弱的男人，和Fanny也用作指臀部。其他俚語包括muff、snatch、twat與crotch。陰道（Vagina）常被用作女陰的同義詞，儘管他們在解剖學上是各自獨立的部分。此外駱駝蹄（Camel Toe）被用以指因緊身褲過緊導致女陰現形的狀況。

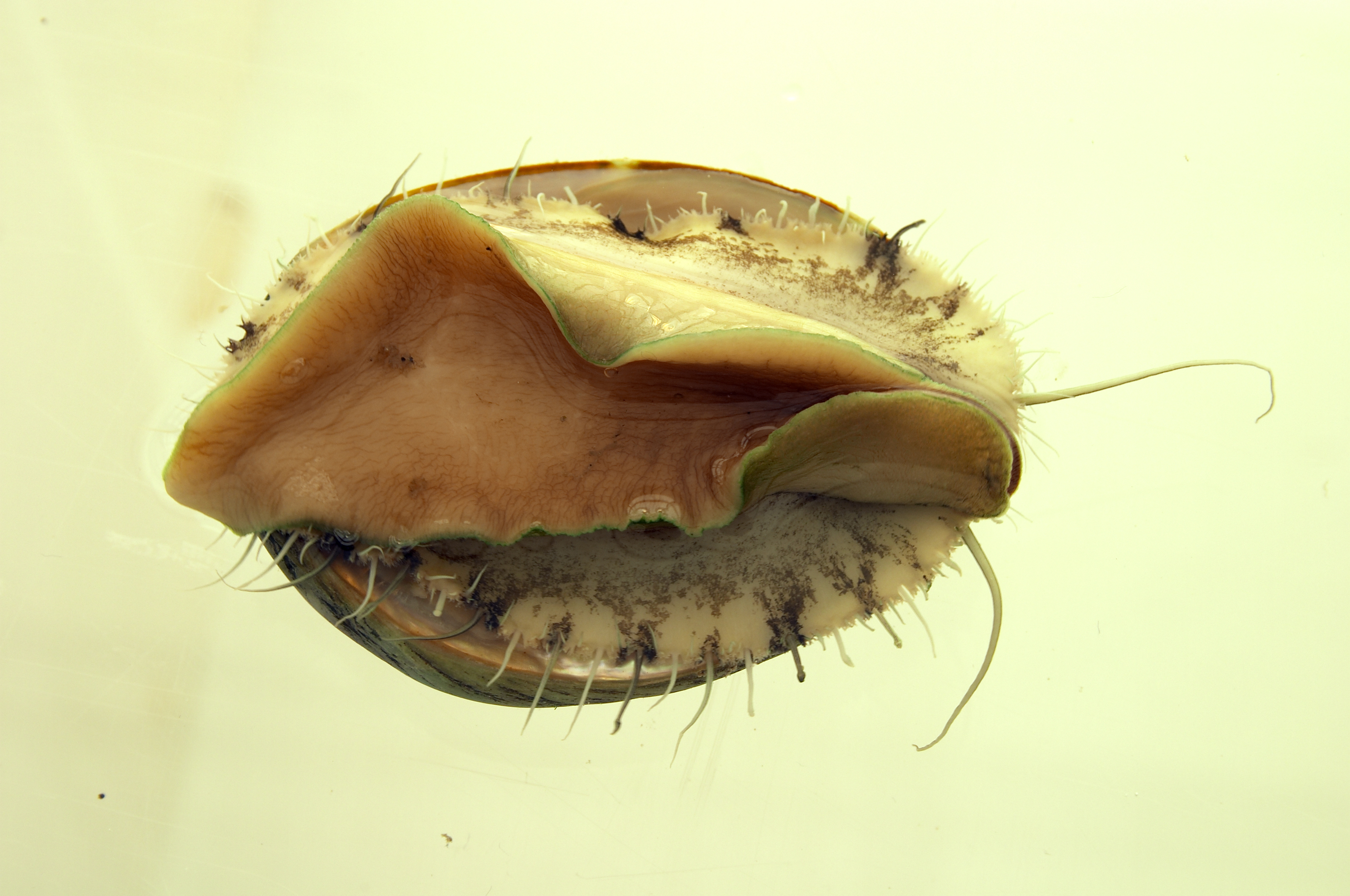
由於鮑魚（又可稱作海鮮）的腹足部與小陰唇相似，因此被用於代指女陰
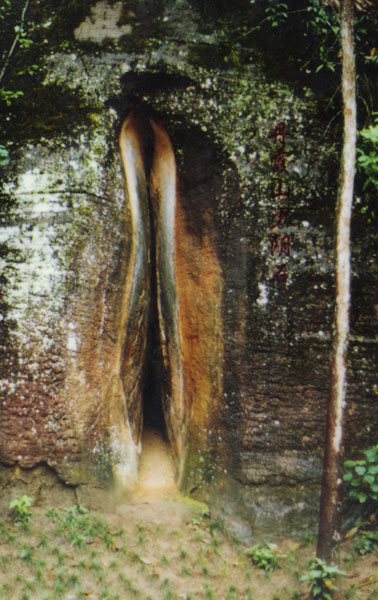
由與陰道口是一個洞穴，洞穴、小穴、肉穴、蜜穴、穴成為了代稱女陰的性俚語。圖為中國丹霞山的阴元石洞（形似女陰阴唇）
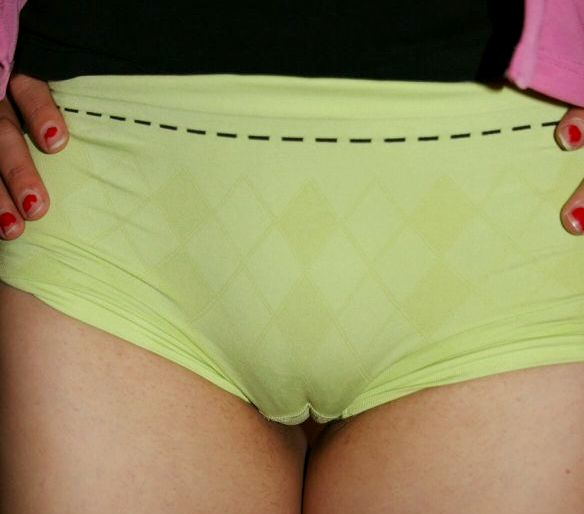
因過緊褲裝造成的駱駝蹄

### 社會文化

#### 宗教文化與外陰崇拜
一些文化或宗教中存在外陰崇拜，或是會舉辦外陰相關的慶典。在烏魯克時期（公元前4000到3100年）古蘇美人認為外陰是神聖的。在現存的大量蘇美詩歌中讚美了愛、性和生育女神伊南娜的外陰。在蘇美人的宗教中，女神Nin-imma是女性生殖器的神聖化身。此外在一些蘇美文本中，陰道分泌物被描述為「甜蜜」的液體，一首對於蘇美新娘的讚美詩中，一位年輕的少女很高興她的外陰長出了陰毛。

主要的印度傳統宗教，像是以女神為中心的傳統沙克達教，以約尼的名義崇拜外陰和陰道。提毗女神被崇拜為至尊神。約尼則是女神的代表，在許多寺廟約尼被作為祈禱和擺放祭品的焦點。像是印度教中的代表雪山神女的約尼與代表濕婆的林伽常作為象徵性慾的及外陰崇拜的符號，約尼與林伽也共同代表了印度教的物種自然發生的世界觀。約尼並也是瑜伽中精神實踐的像徵性手勢。

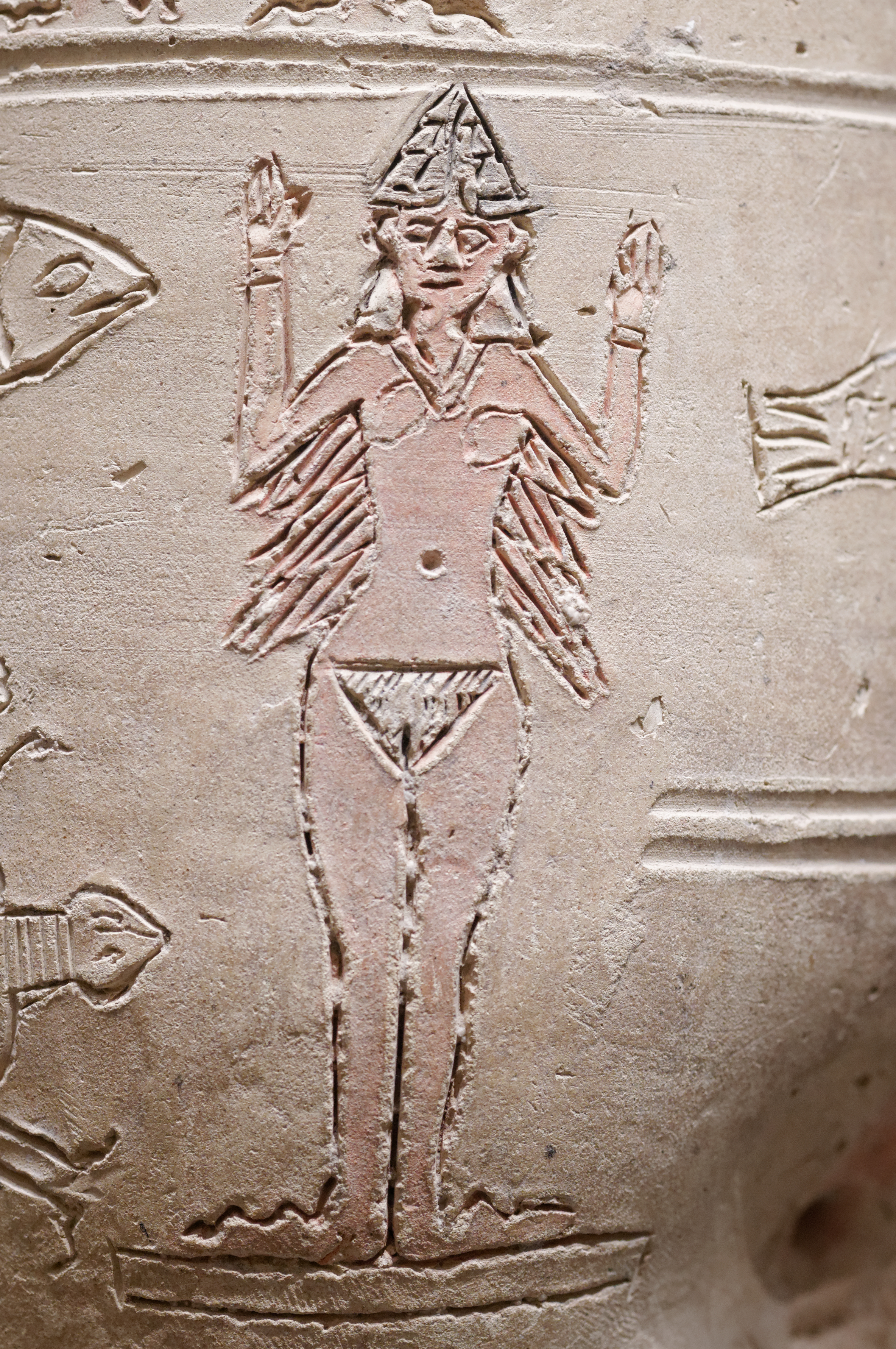
一個描繪伊南娜及伊絲塔的古蘇美花瓶，可以追溯到公元前2000年初
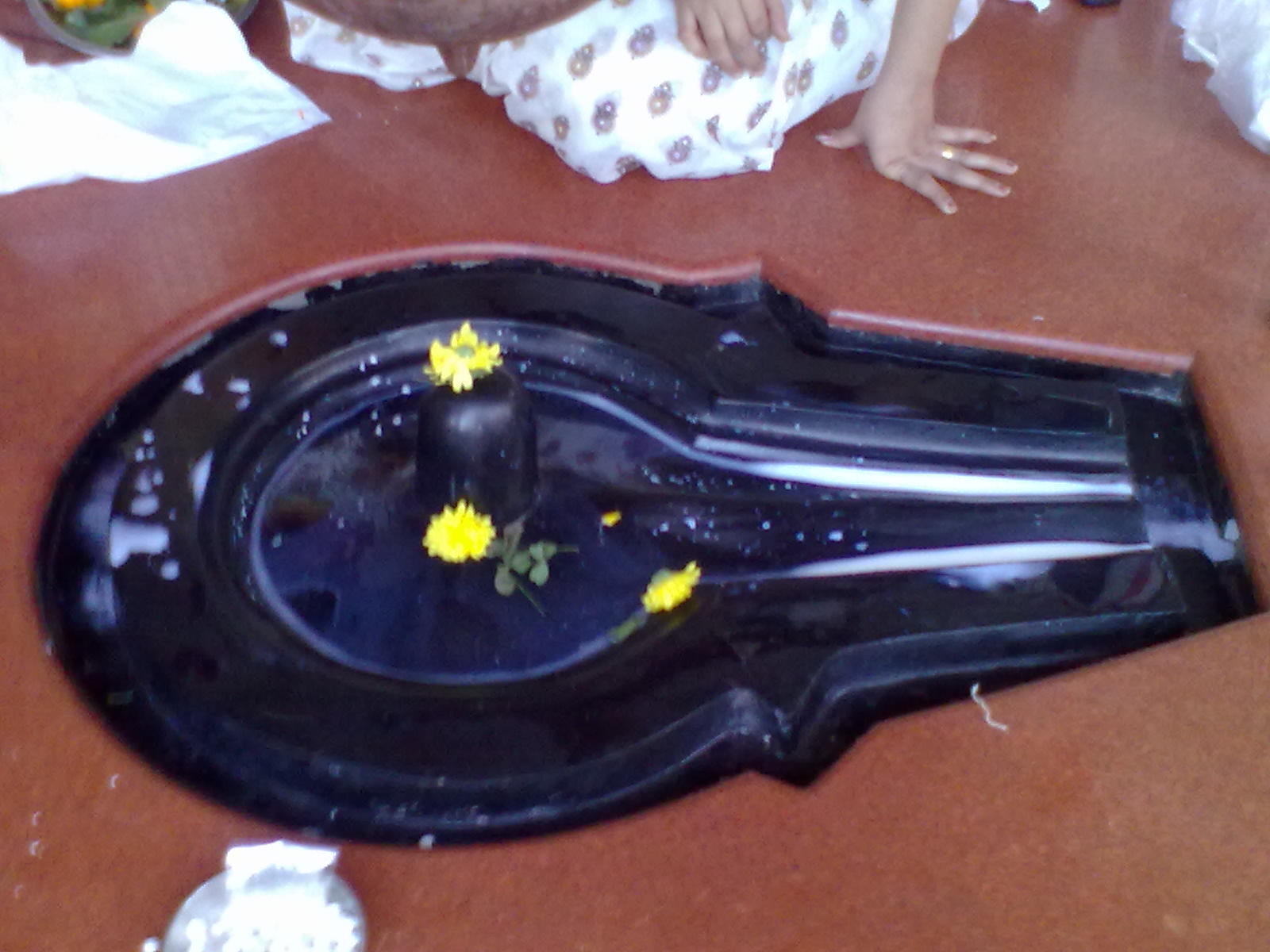
Mahadev寺的約尼
瑜珈中的約尼手勢
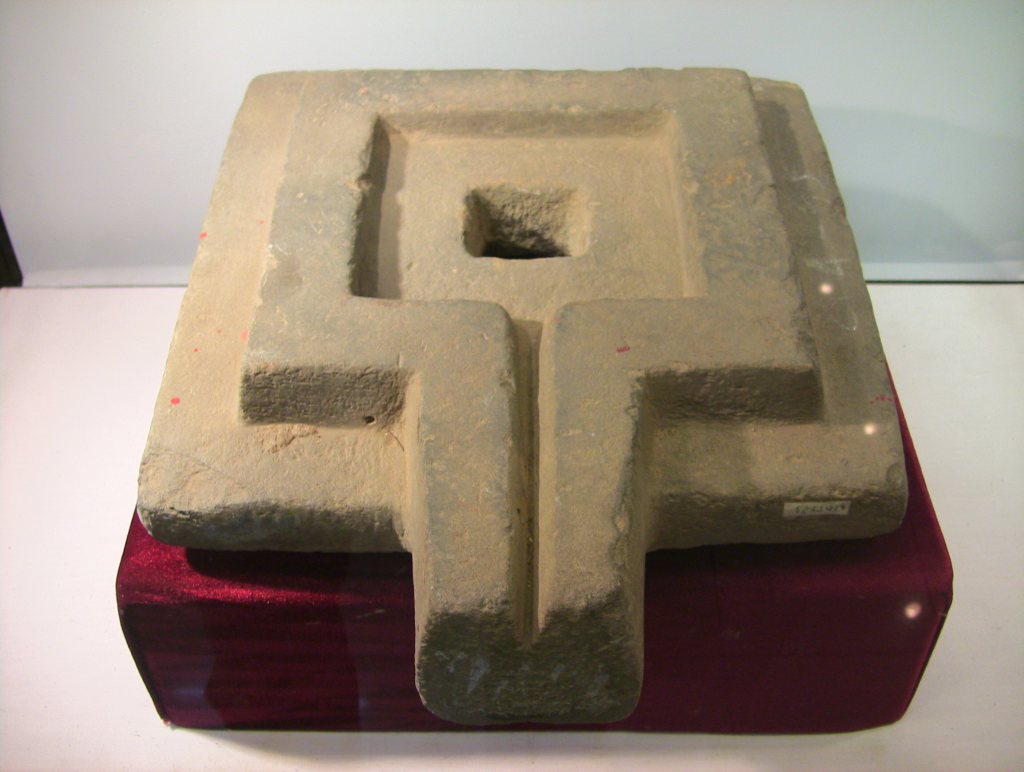
約尼是象徵對女性生育能力的外陰崇拜

#### 禁忌與公眾觀感
許多文化中存在有與女陰相關的禁忌，例如：忌諱在公共場合露出陰部、限制藝術性的呈現或關於陰戶的談話，通常在禁忌下會使得前述行為產生罪惡感或厭惡感。但也有與協忌諱不同的態度，將陰戶視為「身體非常正常的一部分」、神化女陰為生育和生命起源的象徵並與之崇拜。
在中世紀晚期，女陰在以基督教為代表的西方文化中公眾觀感中是正向的。但在現代發生了一些改變，19世紀的維多利亞時代，對女陰的公眾觀感開始普遍轉為負面、敵視的立場。這種狀況在20世紀再次逆轉，隨著1960年代的性解放運動，在社會自由化、女性運動以及對性行為更加放鬆的態度中，外陰再次獲得正面的公眾觀感。

### 藝術文化

#### 古代藝術文化
由於女陰是進行性行為時的可見部位，兼是所有人類的出生之門，所以女陰經常進入到藝術與文化之中，女陰除了被視為一種代表生育的標誌及慾望的象徵，其也被賦予「偉大母親」的意涵。除了許多舊石器時代描繪女性的雕像，在法國楓丹白露洞穴上的石刻中，也都發現被強調的女陰意象（維納斯雕像，Venus figurines）。在某些文化中，女陰也常被視為一種幸運符或是帶有保護力量的護身符。在不同的文化中，可能會出現相同或相似的符號用來代表女陰。對女性生殖器的態度因不同文化而異，舊石器時代歐洲的眾多證據顯示了對女陰一種類似於崇拜態度，它在節日中被崇拜並被認為是神聖的。然而在某些文化中，外陰被視為禁忌並被公眾所隱藏。
2008年9月5日至15日之間在德國施瓦本汝拉的一個菲爾洞窟（Hohle Fels-Höhle）的考古發掘中發現了一個猛獁象象牙雕刻的女子雕像，即所謂的「菲爾洞維納斯」。這個雕像有張開的雙腿，而中間的外陰部被特別強調，這被解讀為「有意識地誇大性特徵。」菲爾洞維納斯是目前發現最古老的維納斯雕像。此外維倫多爾夫的維納斯也是著名的維納斯雕像，由考古學家約瑟夫·松鮑蒂（Josef Szombathy）於1908年在奧地利的維倫多爾夫村（Willendorf）的遺址中發現。
中世紀時的歐洲，出現了一種被稱為「Sheela na Gig」的女性石雕，這種石雕的外陰部通常被雕刻成誇張的過大或敞開狀，一個主要的觀點認為它們被用來抵禦邪靈。這種石雕以愛爾蘭的修道院和城堡的入口之上為多。另一種觀點則認為sheela na gig是分娩時的神聖助手。中世紀中期的教堂外牆也有一些女陰形狀的裝飾。Starr Goode探討了Sheela na gig和Baubo（希臘神話中的一位老婦人）兩種圖像可能含義，她透過數百張照片指出全世界都有反復出現類似的圖像，女性外陰的形象並不是歐洲宗教藝術或建築的特徵，不過在一些女神和女英雄的神話敘事的藝術中找到了相似的圖像，藉由分開她們的大腿來展現「神聖的力量」。她的理論是：「圖像根植於我們的心靈，陰戶圖案可能是人類想像力中宇宙的原始中心。」

到了中世紀晚期的朝聖者的徽章和用具上，也出現了不同樣式的外陰和陰莖圖樣，包括朝聖者斗篷、手部與腿部護具、帽子上都有可能出現女陰的圖樣。這些圖樣的含義與來源已不可考，但它們通常被解釋為朝聖者的傳統遵循、模仿行為以及幸運徽章圖樣。世界各地的古代藝術文化中，女陰也普遍的出現。許多宗教的外陰崇拜的符號也時常融入在藝術品中。

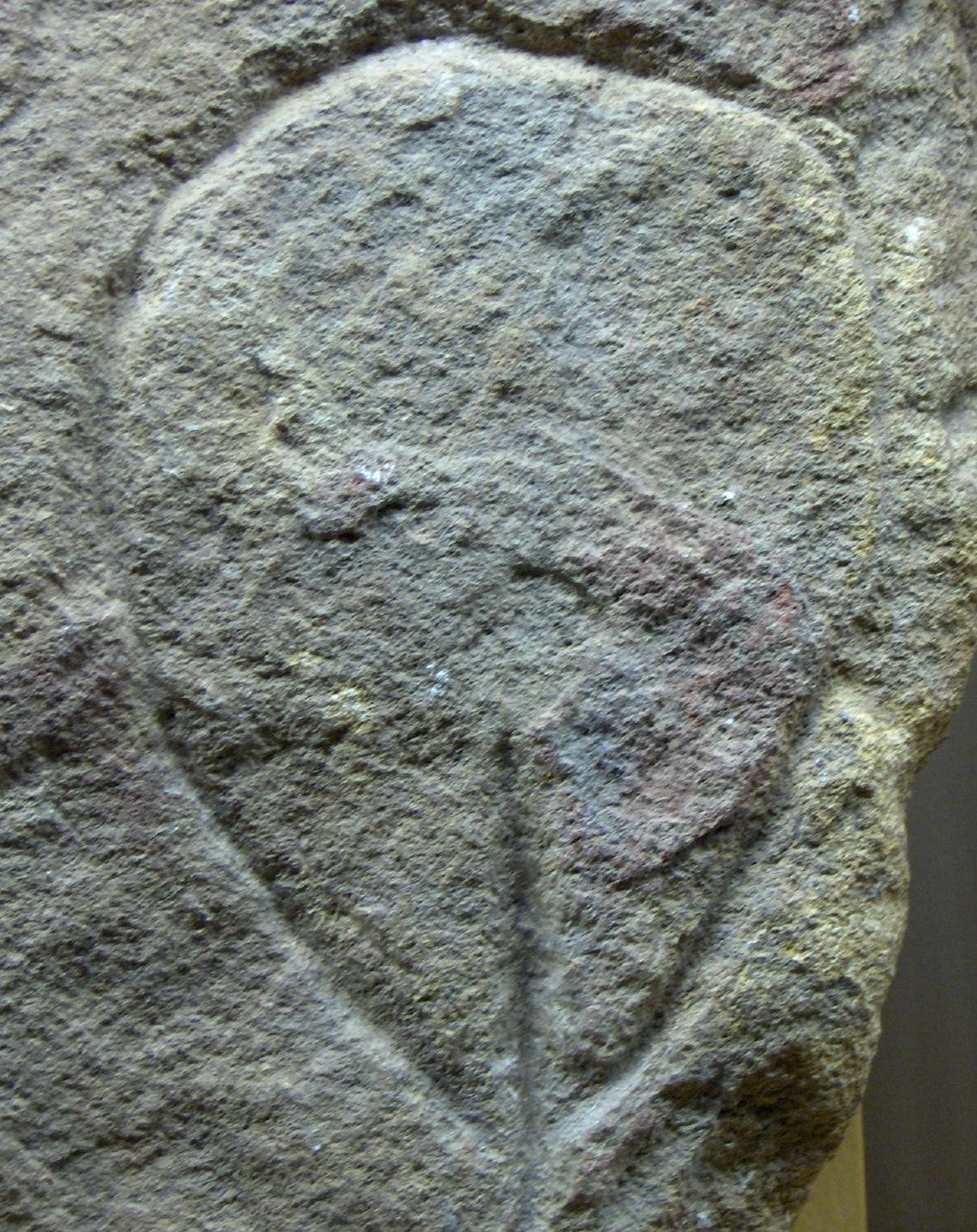
石器時代的外陰石刻
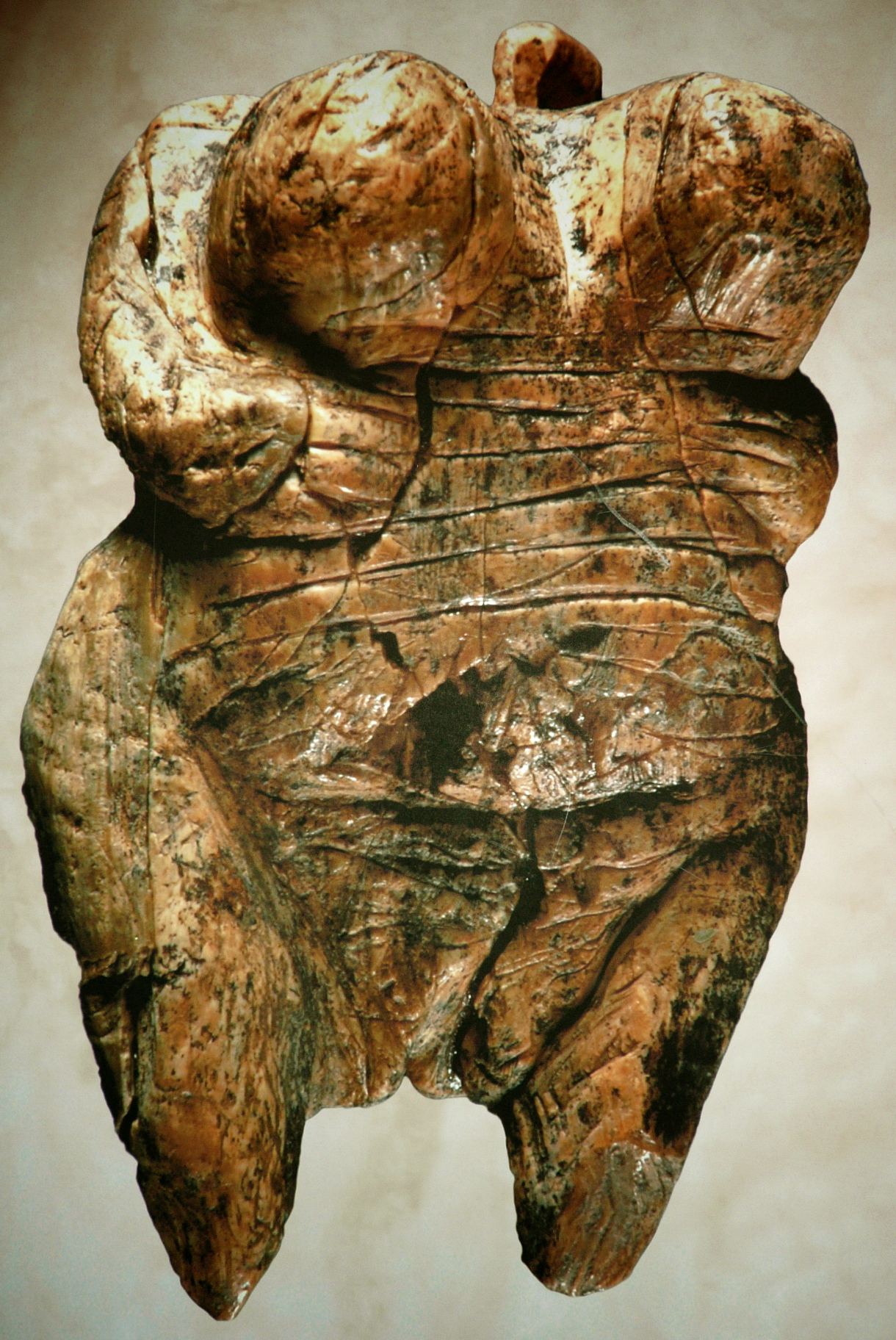
菲爾洞維納斯是目前發現最古老的維納斯雕像
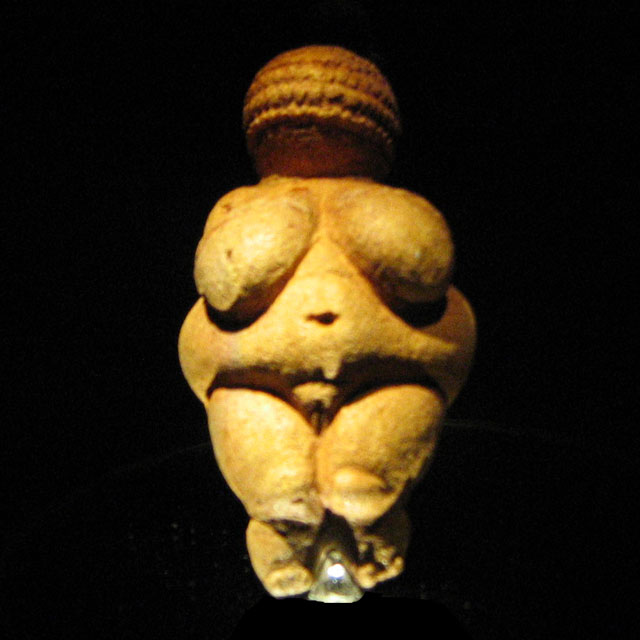
維倫多爾夫的維納斯是在奧地利發現的
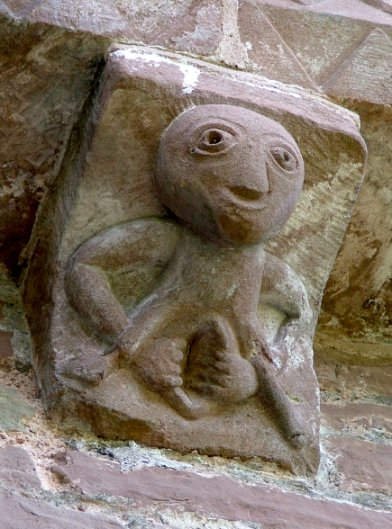
教堂外的Sheela na gig石雕有著誇大的女陰部位
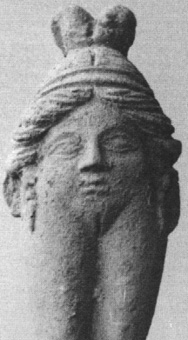
臉位於身體上，同時具有陰裂的Baubo石雕
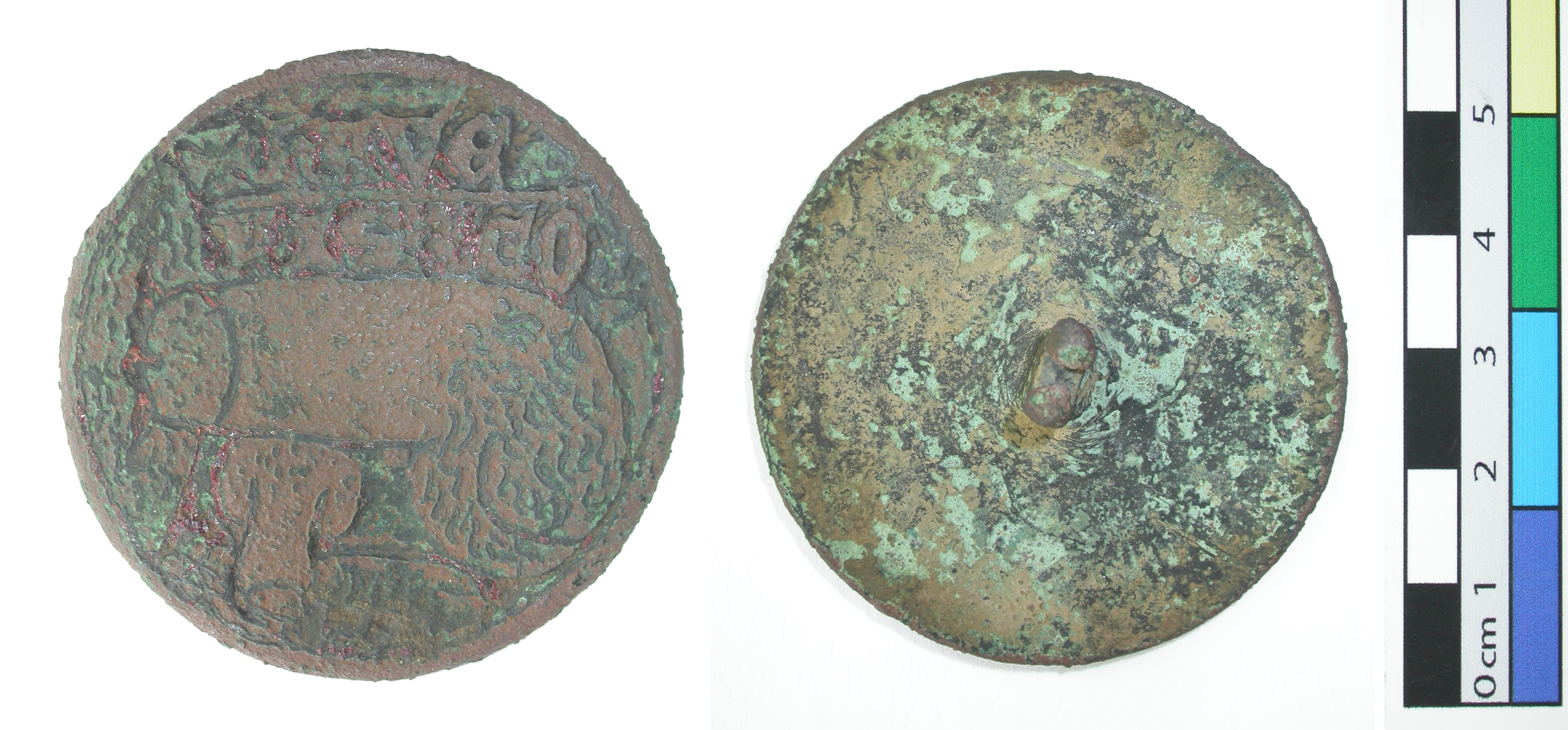
中世紀的小徽章上也有陰莖與女陰的圖像

#### 東方藝術文化
中國文化中有不少春宮圖的作品，包括韓國、越南、印度等東方文化中也都有類似色情繪畫作品，不過大多以男女性行為或是單純的女子裸體圖案為主。日本則有比較明確以生殖器為主題的藝術與生殖器崇拜，大約4000多年前日本就已經生產出具有擴大女陰的生育女神泥人像。神道教中的創造神話將陰莖視為中心，也是日本從8世紀到12世紀平安時代的色情繪畫主要主題。江戶時代和明治時期（17世紀到19世紀），浮世繪對春宮圖非常的寬容，這種日文稱為的浮世繪藝術除了描繪性與色情行為外，也顯示性器官的細節。

隨著日本對西方文化的開放以及引入了西方的道德觀念，在明治時期末代的1910年才將春宮圖的製作發行定為刑事犯罪；直到1986年日本才禁止在公共場合露出陰毛。但是未經審查的春宮圖展覽自1994年以來仍一直存在。

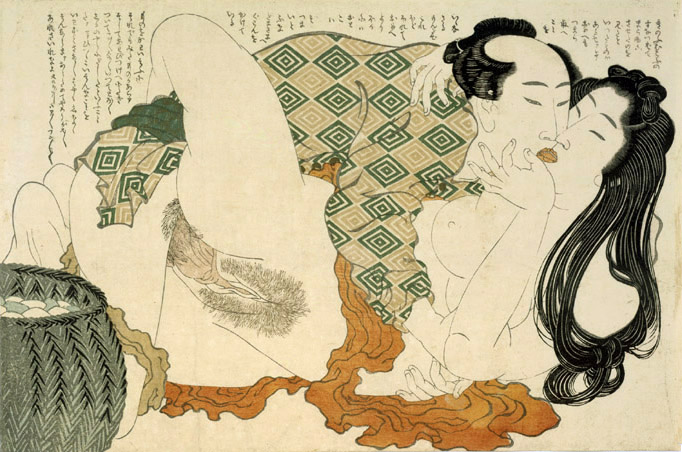
日本春宮圖對性器官有很仔細的描繪（葛飾北齋，1815年）
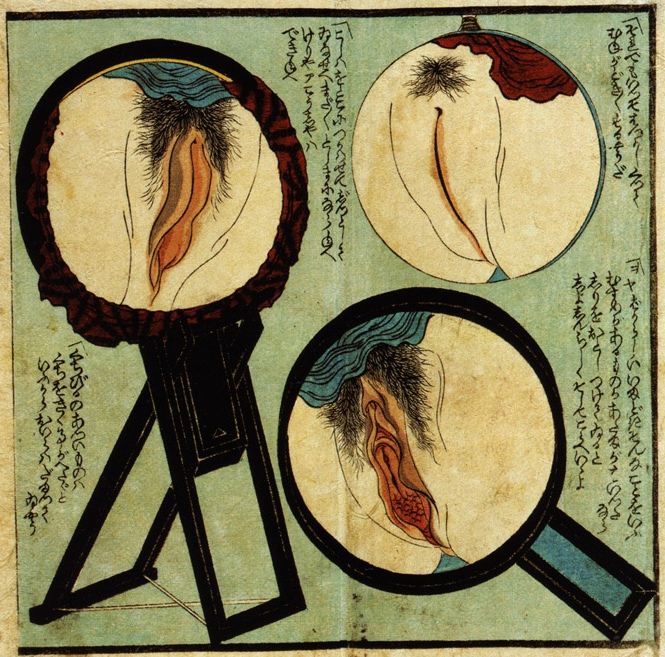
日本浮世繪中有對女陰的描繪（作者未知，1855年）
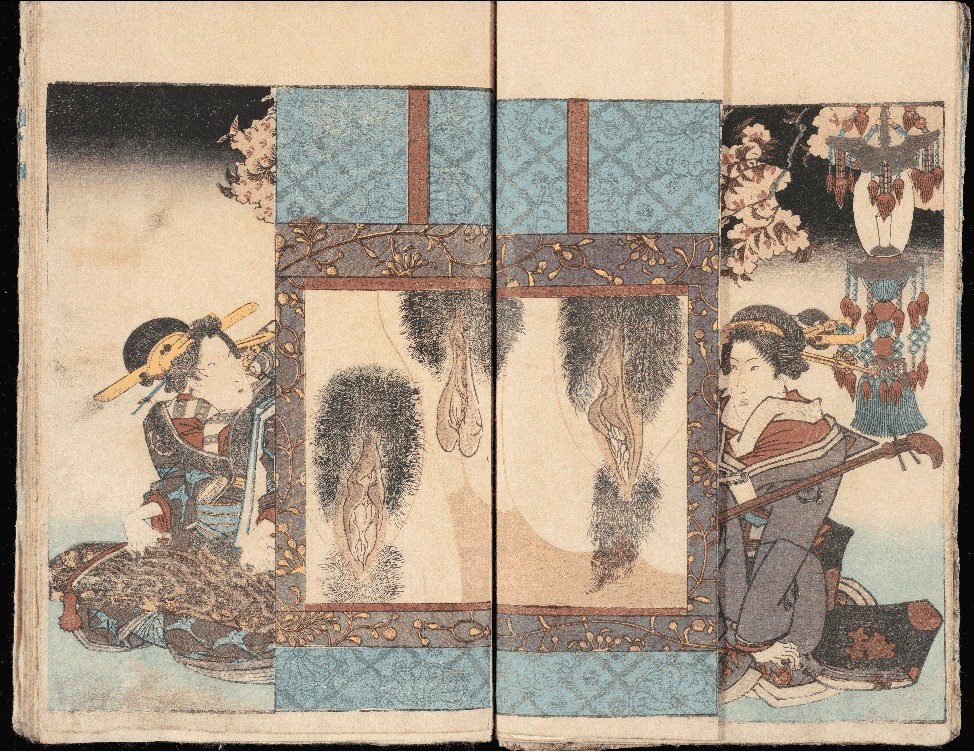
一個春本中仔細描繪女陰的浮世繪（歌川國芳，約1848-1854年間）

#### 20世紀之前的歐洲藝術文化

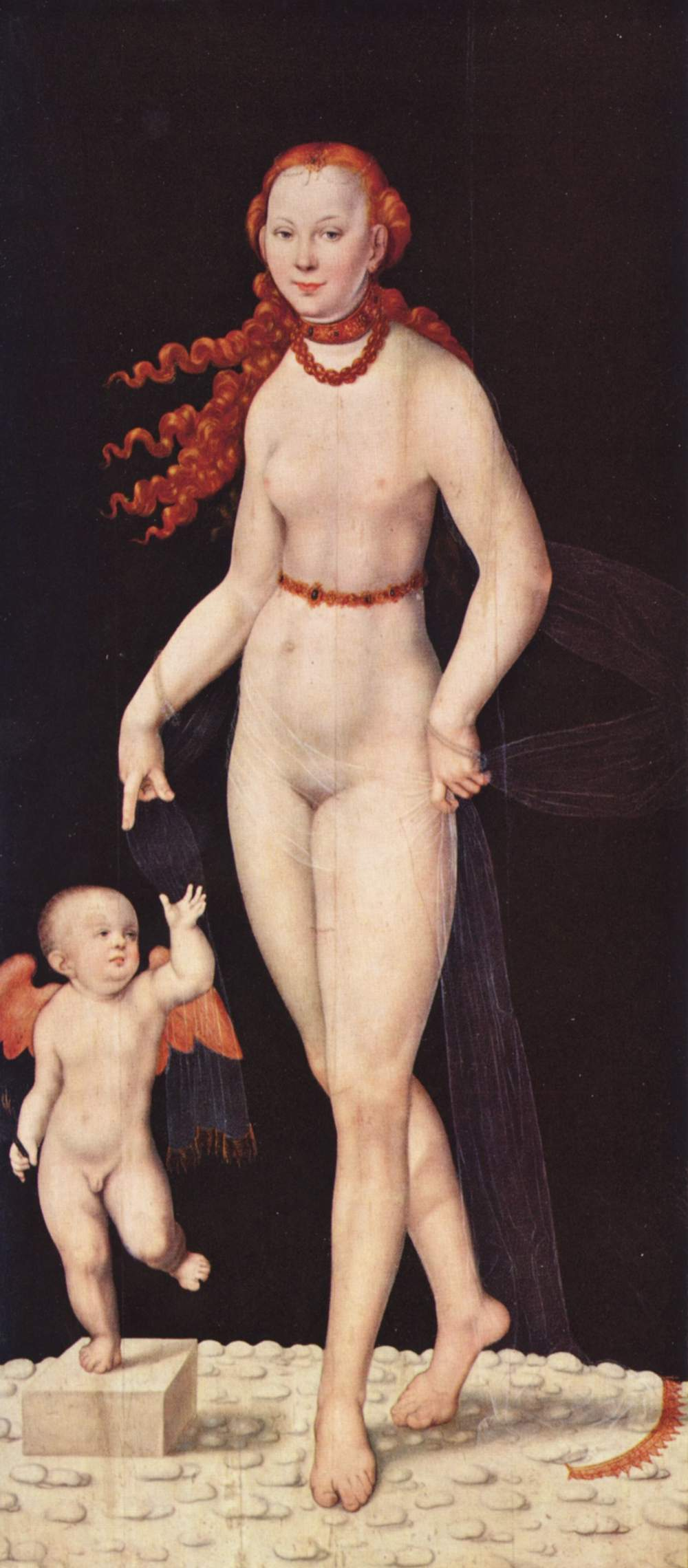
《維納斯與丘比特》小盧卡斯·克拉納赫約在1540年的作品。呈現了陰阜上的陰毛

從古希臘早期開始直到19世紀後期，歐洲藝術文化的繪畫和雕塑基本上會避免外陰出現。特別是古代希臘和羅馬的雕像，只有在描寫色情的瓶畫和壁畫上才會罕見的出現色情描寫。
14世紀到17世紀的文藝復興時期裸體藝術從義大利開始萌芽，並進一步發展。一直到19世紀末，許多的藝術家都有一些裸體藝術作品，包括拉斐爾、提齊安諾·維伽略、詹波隆那、彼得·保羅·魯本斯、讓·奧古斯特·多米尼克·安格爾、尚-李奧·傑洛姆、印象派的艾德加·竇加和皮耶-奧古斯特·雷諾瓦等畫家都確實的在藝術創作中呈現了維納斯山丘（恥丘），不過並沒有呈現細部的解剖特徵。一些例外出現在荷蘭語和德語系的國家，一些藝術家在繪畫、圖形和雕塑中呈現了陰毛和陰裂，像是：揚·范·艾克、小盧卡斯·克拉納赫、漢斯·巴爾東·格里恩、阿爾布雷希特·杜勒等。
藝術家在藝術作品中描繪女陰的主要原因可能是對現實和完整呈現的渴望。舉例來說，聖經中亞當和夏娃的藝術作品通常會以裸體的方式呈現，但是馬利亞則不會。杜勒在《人體比例四書》中呈現了他對女性身形完美比例的觀點。而藝術家不在藝術作品中呈現陰毛以及其他女陰細節的原因也有很多理論，像是德尼·狄德羅和一些學者認為是基於顏色與美學形式的原因；西格蒙德·佛洛伊德等其他學者則認為是基於對女性的恐懼。
在18世紀，有一些鮮為人知的藝術家以色情或是女陰作為創作主題，Eugene Poitevin是一個法國藝術家，他有一些類似春宮圖的色情繪畫作品。Jean-Jacques Lequeu也是法國藝術家，他有一些裸露的人像繪圖作品，也會在一些建築草圖中放入裸體人像，並有一幅描述女陰詳細解剖特徵的繪圖作品生。藝術領域的繪畫中偶爾也會有一些呈現了陰毛的裸體繪圖，像是法蘭西斯科·荷西·德·哥雅-路西恩特斯的繪圖作品《裸體的馬哈》。
而該時期也有一幅後來非常著名的女陰主題藝術創作，即居斯塔夫·庫爾貝的作品《世界的起源》，畫作自1866年來一直為私人蒐藏品，1995年開始在奧賽美術館展出。這幅油畫作品清晰的描繪了女子的軀幹、腿部以及女陰，畫作略帶陰影並有濃厚且色深的陰毛。雖然這張圖片是目前已知最早詳細描繪了外陰的藝術作品，但由於畫作發表時間較晚，對於當時的藝術作品並沒有產生什麼影響。而與同時期的其他藝術家一樣，庫爾貝並沒有在其他裸體藝術創作中詳細描繪外陰。

到了19世紀，以女性裸體模特兒作為範本的繪畫和雕塑開始在藝術院校中變得流行，使藝術家更多的呈現真實的性別形象。但最初主要只出現在初步的底稿和草圖中，正式繪畫和完稿時卻消失了。尤其是讓·奧古斯特·多米尼克·安格爾，他以光滑、大理石般的女性身體形象而聞名，據說在他的草圖中一開始是有腋毛與陰毛的，但在後來的彩繪圖片中並沒有呈現。此外隨著攝影技術的發明，照片開始被作為直接藝術創作，或是繪畫的範本。攝影師納達爾以照片紀錄了一個雌雄同體的外生殖器案例。而包括湯姆·艾金斯、古斯塔夫·卡耶博特都會以攝影術來輔助繪圖。

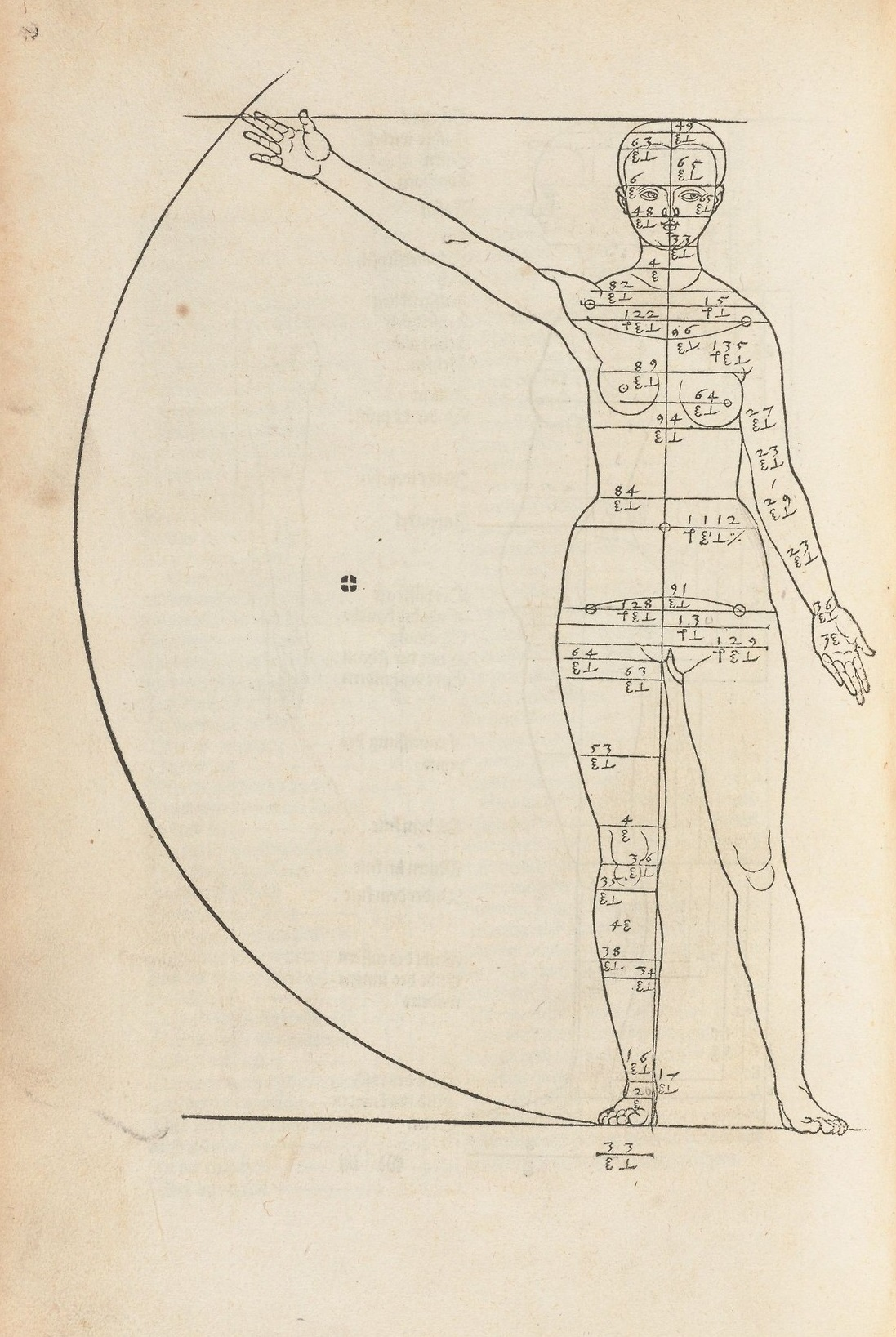
杜勒在《人體比例四書》中所呈現的女性裸體比例圖
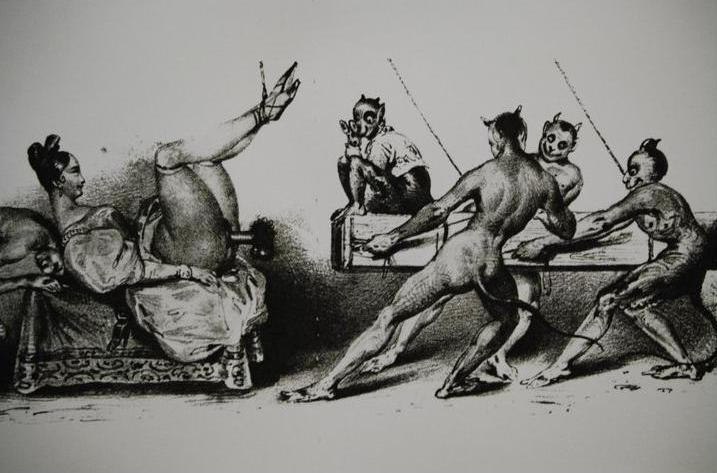
Eugene Poitevin的情色繪圖《Les Diableries Erotiques.（情色惡作劇）》
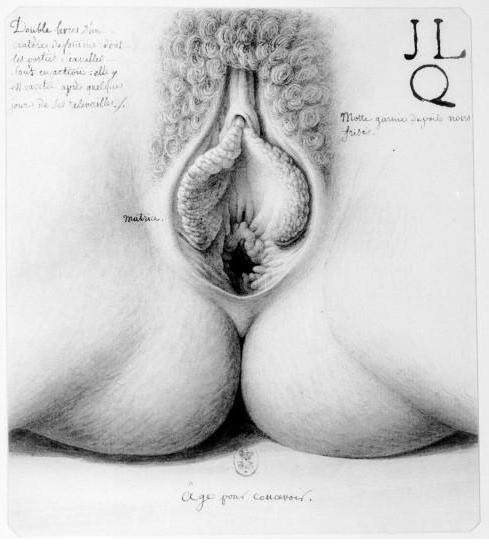
Jean-Jacques Lequeu描繪女陰詳細解剖特徵的繪畫圖紙
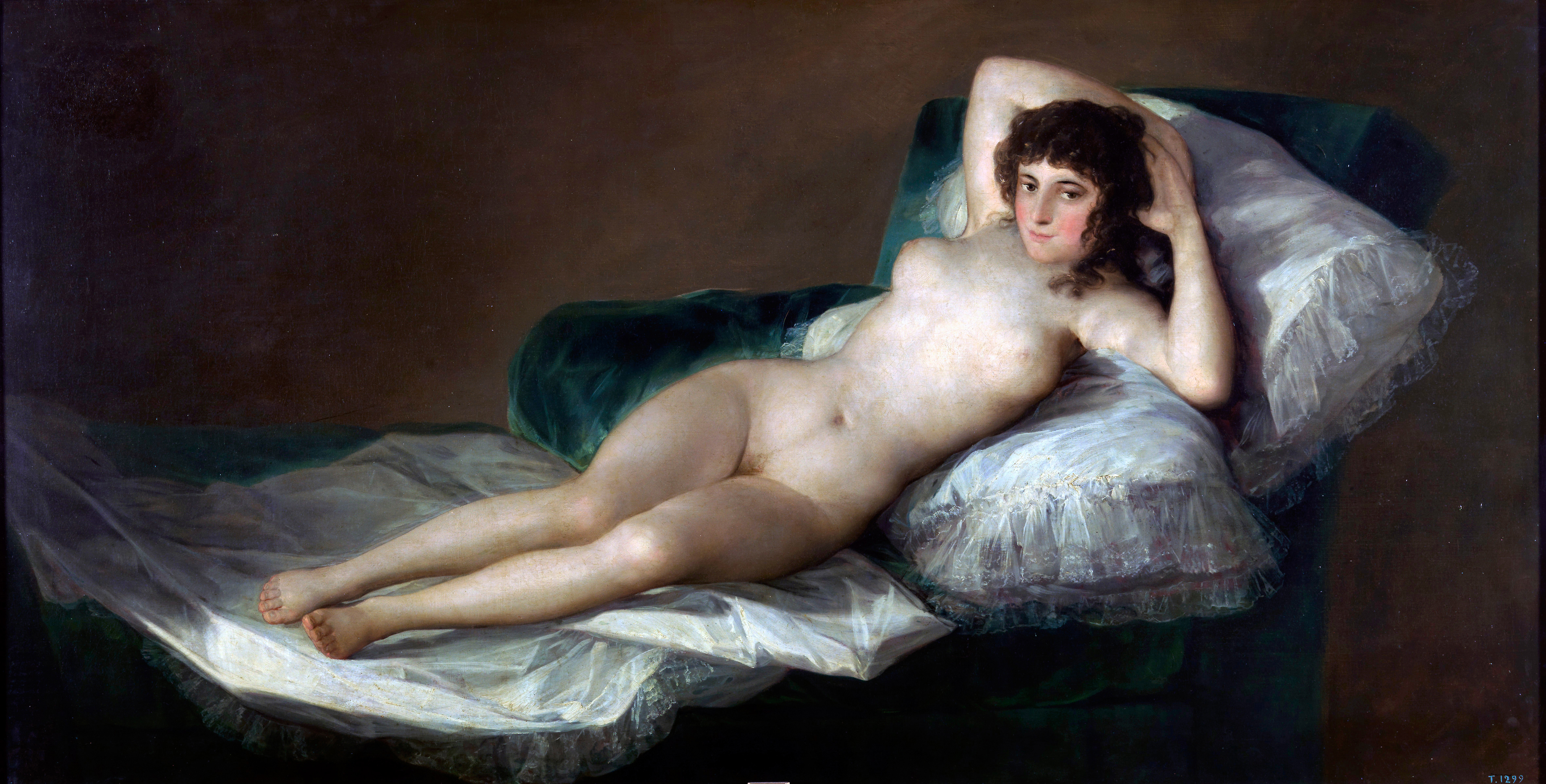
《裸體的馬哈》是一幅呈現了陰毛的藝術畫作
居斯塔夫·庫爾貝《世界的起源》1866年
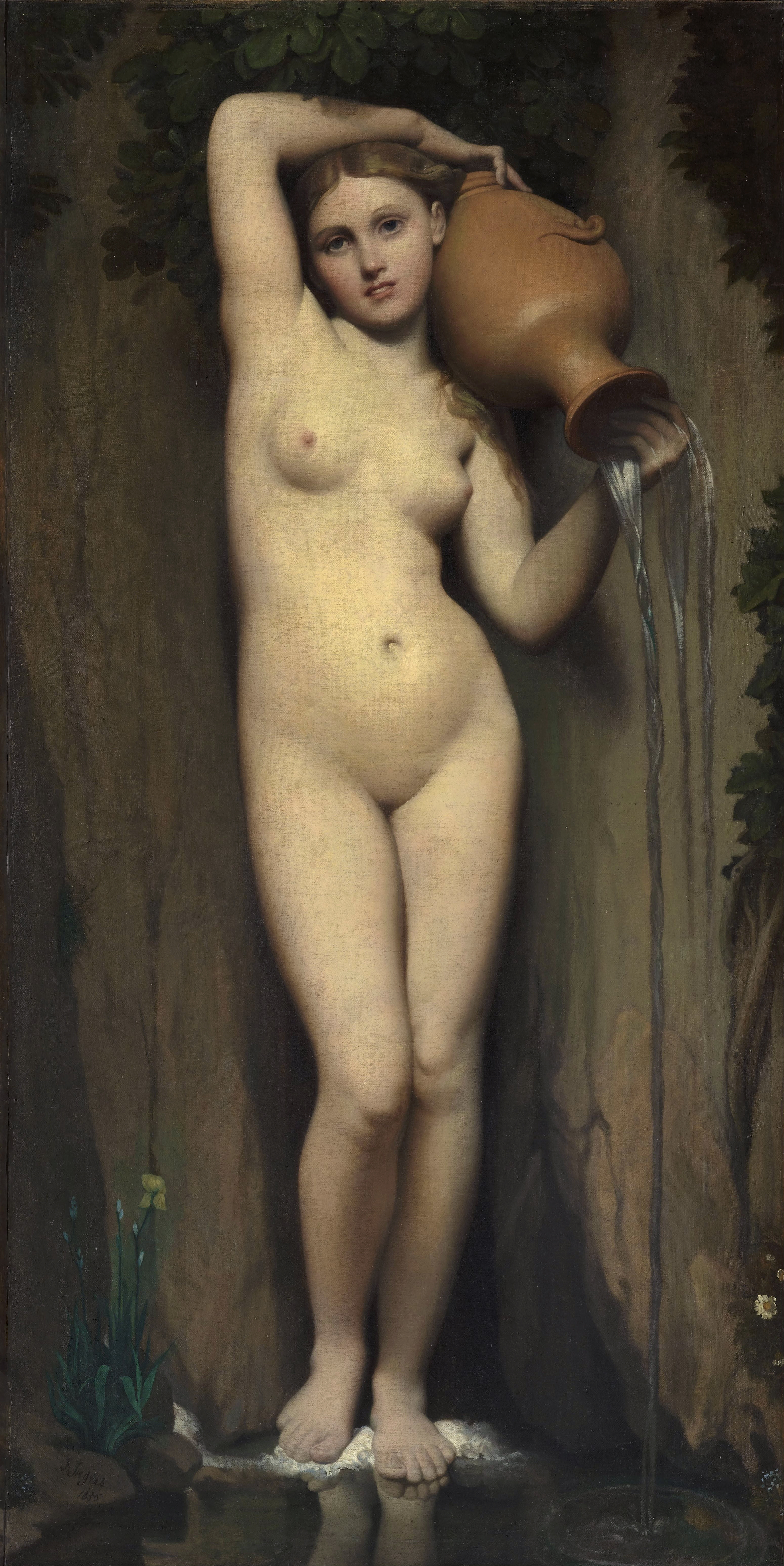
讓·奧古斯特·多米尼克·安格爾《春天》約1820-1856年之間，最終完稿時並沒有顯示腋毛與陰毛
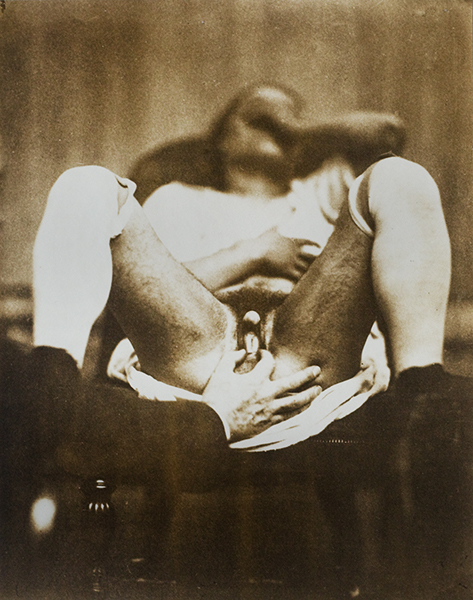
納達爾拍攝的雌雄同體案例，同時具有陰莖與女陰
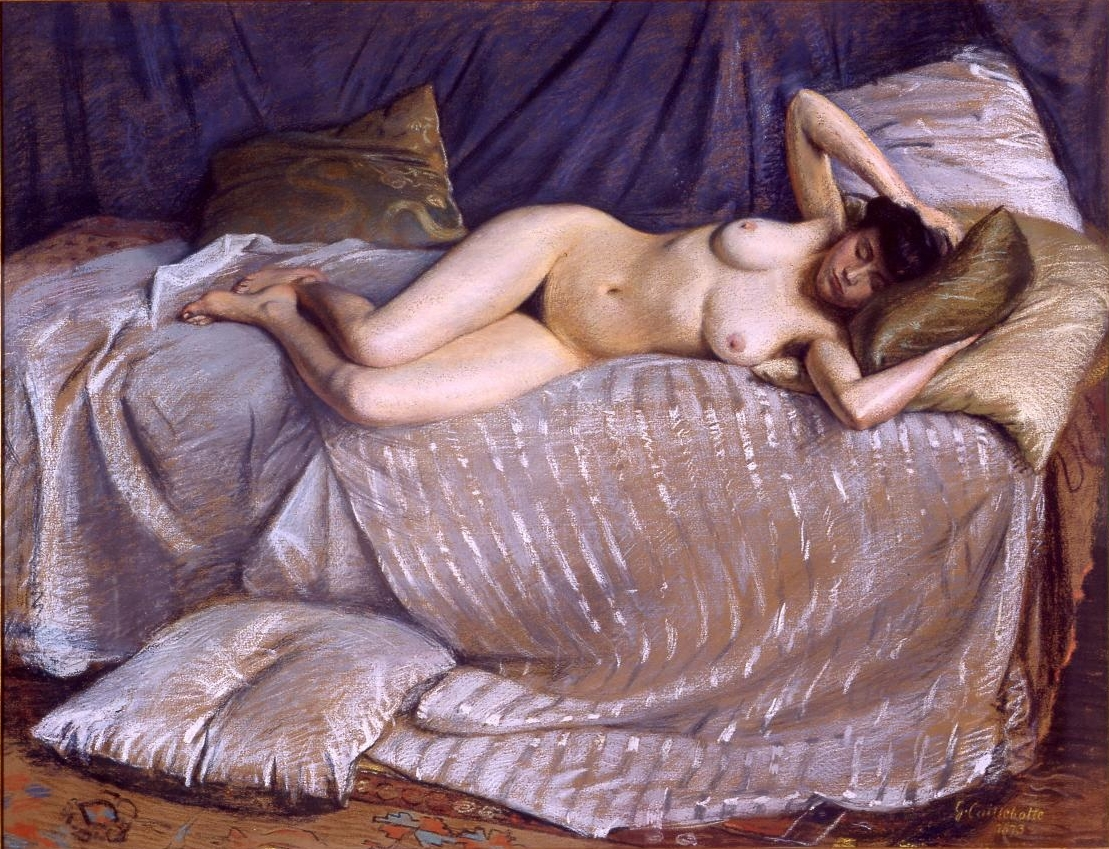
古斯塔夫相當寫實的裸女繪畫，並呈現了陰毛

#### 20世紀的歐洲文化藝術
19世紀末到20世紀初，攝影和電影開始盛行，並且開始有許多裸體照片被散佈，這些照片通常不被視為藝術品，而是色情媒介。只有少數像Philippe Zacharie的作品被視為藝術。詳細描述陰部或陰毛的繪畫仍然令多數人感到不悅，導致在20世紀初時，呈現這些畫面被視為一種違規行為，並引發了一些醜聞。1901年3月，一份維也納分離派的雜誌《骶骨版（Ver Sacrum）》被檢察機關沒收和銷毀，因為它們認為古斯塔夫·克林姆所創作的一些作品「超出了社會所許可的範圍」。他在維也納大學的天花板飾帶設計也被拒絕，因為呈現了一些解剖細節，在當代文獻中克里姆特被稱為醜聞畫家。其他的藝術家也受到製裁，1917年，亞美迪歐·莫迪里安尼舉辦了他一生中唯一的一次的展覽，因為他在作品中展示了陰毛，因此作品也被認為是色情的、不被認可的。

不過到了後來，帶有陰毛的裸體圖案逐漸成為前衛藝術家的象徵，並成為了眾人矚目的焦點，那種以沒有陰毛及其它細節的隱晦式外陰表示方法從20世紀的現代藝術中完全消失。特別是畢卡索、埃貢·席勒和乔治·格罗兹把女男生殖器突出的表現方式成為了裸體藝術的最尖端，並開始被社會所接受。許多藝術家都有以女陰、陰莖或是性行為為主題的藝術作品，包括巴爾蒂斯，杜尚和安德烈·馬森（André Masson）、羅伯特·梅普爾索普、曼·雷、赫爾穆特·牛頓（Helmut Newton）、傑夫·昆斯、葛哈·李希特、郝文、皮爾·克洛索斯基（Pierre Klossowski）以及日本的荒木經惟等畫家、攝影師或是藝術家，其中其他許多人至今日仍在繼續創作。

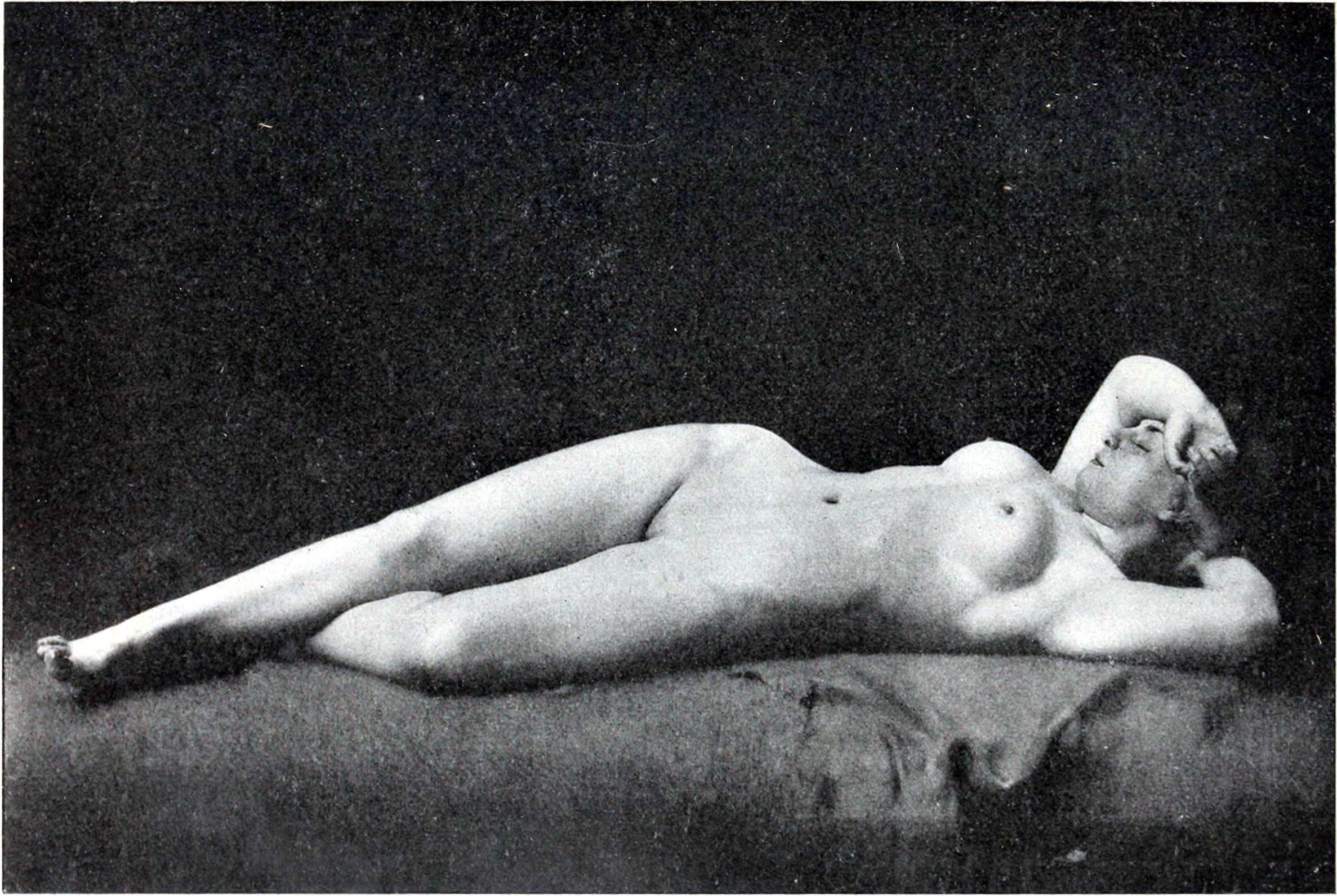
Philippe Zacharie《睡覺的女人》1902年
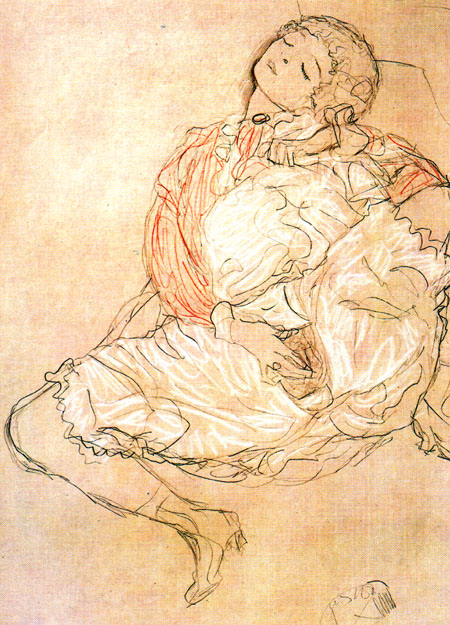
克林姆《Mulher sentada》, (1916)
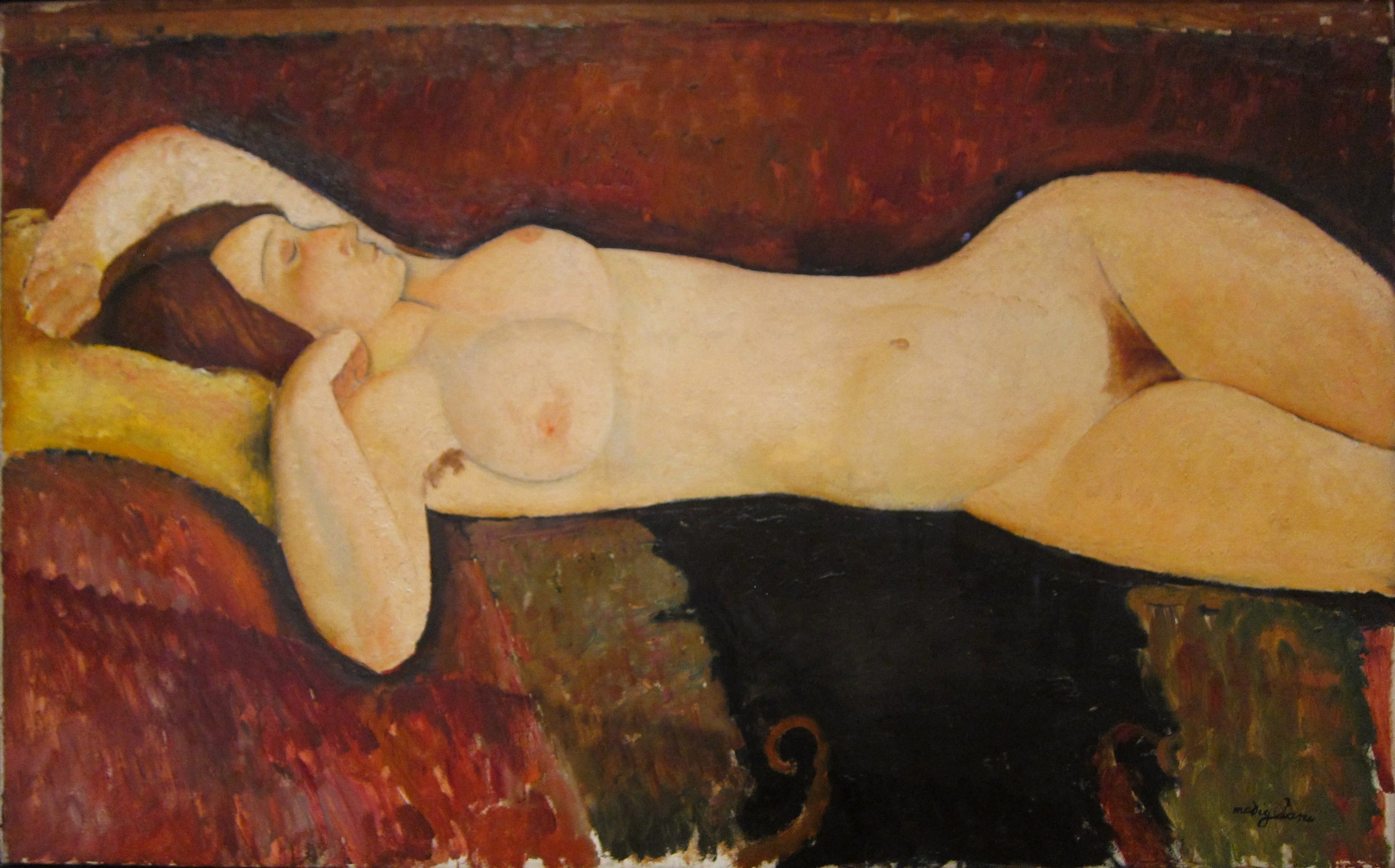
莫迪里安尼《大裸婦》1917年，展示了陰毛
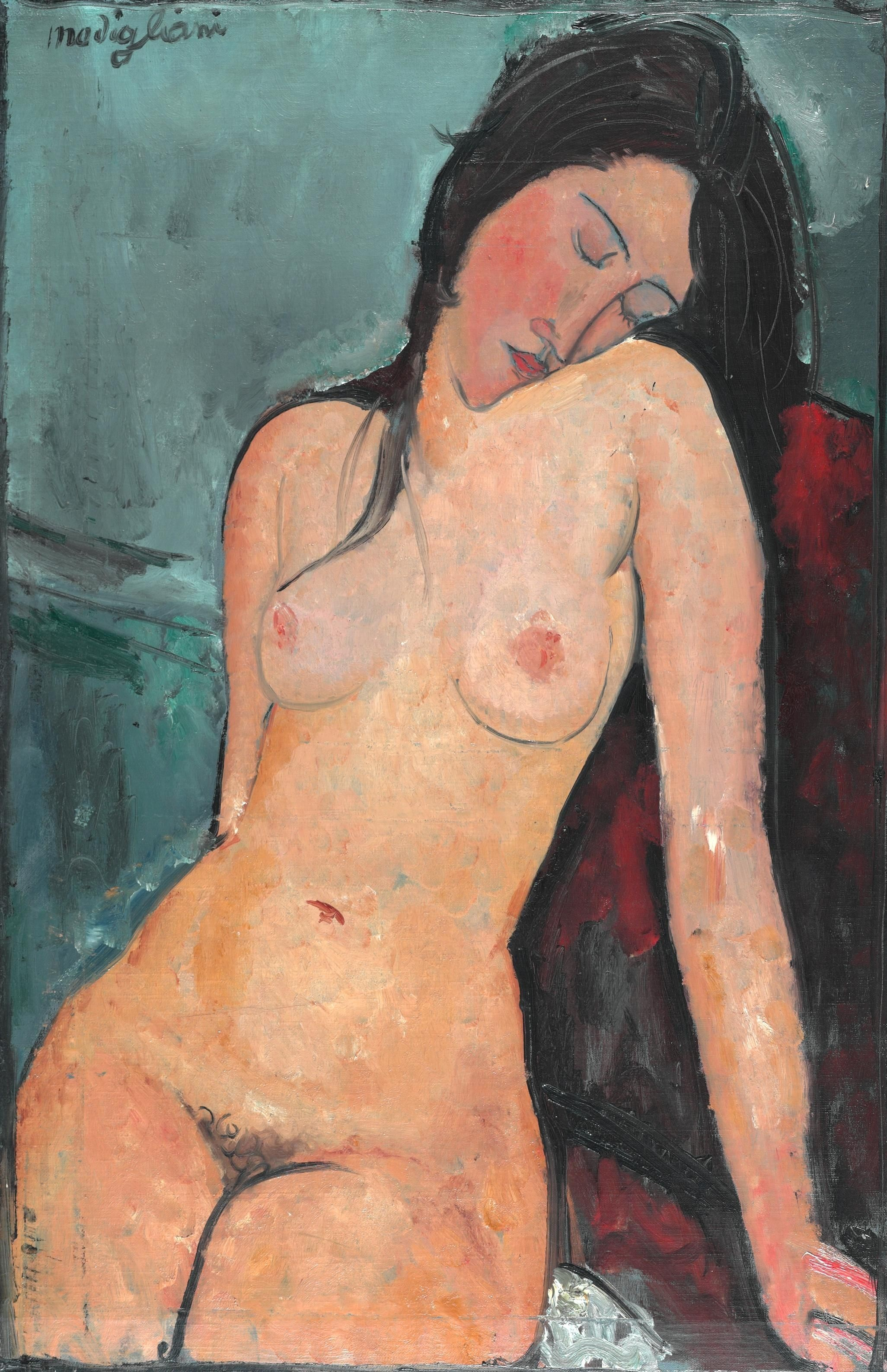
莫迪里安尼《坐著的行為》1916年。展示了陰毛
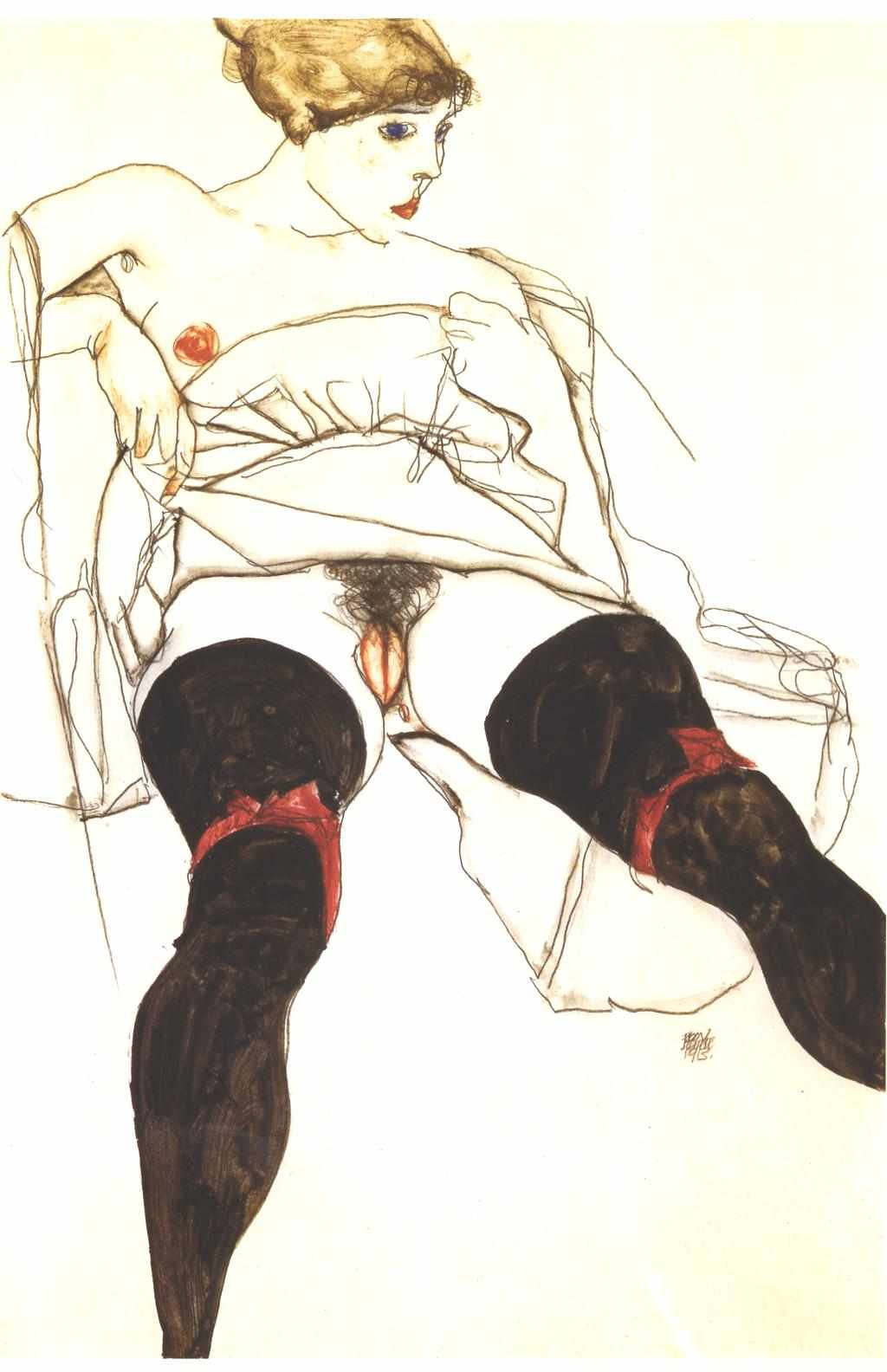
埃貢·席勒《黑色絲襪的女人》1913年
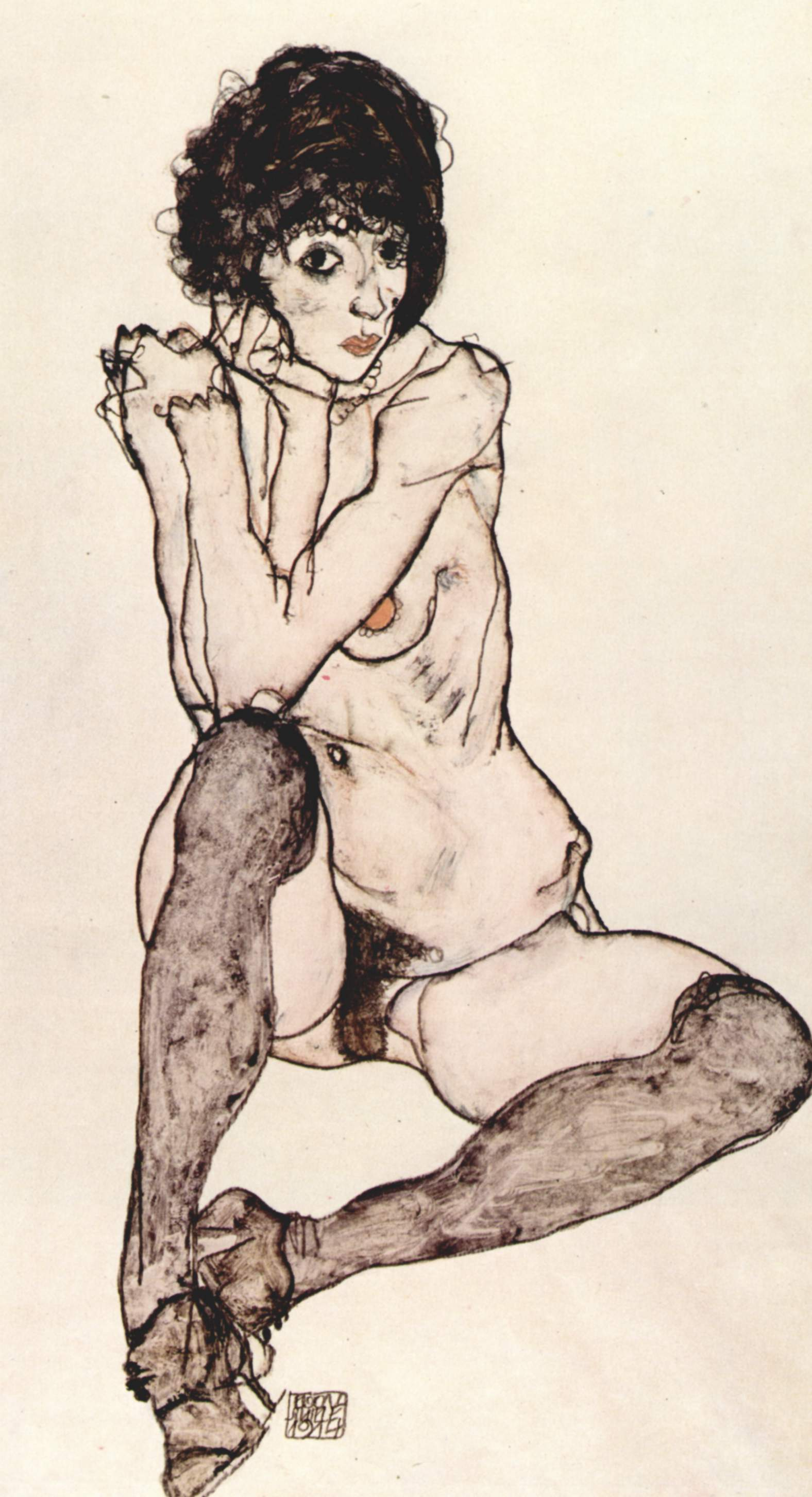
埃貢·席勒《裸體的女人》1914年
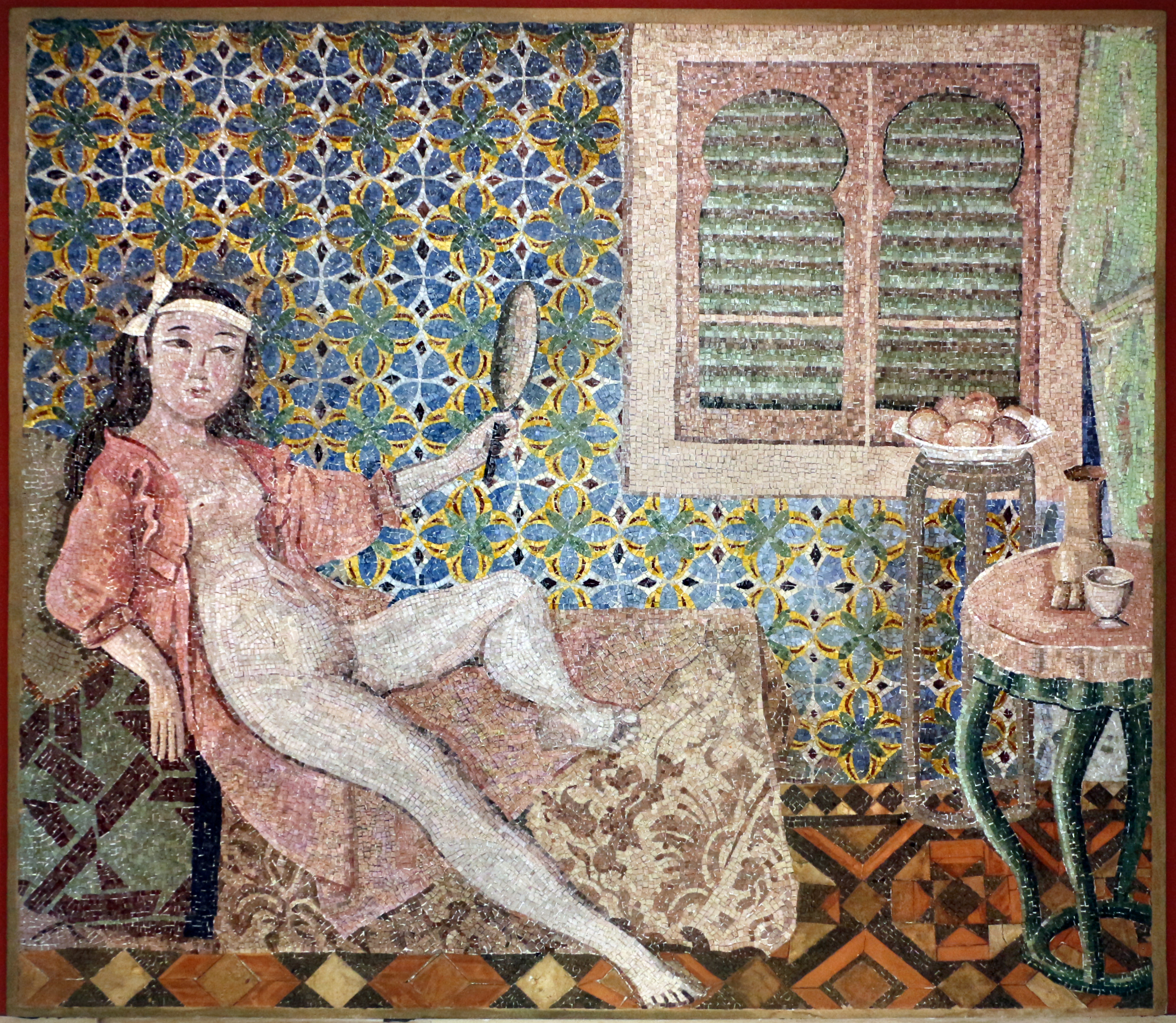
巴爾蒂斯《土耳其房間》1994-95間，馬賽克作品

#### 當代藝術
外陰圖像可以在許多種類的當代藝術中找到，特別是隨著禁忌的減退在裸體和色情攝影中出現。也自由的進入了人像攝影中，像是已經有婦女全身、包括她們的臉部和外陰影像的攝影圖輯，以及女性臉部與外陰同時陳列的攝影圖輯出版。女陰也開始在女權主義藝術中作為一個突出的角色，並作為解放女性性慾的象徵。
在喬治亞·歐姬芙和朱迪·芝加哥的作品中，女陰也被描繪成與花卉或蝴蝶有關的圖案。特別是朱迪芝加哥的《晚宴（The Dinner Party）》，這是一個以餐桌為主題的裝置藝術，而每一個餐盤內的食物都以女陰的樣貌呈現。Zoe Leonard在卡塞爾文獻展IX中將女陰的圖像放置在巴洛克時期肖像畫旁象徵與之對抗。妮基·桑法勒與尚·丁格利等其他藝術家在斯德哥爾摩當代美術館設置了一個叫做《她–一座大教堂（Hon – en katedral）》的藝術裝置，是一個以開腿孕婦為意象的創作，並且人們可以從她的陰戶進入。辛迪·雪曼只用了模特兒假肢和蒙太奇蒙太奇的方式創做她的《性圖片（Sex Pictures）》系列。奧地利藝術家Valie Export呈現了一個叫做《運動褲：生殖器恐慌（Aktionshose：Genitalpanik）》的表演藝術，她穿著了開檔的運動褲、裸露陰戶到了電影院座位的前排。另外諸如Carolee Schneemann、Hannah Wilke、Marina Abramović、Chloe Piene與Annie Sprinkle gehören等藝術家都有在這個背景下的創作。
此外，一項奧地利藝術家Kerstin Rajnar發起的網路媒體藝術《陰道博物館（Vaginamuseum）》也值得一提，這個項目是一個蒐集女性生殖器藝術資料的網路資料庫。
日本藝術家五十嵐惠，又稱爛貨子，她進行了一項以3D建模掃描陰戶並發送給投資者的項目，2015年4月她以淫穢的罪名在東京被逮捕。她主要的創作重點是以外陰為主題在繪畫和藝術作品，並使用模具製作她自己的外陰3D立體模型，希望揭開女性生殖器的神秘面紗。
其它一些關於女陰的當代藝術作品請參閱下面圖庫：

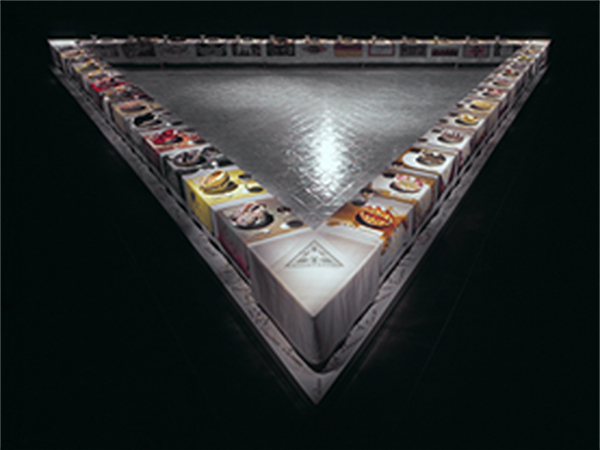
朱迪芝加哥《晚宴》1974-1979
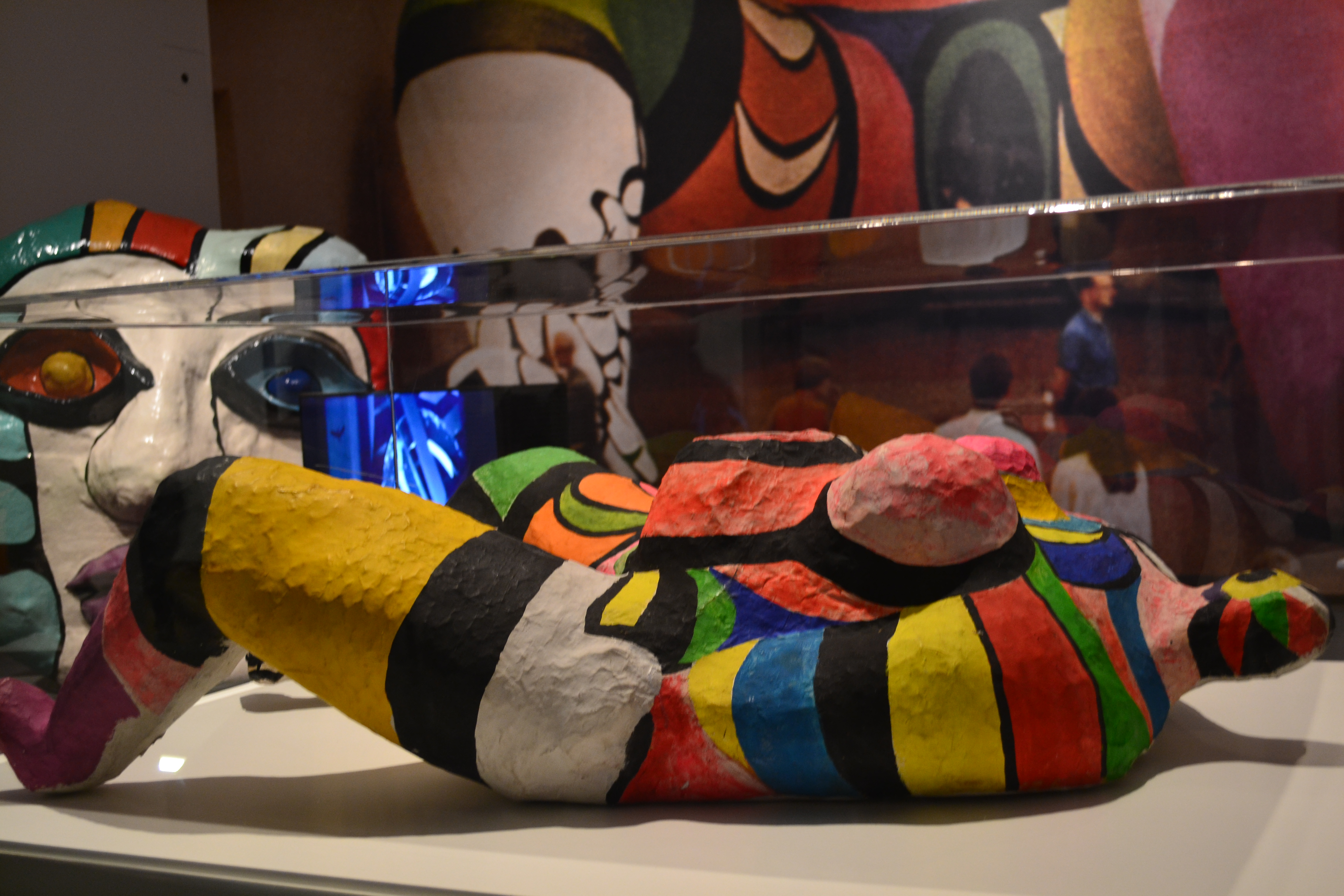
《她–一座大教堂》的微縮模型，此為側面
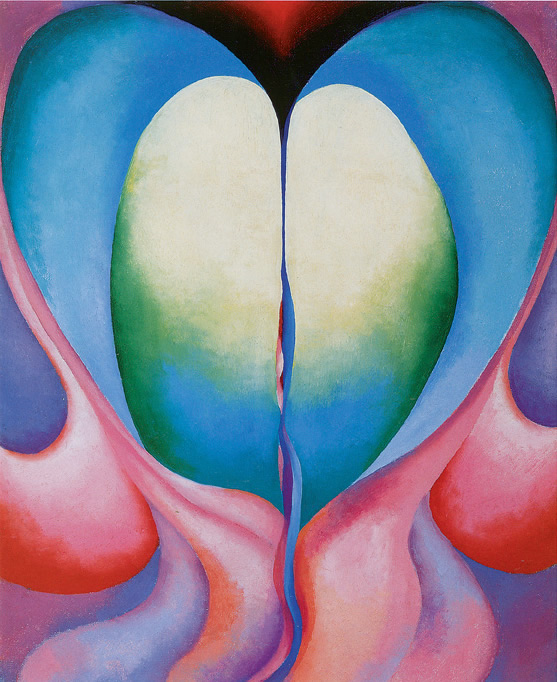
Georgia O'Keeffe《Series 1, No. 8》
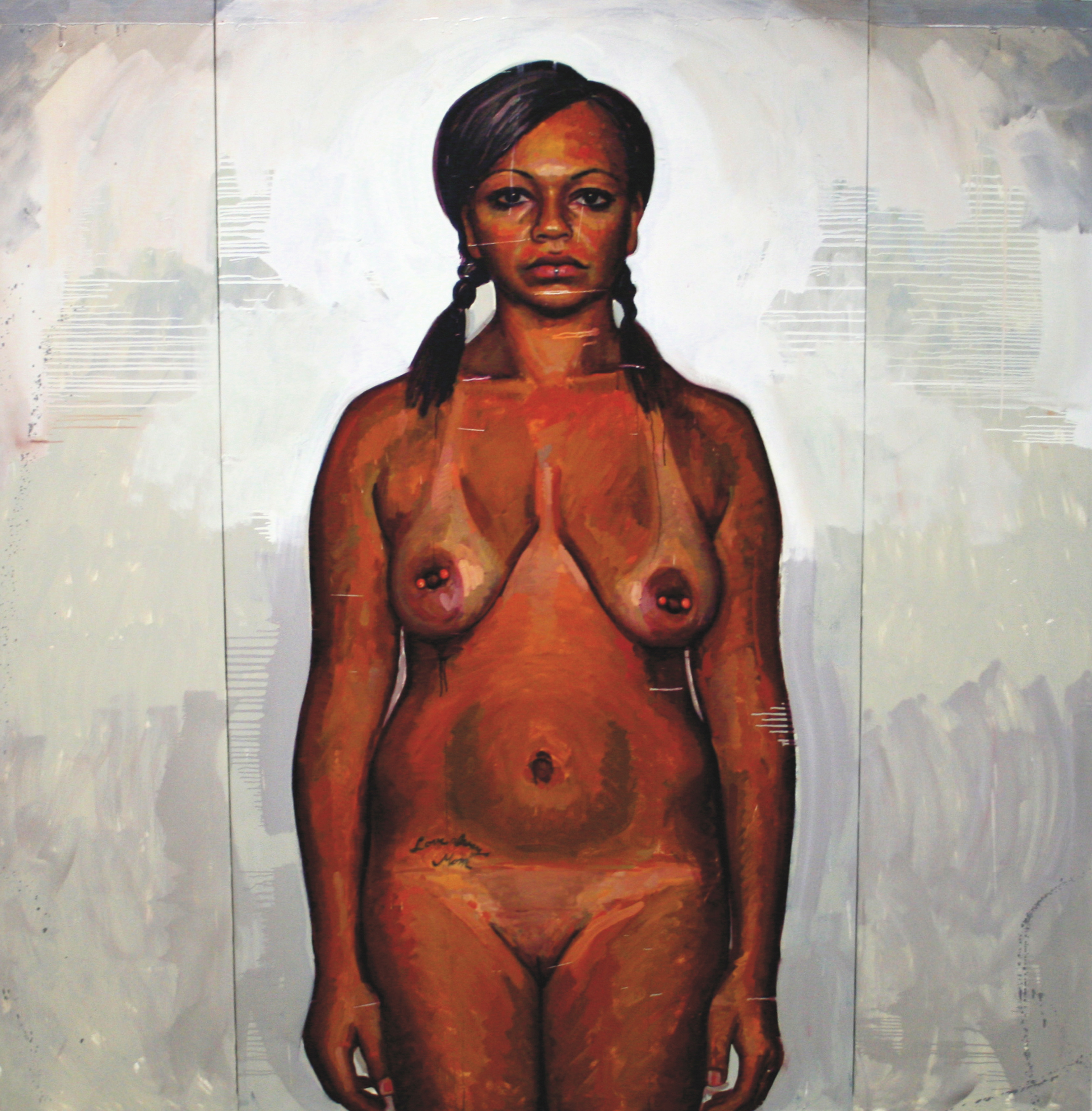
Matthew Cherry《印第安那州的艾蜜莉》2008年
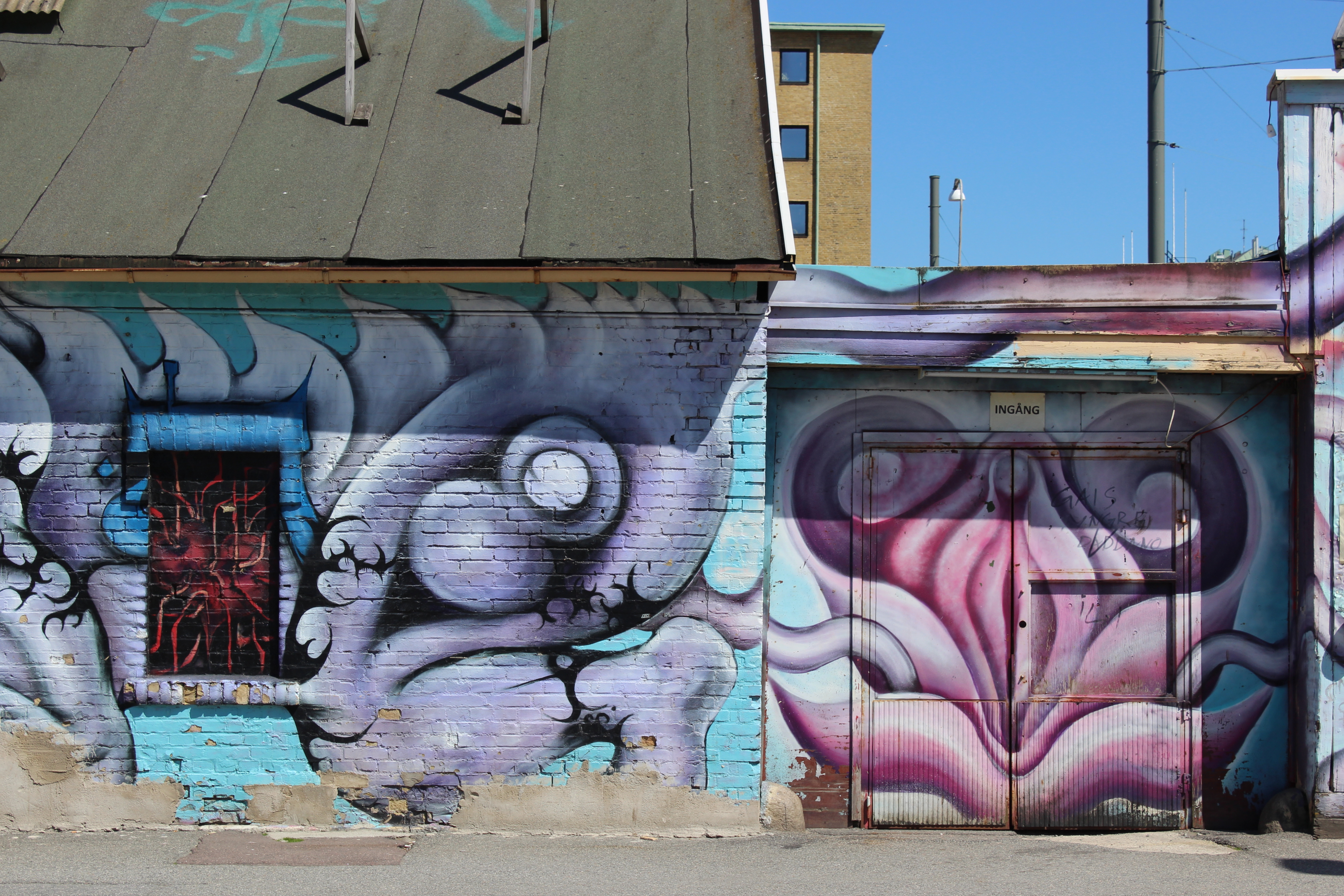
一個在哥德堡的女陰街頭塗鴉，2012年
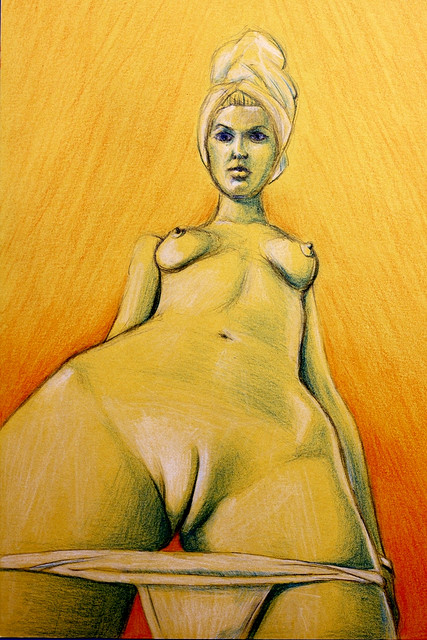
Jelle:《威倫多夫二世（Willendorf II）》 2009年
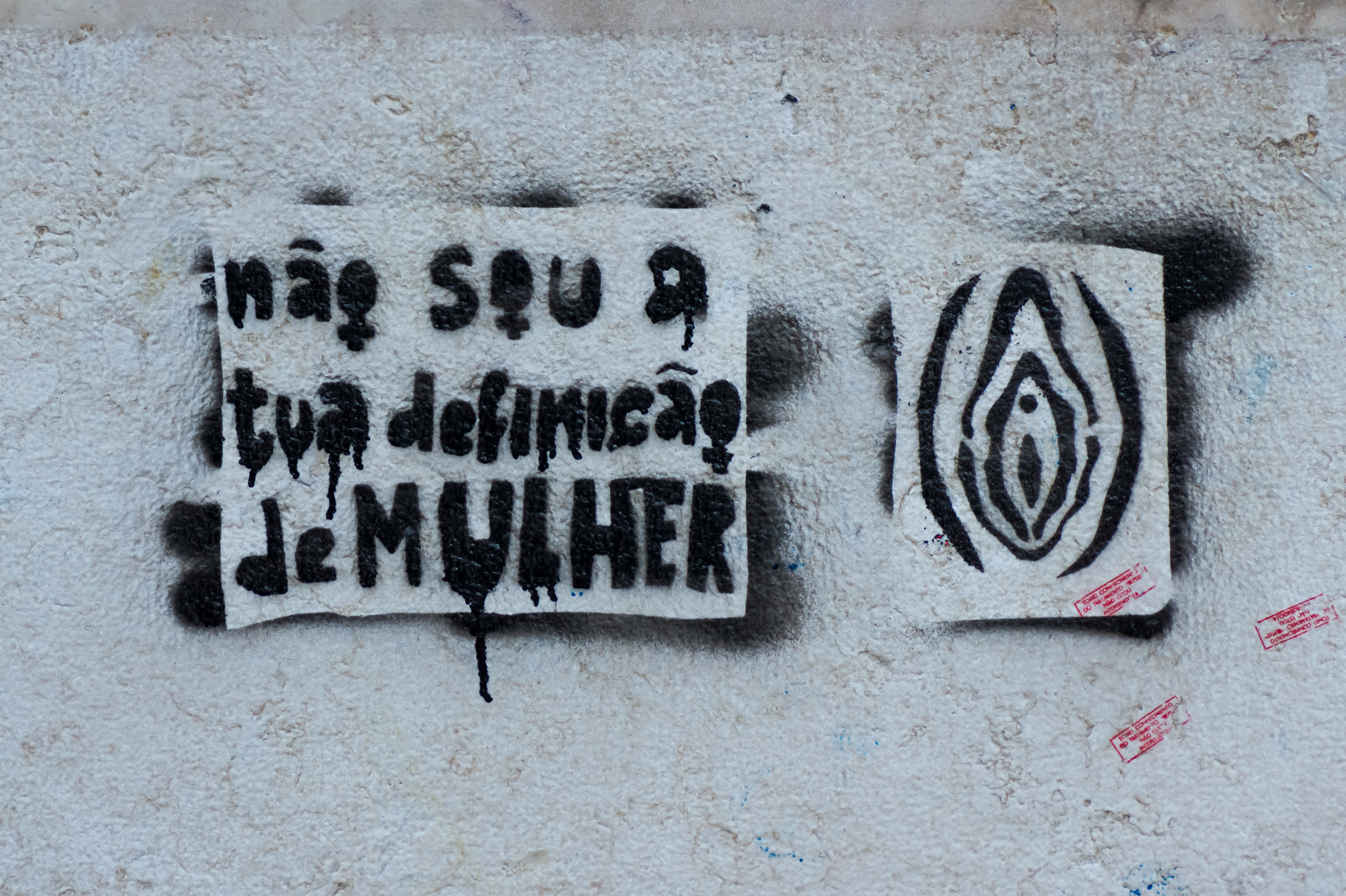
一個在里斯本的女權主義模版噴漆，2013年
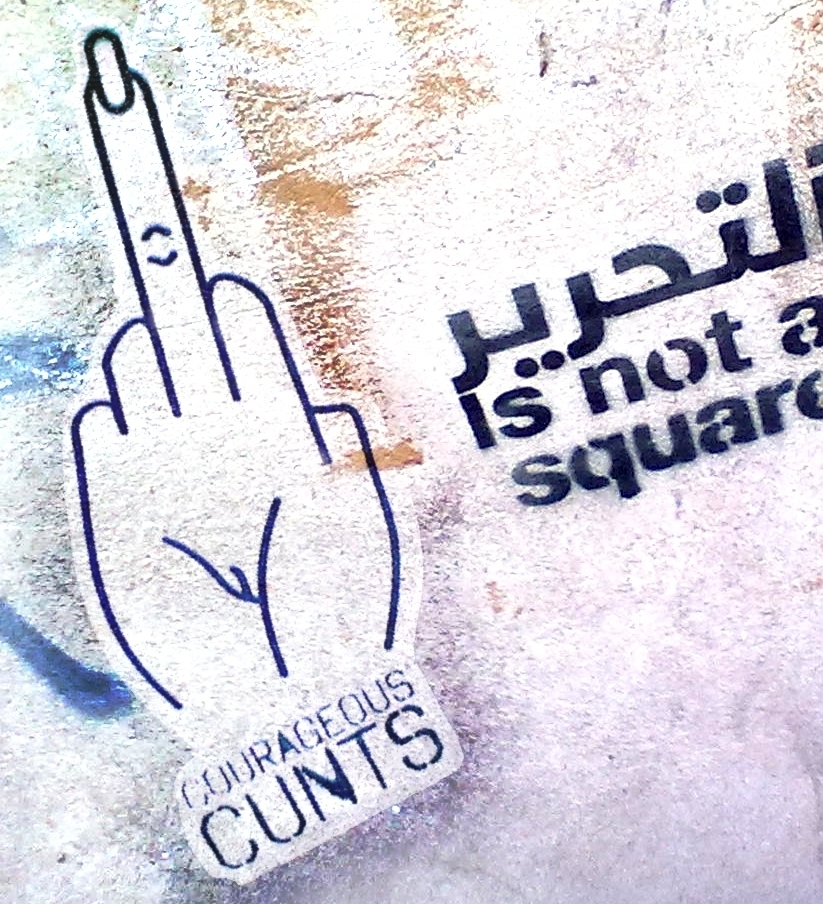
《勇敢的屄（Courageous Cunts）》模版噴漆
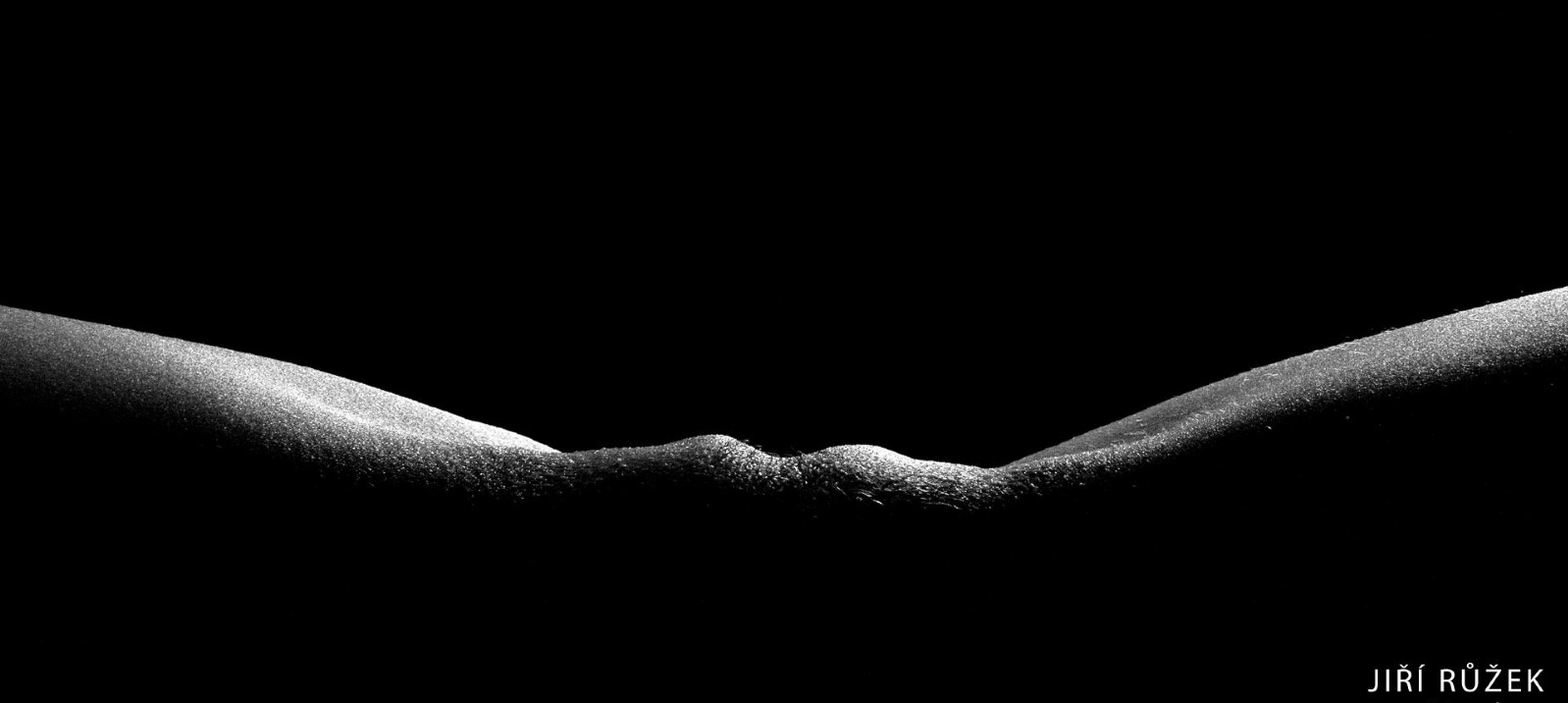
伊日·魯熱克《捷克中央山脈》2006年
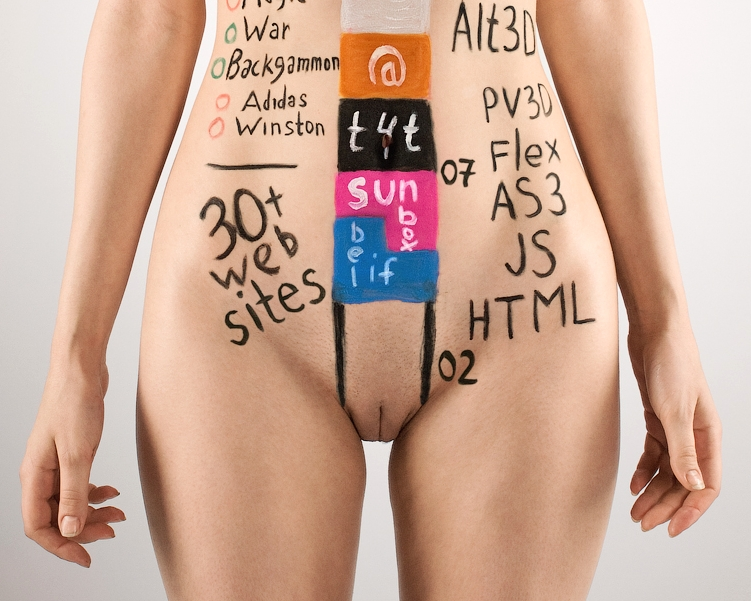
Exey Panteleev《簡歷（Curriculum vitae，CV）》2011年
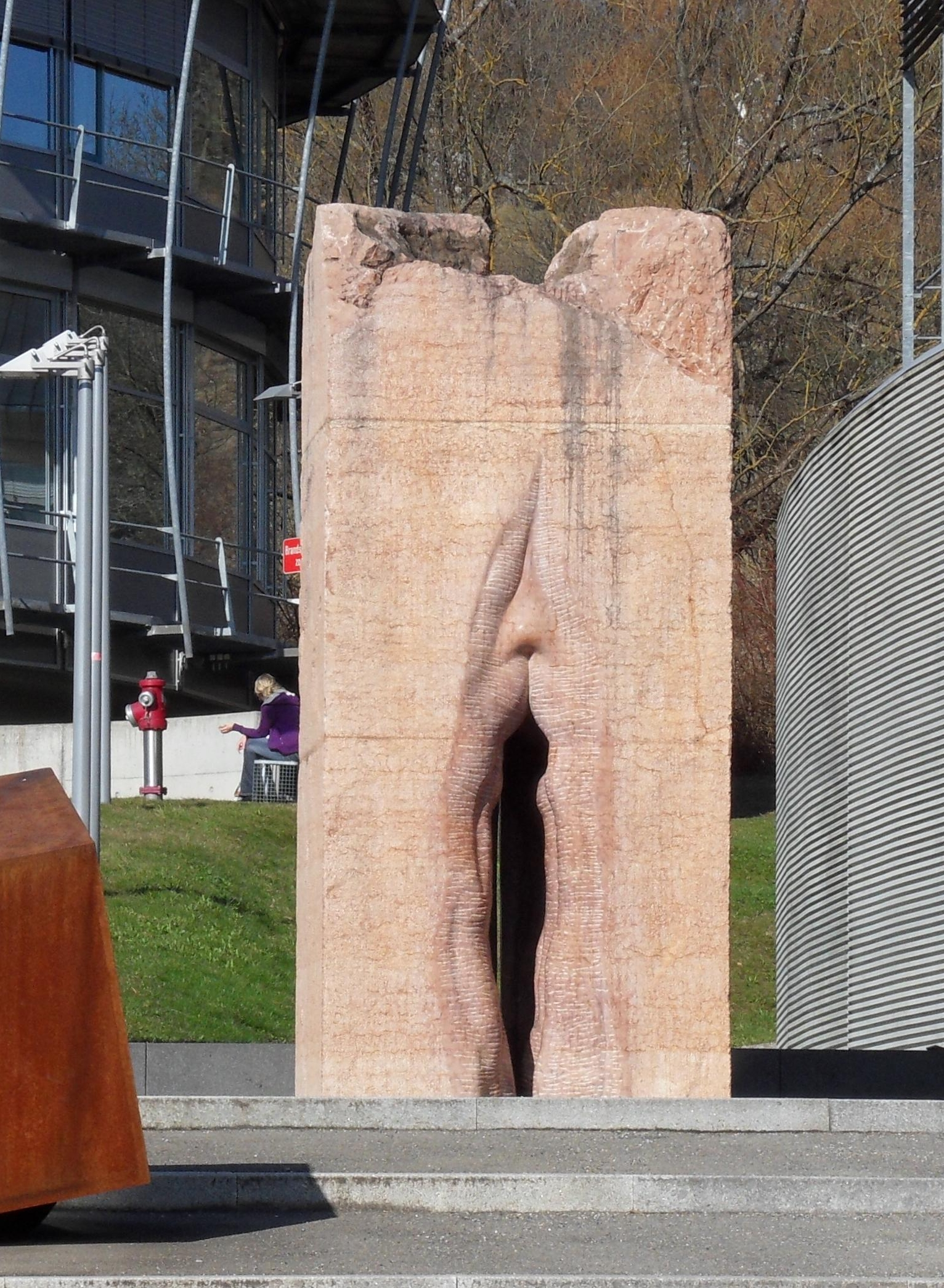
費爾南多·德·拉·哈拉《Pi-Chacán》2001年
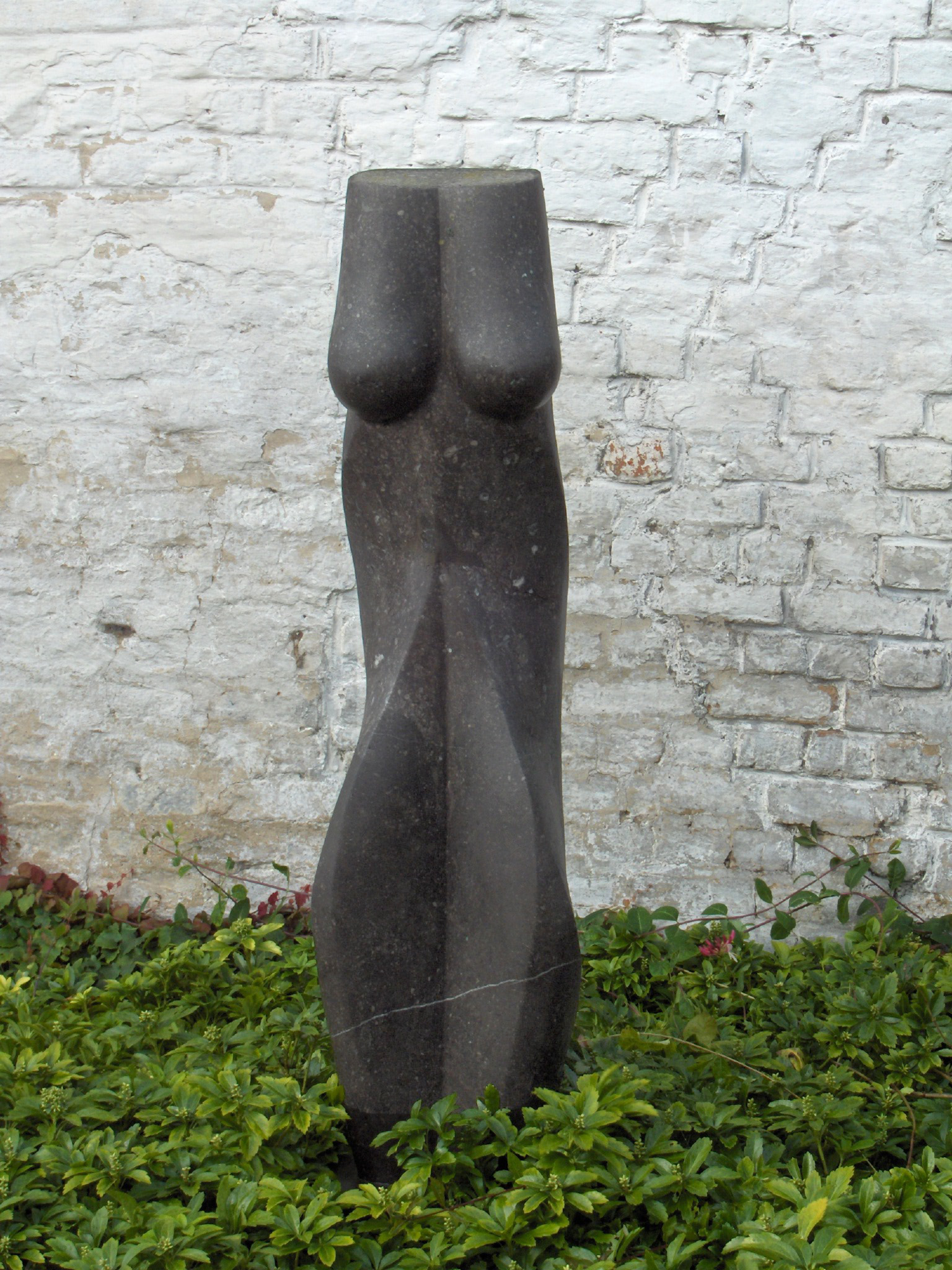
Paul Baeteman《風格化的婦女外陰（Frau mit stilisierter Vulva）》2005年
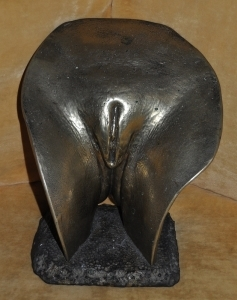
Cornelius Richter《Vulva D'oro》2011年
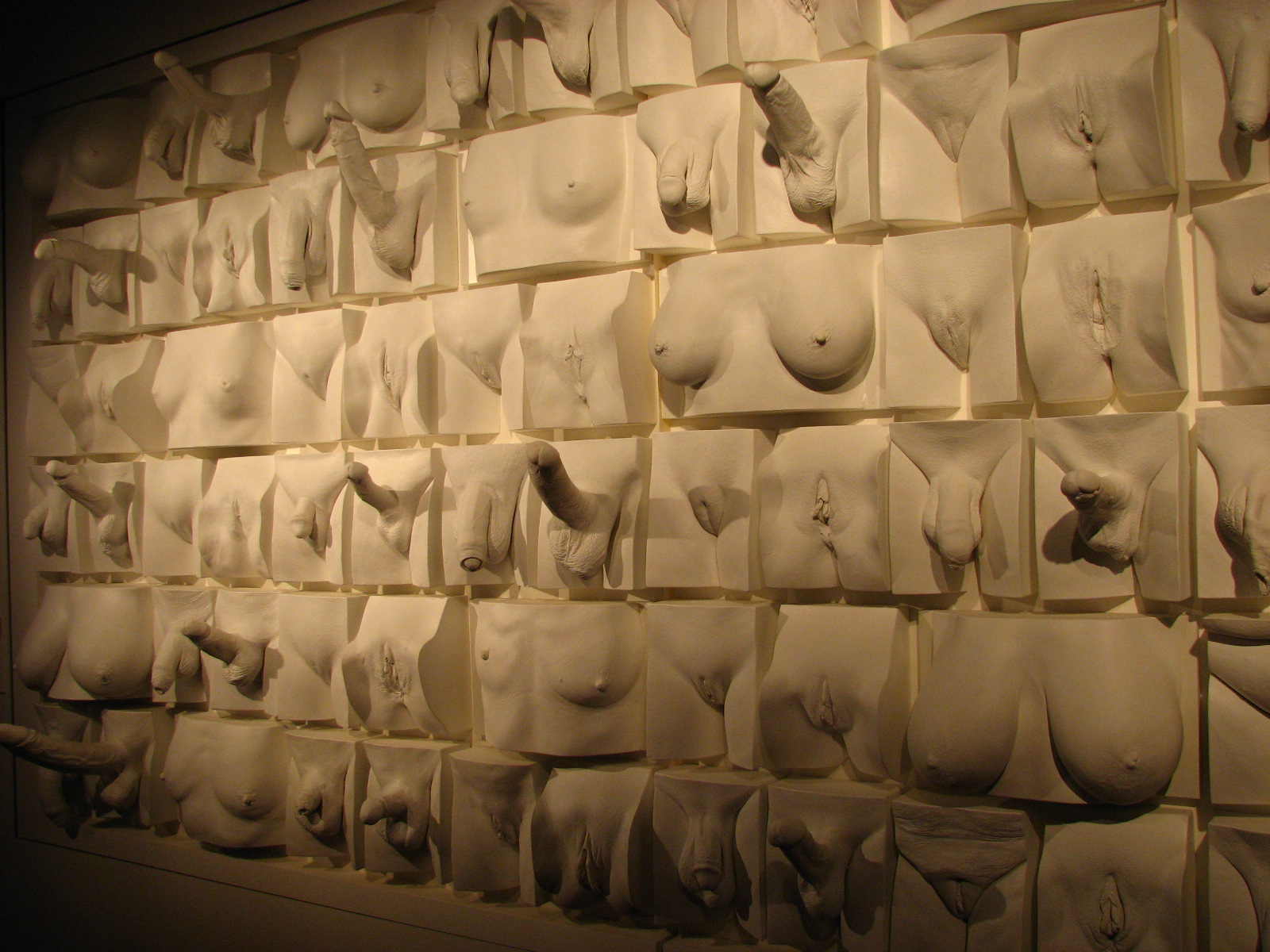
Jamie McCartney《生活的香料》2007年，倫敦阿莫拉博物館
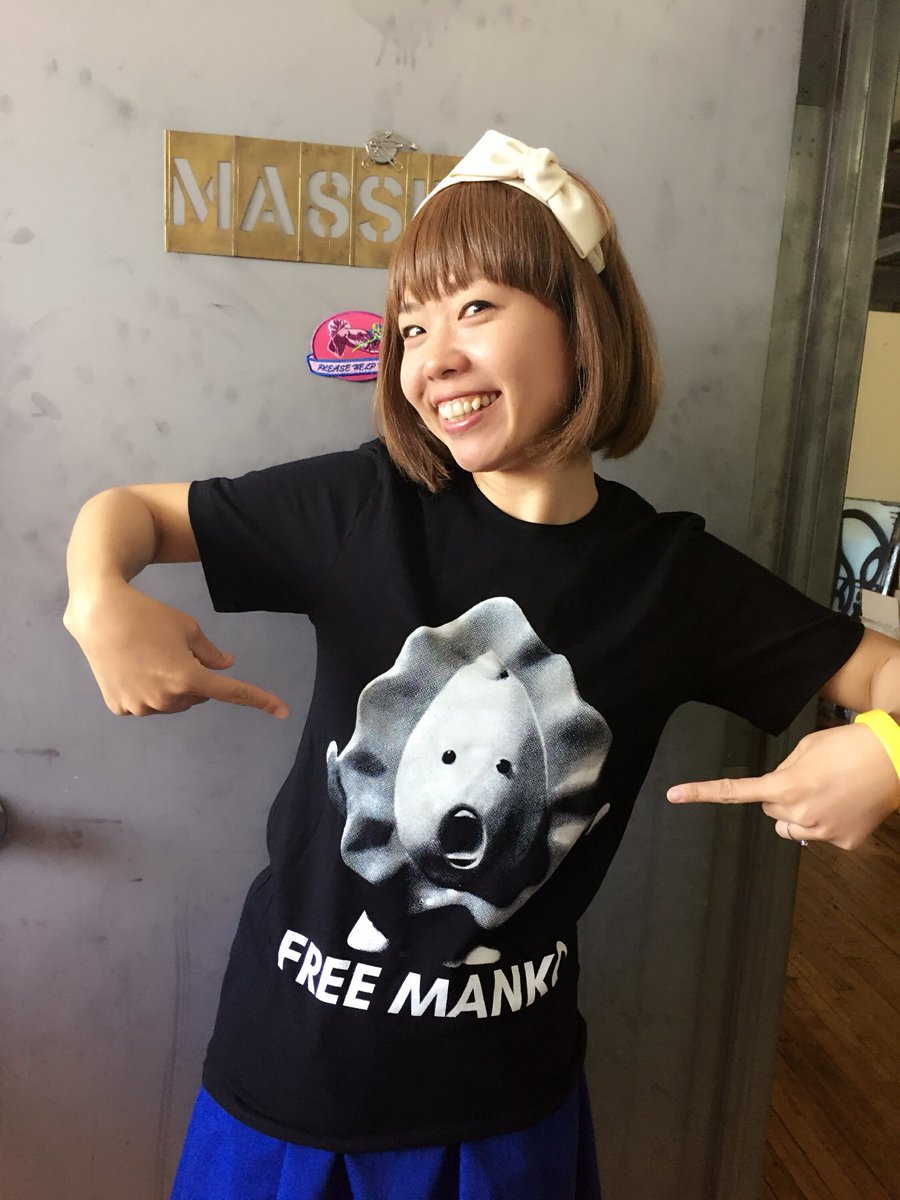
五十嵐惠與她的女陰形象創作

## 延伸閱讀
- （英文） causes of yeast infections（页面存档备份，存于）介紹行動不便者的保健方法。